# Liste der Kulturdenkmale in Borna

Wappen von Borna

In der Liste der Kulturdenkmale in Borna sind die Kulturdenkmale der sächsischen Stadt Borna verzeichnet, die bis April 2024 vom Landesamt für Denkmalpflege Sachsen erfasst wurden (ohne archäologische Kulturdenkmale). Die Anmerkungen sind zu beachten.
Diese Aufzählung ist eine Teilmenge der Liste der Kulturdenkmale im Landkreis Leipzig.

## Borna
| Bild                                    | Bezeichnung | Lage                                                         | Datierung | Beschreibung | ID       |
| --------------------------------------- | --- | ------------------------------------------------------------ | --- | --- | -------- |
| Direkt Bild zu diesem Denkmal hochladen | Doppelmietshaus in halboffener Bebauung | Altenburger Straße 6, 8 (Karte)                              | Um 1890 | Reiche, späthistoristische Putzfassade mit Schmuckelementen in Stuck, Kunst- und Naturstein, ortsentwicklungs- und baugeschichtliche Bedeutung. Je drei Geschosse, fünf Achsen, Seitenrisalit mit Dachhäuschen, Putzfassade mit aufwendiger Stuckgliederung, originale Fenster und Haustüren, Stuck in Hausdurchgängen, Wandpaneele, Bodenfliesen. | 09258575 |
| Direkt Bild zu diesem Denkmal hochladen | Ehemalige Badeanstalt (Neues Stadtbad), später Mietshaus | Altenburger Straße 17 (Karte)                                | 1929 | Markanter Putzbau in den traditionellen Formen der Zeit um 1930, Art-déco-Schmuck am Eingang und in den Giebeln der Zwerchhäuser, orts-, sozial- und baugeschichtliche Bedeutung. Drei Geschosse über hohem Sockel, unregelmäßige Achsen, Mansarddach mit Zwerchhäusern und Dachhäuschen, Giebelfelder der Zwerchhäuser mit Reliefdarstellungen, ansonsten schlichte Putzgliederung, Eingangsbereich mit geschweifter Haube, expressionistischem Türgewände und Wandbrunnen aus glasierten Kacheln im Inneren, originale Treppenhausfenster. | 09258576 |
| Direkt Bild zu diesem Denkmal hochladen | Wohnstallhaus einer Hofanlage | Altstädter Hauptstraße 4 (Karte)                             | Um 1820 | Fachwerkbau, Teil der ortsbildprägenden dörflichen Bebauung in der bis 1934 selbstständigen Gemeinde Altstadt-Borna, orts- und baugeschichtliche Bedeutung. Zwei Geschosse, unregelmäßige Achsen, giebelständig, Erdgeschoss und Giebel verputzt, Obergeschoss teils verputzt, teils offenliegendes Fachwerk. | 09258624 |
| Direkt Bild zu diesem Denkmal hochladen | Wohnstallhaus eines ehemaligen Dreiseithofes | Altstädter Hauptstraße 14 (Karte)                            | Um 1850 | Putzbau, Teil der ortsbildprägenden dörflichen Bebauung in der bis 1934 selbstständigen Gemeinde Altstadt-Borna, orts- und baugeschichtliche Bedeutung. Zwei Geschosse, unregelmäßige Achsen, giebelständig, Putzfassade, im Erdgeschoss noch originale Fensterläden, kleine Scheune mit steilem Dach. Putzfassade 1996 abgebrochen. | 09258625 |
| Direkt Bild zu diesem Denkmal hochladen | Seitengebäude eines Bauernhofes | Altstädter Hauptstraße 26 (Karte)                            | Um 1820 | Fachwerkbau, Teil der dörflichen Bebauung in der bis 1934 selbstständigen Gemeinde Altstadt-Borna, orts- und baugeschichtliche Bedeutung. Zwei Geschosse, unregelmäßige Achsen, giebelständig, Erdgeschoss massiv, Obergeschoss teils verbrettert, teils offenliegendes Fachwerk, Giebel verbrettert. | 09258627 |
| Direkt Bild zu diesem Denkmal hochladen | Wohnhaus eines Bauernhofes | Altstädter Hauptstraße 40 (Karte)                            | Um 1800 | Fachwerkbau, Teil der ortsbildprägenden dörflichen Bebauung in der bis 1934 selbstständigen Gemeinde Altstadt-Borna, orts- und baugeschichtliche Bedeutung. Zwei Geschosse, zwei Achsen, giebelständig, Erdgeschoss massiv, Obergeschoss teils offenliegendes Fachwerk, teils Putz, Erdgeschoss stark überformt. | 09258629 |
| Direkt Bild zu diesem Denkmal hochladen | Wohnhaus | Altstädter Hauptstraße 47 (Karte)                            | Um 1830 | Fachwerkbau, Teil der ortsbildprägenden dörflichen Bebauung in der bis 1934 selbstständigen Gemeinde Altstadt-Borna, orts- und baugeschichtliche Bedeutung. Zwei Geschosse, 3–4 Achsen, giebelständig, Krüppelwalmdach, Erdgeschoss massiv, Obergeschoss und Giebel teils offenliegendes Fachwerk, teils verputzt. | 09258630 |
| Direkt Bild zu diesem Denkmal hochladen | Denkmal in der Löscheranlage/Goethepark | Am Breiten Teich (Löscheranlage/Goethepark) (Karte)          | Bezeichnet mit 1963 | Figurengruppe auf Sockel, Naturstein, Zeugnis der sozialistischen Denkmalkultur in der DDR, zeit- und kunstgeschichtliche Bedeutung. Freiplastische Figurengruppe: Arbeiter, Soldat, Mutter mit Kind auf Sockel von O. Thielicke. | 09258637 |
| Direkt Bild zu diesem Denkmal hochladen | Schillerdenkmal im Schillerpark | Am Breiten Teich (Schillerpark) (Karte)                      | Bezeichnet mit 1905 | Sandstein, achteckiges Postament mit Findlingaufsatz, kulturgeschichtliche Bedeutung. Sockel auf Achteckgrundriss mit Findlingaufsatz, eingemeißelte Inschrift „Friedrich Schiller 1805–1905“, Sockel zweitverwendet, acht hochrechteckige Felder an den Seiten mit mittig eingesetzten Rosenmotiven. | 09258980 |
| Weitere Bilder                          | Schule mit Einfriedung und Turnhalle (Gymnasium Am Breiten Teich) | Am Breiten Teich 4 (Karte)                                   | 1908 | Putzbau, imposantes, in barockisierenden Jugendstilformen gestaltetes Schulgebäude von überregionalem Rang, ortsgeschichtliche, sozialgeschichtliche, baugeschichtliche, künstlerische und städtebauliche Bedeutung. Erbaut als Realgymnasium, seit 1961 Erweiterte Oberschule Borna, 1965–1992 Wilhelm-Pieck-Oberschule. - Schule: vier Geschosse, 16–20 Achsen, Mansarddach, Mittelrisalit als neobarocke Eingangsfront mit Dachreiter mit Laterne und Uhr, Eingangshalle Neobarock mit Kartusche im Giebelfeld, geputzte Pilaster, teils in Quadergliederung, im Korbbogen schmiedeeiserner Einsatz, Eingangshalle, Nebenhallen gequaderte Säulen mit ionischen Kapitellen - Turnhalle: um 1910, ein Geschoss, Mansarddach, Putzfassade mit Lisenengliederung, Eingangsvorbau | 09258638 |
| Direkt Bild zu diesem Denkmal hochladen | Mietvilla | Am Breiten Teich 10 (Karte)                                  | Um 1900 | Putz-Klinker-Bau im Landhausstil um 1900, ortsentwicklungs- und baugeschichtliche Bedeutung. Zwei Geschosse, 7–3 Achsen, überkragendes, knaggengestütztes Walmdach, Mittelrisalit mit Zwerchhaus, Bruchsteinsockel, gelbe und rote Klinkerfassade mit Stuckgliederung. | 09258644 |
| Weitere Bilder                          | Gerichtsgebäude mit zwei Nebengebäuden (Amtsgericht) | Am Gericht 2 (Karte)                                         | 1851 | Qualitätvoller, zeittypischer Putzbau im Rundbogenstil bzw. Neorenaissancestil, straßenbildprägend, Nebengebäude eingeschossig, das eine gestalterisch dem Hauptgebäude angepasst, orts-, bau- und verwaltungsgeschichtliche Bedeutung. - Amtsgericht: drei Geschosse, 10:4 Achsen, Mittelportal mit Treppe, Putzquaderung im Erdgeschoss, Rundbogenfenster in allen Geschossen, Erdgeschoss flachgewölbte Decken, in den Obergeschossen stuckierte Fensterbekrönungen, Trauffries mit stuckierten Konsolen - Nebengebäude: - im gleichen Neorenaissancestil ein Geschoss, sechs Achsen, Rundbogen - ein Schuppengebäude ein Geschoss, fünf Achsen, Sandstein ohne Putz | 09258508 |
| Weitere Bilder                          | Stadttor (Reichstor) und ehemaliges Torwärterhaus | An der Mauer 2 (Karte)                                       | Bezeichnet mit 1723 (Stadttor); 1786 (Torwärterhaus)                                                                    | Stadttor: Barockbau, mehrgeschossiger, quadratischer Turm mit gebrochenem Dach und Laterne, Tordurchfahrt, Fassaden verputzt mit Putzgliederungen, Gewände in Rochlitzer Porphyrtuff; Torwärterhaus: schlichter Putzbau mit Mansarddach, an der Nordseite des Reichstors angebaut, Teil der historischen Stadtbefestigung, ortsgeschichtliche, baugeschichtliche und städtebauliche Bedeutung. - Stadttor: Fünf Geschosse, drei Achsen, Mansarddach, Dachreiter als offene Laterne, Eckquaderung ab erstem Obergeschoss, Erdgeschoss Tordurchfahrt mit Rundbogen und hervorgehobenen Schlusssteinen, Gewände der Tordurchfahrt und der Fenster aus Sandstein, flaches Kreuzgratgewölbe, städtebauliches Wahrzeichen - Torwärterhaus: Bruchstein- und Ziegelmauerwerk, verputzt, zwei Geschosse, unregelmäßige Achsen, Mansarddach mit Fledermaus- und Schleppgauben, Fußweg neben Stadttor führt durch das Erdgeschoss, original: klassizistische Kassettenhaustür, Vergitterungen vor den Fenstern | 09258503 |
| Direkt Bild zu diesem Denkmal hochladen | Denkmal | Angerstraße (vor dem Volkshaus) (Karte)                      | Um 1960 | Ehemals vor dem Volkshaus, Sandstein, anschauliches und ideologiegeschichtlich interessantes Beispiel eines Denkmals der 1960er Jahre, kultur- und zeitgeschichtliche Bedeutung. Denkmalstele auf rechteckigem Sockel mit figürlichen Reliefs. | 09258534 |
| Direkt Bild zu diesem Denkmal hochladen | Zwiebelhaus: Wohnanlage in Ecklage (mit Angerstraße 1) | Angerstraße 1 (Bahnhofstraße 34, 34a, 34b) (Karte)           | 1935–1936 | Putzbau mit farbig hervorgehobenen Putzgliederungen, Details noch in der Formensprache des Art déco, Eckbetonung durch Reliefs nach Entwürfen Kurt Feuerriegels, Beispiel des sozialen Wohnungsbaus der 1930er Jahre, straßenbildprägend, bau-, sozial- und ortsentwicklungsgeschichtliche Bedeutung. - Bahnhofstraße 34, 34a, 34b: mit Tordurchfahrt, vier Geschosse, 10:1:7 Achsen, mehrfarbige Putzfassade mit Betonung der Eingänge, Treppenhäuser, Eckbetonung durch nahezu vollplastische Relieffelder (Kunststein): Zwiebelfrau, Bergmann und Karabinier, originale Ausstattungselemente: Haustüren, Fenster, Treppenhaus, Fußboden und Wandfliesen - Angerstraße 1: vier Geschosse, vier Achsen, Putzfassade, originale Haustür | 09258443 |
| Direkt Bild zu diesem Denkmal hochladen | Sparkassengebäude | Bahnhofstraße 2a (Karte)                                     | 1939–1941 | Straßenbildprägender Putzbau mit Natursteinelementen, gut erhaltenes Beispiel der Architektur der 1930er Jahre, baugeschichtliche Bedeutung. Drei Geschosse, 12:7 Achsen, Seitenrisalit, Bruchsteinsockel, segmentbogige Porphyrgewände im Erdgeschoss, Portal und Eingangsbereich aufwendig in Porphyr gestaltet, mehrfarbiges Putzrelief über dem Portal. | 09258570 |
|                                         | Postgebäude | Bahnhofstraße 6 (Karte)                                      | 1888 | Reicher Klinkerbau in Formen der Neurenaissance, mit Sandsteinelementen, rückwärtig jüngere Erweiterungsbauten, bau- und ortsgeschichtliche Bedeutung. Zeugnis der Entwicklung des Postwesens, zwei Geschosse, acht Achsen, zwei Seitenrisalite mit Zwerchhäusern, Mansarddach, rote Klinkerfassade mit aufwendiger Sandsteingliederung, originale Fenster. | 09258571 |
| Direkt Bild zu diesem Denkmal hochladen | Mietshaus in geschlossener Bebauung | Bahnhofstraße 7, 9 (Karte)                                   | Bezeichnet mit 1898 | Mit Laden, markanter späthistoristischer Putzbau mit Porphyrtuffelementen, qualitätvoll gearbeiteter Erker, ortsentwicklungs- und baugeschichtliche Bedeutung. Drei Geschosse, sieben Achsen, asymmetrische Fassadengliederung, zweiseitiger, dreigeschossiger Porphyrerker mit Kupferhaube und Wetterfahne, sämtliche Gewände in Porphyrtuff, neue Fenster, teils mit Bleiverglasung, originale Haustür. | 09258573 |
| Direkt Bild zu diesem Denkmal hochladen | Mietshaus in halboffener Bebauung | Bahnhofstraße 12 (Karte)                                     | 1873 | Mit Laden, reiche Putzfassade in historistischen Formen, ortsentwicklungs- und baugeschichtliche Bedeutung. Mit Laden und Tordurchfahrt, drei Geschosse, sechs Achsen, Seitenrisalit mit Dreiecksgiebel, Putzfassade mit reicher neoklassizistischer Stuckgliederung, hölzerner Traufkasten auf Konsolen, original: Tore, Pflaster in Tordurchfahrt, Stuckgliederung in Tordurchfahrt, Haustür, Treppenhaus, Ätzglasfenster im Treppenhaus, Wandfliesen. | 09258450 |
|                                         | Wohnhaus in geschlossener Bebauung | Bahnhofstraße 16 (Karte)                                     | Um 1820 | Mit Laden, im Kern wohl Bau des frühen 19. Jahrhunderts, Putzfassade in Formen der Neurenaissance, Teil einer historischen Zeilenbebauung, ortsentwicklungs- und baugeschichtliche Bedeutung. Zwei Geschosse, drei Achsen, Zwerchhaus, originaler Laden und reiche Stuckfassade um 1870. | 09258449 |
| Direkt Bild zu diesem Denkmal hochladen | Wohnhaus in geschlossener Bebauung | Bahnhofstraße 19 (Karte)                                     | Um 1895 | Mit Laden, aufwändige Putz-Klinker-Fassade in kräftigen Formen des Späthistorismus, ortsentwicklungs- und baugeschichtliche Bedeutung. Zwei Geschosse, sechs Achsen, zwei Risalite, Mansarddach, gelbe Klinker mit reicher Stuckgliederung, neue Fenster und Türen. | 09258574 |
| Direkt Bild zu diesem Denkmal hochladen | Mietshaus in geschlossener Bebauung | Bahnhofstraße 27 (Karte)                                     | Um 1880 | Mit Laden, konventionelle historistische Putzfassade mit Kunststein- und Stuckelementen, Teil der gründerzeitlichen Bebauung an der Bahnhofstraße, ortsentwicklungsgeschichtliche Bedeutung. Mit Laden und Tordurchfahrt, drei Geschosse, fünf Achsen, Bruchsteinsockel, Putzfassade mit schlichter Gliederung, Sandsteinstufen, originale Torflügel. | 09258442 |
| Direkt Bild zu diesem Denkmal hochladen | Mietshaus in halboffener Bebauung | Bahnhofstraße 29 (Karte)                                     | Um 1890 | Mit Laden, historistischer Putz-Klinker-Bau mit interessanter Giebelgestaltung, Teil der gründerzeitlichen Bebauung an der Bahnhofstraße, ortsentwicklungs- und baugeschichtliche Bedeutung. Drei Geschosse, fünf Achsen, Zwerchhaus, Erdgeschoss Putz, Obergeschoss gelbe Klinker mit Stuckgliederung, Laden mit gewölbter Scheibe um 1930, original: Treppenhaus, Haustür, Terrazzo, Wohnungstüren, AWC-Türen und Klinke. | 09258441 |
| Direkt Bild zu diesem Denkmal hochladen | Mietshaus in geschlossener Bebauung (ehemaliges Kaiserliches Postamt) | Bahnhofstraße 30 (Karte)                                     | Um 1875 | Mit Laden, Putzbau mit elegant gegliederter Fassade in historistischen, teils noch klassizistisch anmutenden Formen, am Mittelrisalit fein gearbeiteter Dekor, 1877–1887 Sitz des Kaiserlichen Postamtes, orts- und baugeschichtliche Bedeutung. Mit Laden und Tordurchfahrt, drei Geschosse, sechs Achsen, Putzfassade mit reicher Stuckgliederung und breitem Traufgebälk, schwach vortretender, zweiachsiger Mittelrisalit, Erdgeschoss verändert. | 09258446 |
| Direkt Bild zu diesem Denkmal hochladen | Mietshaus in geschlossener Bebauung | Bahnhofstraße 32 (Karte)                                     | Um 1875 | Mit Laden, historistischer Putzbau mit Putzgliederung und reichem Stuckdekor, Teil der gründerzeitlichen Bebauung an der Bahnhofstraße, ortsentwicklungs- und baugeschichtliche Bedeutung. Drei Geschosse, sechs Achsen, Putzfassade mit reicher Stuckgliederung, Erdgeschoss stark verändert. | 09258445 |
| Direkt Bild zu diesem Denkmal hochladen | Mietshaus in geschlossener Bebauung | Bahnhofstraße 33 (Karte)                                     | Um 1890 | Mit Laden, Putz-Klinker-Bau in späthistoristischer Gestaltung, Gliederungs- und Schmuckelemente in Sandstein und Stuck, Teil der gründerzeitlichen Bebauung an der Bahnhofstraße, ortsentwicklungs- und baugeschichtliche Bedeutung. Mit Laden und Tordurchfahrt, drei Geschosse, acht Achsen, zwei Seitenrisalite, Mittelrisalit mit dreieckigem Giebelabschluss, Erdgeschoss Putz, Obergeschoss gelbe und rote Klinker mit Stuckgliederung, original: Treppenhaus, Wohnungstüren. | 09258440 |
| Direkt Bild zu diesem Denkmal hochladen | Wohnanlage in Ecklage (mit Angerstraße 1) | Bahnhofstraße 34, 34a, 34b (Angerstraße 1) (Karte)           | 1935–1936 | Putzbau mit farbig hervorgehobenen Putzgliederungen, Details noch in der Formensprache des Art déco, Eckbetonung durch Reliefs nach Entwürfen Kurt Feuerriegels, Beispiel des sozialen Wohnungsbaus der 1930er Jahre, straßenbildprägend, bau-, sozial- und ortsentwicklungsgeschichtliche Bedeutung. - Bahnhofstraße 34, 34a, 34b: mit Tordurchfahrt, vier Geschosse, 10:1:7 Achsen, mehrfarbige Putzfassade mit Betonung der Eingänge, Treppenhäuser, Eckbetonung durch nahezu vollplastische Relieffelder (Kunststein): Zwiebelfrau, Bergmann und Karabinier, originale Ausstattungselemente: Haustüren, Fenster, Treppenhaus, Fußboden und Wandfliesen - Angerstraße 1: vier Geschosse, vier Achsen, Putzfassade, originale Haustür | 09258443 |
| Direkt Bild zu diesem Denkmal hochladen | Mietshaus in geschlossener Bebauung, mit Nebengebäude | Bahnhofstraße 35 (Karte)                                     | 1890–1891 | Reich gestalteter, späthistoristischer Putz-Klinker-Bau mit Sandstein- und Kunststeinelementen, im Traufbereich originelle Kartuschen mit Wappen und Masken, mit Laden und Tordurchfahrt, Teil der gründerzeitlichen Bebauung an der Bahnhofstraße, ortsentwicklungs- und baugeschichtliche Bedeutung. Mit Laden und Tordurchfahrt, drei Geschosse, sieben Achsen, zwei Seitenrisalite mit Zwerchhaus, Dachhäuschen, Erdgeschoss Putz geglättet, Obergeschoss gelbe Klinker mit reicher Stuckgliederung, original: Fenster, Treppenhaus, Wohnungstüren, AWC-Türen, Treppenhausfenster, Bodenfliesen, Holzpaneele, Hintergebäude, Hofpflasterung. | 09258439 |
| Direkt Bild zu diesem Denkmal hochladen | Vorbau einer ehemaligen Remise | Bahnhofstraße 37 (Karte)                                     | Bezeichnet mit 1888 | Türmchenartiger Putzbau mit geschwungener Haube und Laterne, Stuckornament, heimat- und baugeschichtliche Bedeutung. Ein Geschoss, eine Achse, Putzfassade mit reicher Stuckgliederung, zwiebelförmige Dachhaube mit offener Laterne, Wetterfahne bezeichnet mit 1888. | 09258437 |
| Direkt Bild zu diesem Denkmal hochladen | Mietshaus in ehemals geschlossener Bebauung | Bahnhofstraße 40 (Karte)                                     | Um 1880 | Mit Laden, Putzfassade, Teil der gründerzeitlichen Straßenzeile, baugeschichtlich von Bedeutung. Drei Geschosse, sechs Achsen, Zwerchhaus, Putzfassade mit schlichter Gliederung, hoher Bruchsteinsockel, Sandsteintreppe, original: Wohnungstüren mit Ätzglasscheiben, Treppenhaus. | 09258433 |
| Direkt Bild zu diesem Denkmal hochladen | Mietshaus in geschlossener Bebauung | Bahnhofstraße 42 (Karte)                                     | 1910 (Wetterfahne) | Putzbau mit schönem, am Zopfstil orientiertem Stuckdekor, Betonung der Mitte durch Kastenerker und turmartigen Dachausbau, ortsentwicklungs- und baugeschichtliche Bedeutung. Mit Tordurchfahrt, drei Geschosse, vier Achsen, ausgebautes Mansarddach mit Zwerchhaus, zweigeschossiger Erker mit dreiseitigem Turmaufsatz im Bereich des Zwerchhauses, geschieferte Haube mit Wetterfahne, Putzfassade mit reicher floraler Stuckgliederung, original: Treppenhausfenster, Treppenhaus. | 09258432 |
| Direkt Bild zu diesem Denkmal hochladen | Wohn- und Geschäftshaus in halboffener Bebauung | Bahnhofstraße 43 (Karte)                                     | Um 1905 | Malerischer Putz-Klinker-Bau im Jugendstil, Natursteinelemente, angedeuteter Erker und Dachaufbauten mit reichem Zierfachwerk, ortsentwicklungs- und baugeschichtliche Bedeutung. Drei Geschosse, fünf Achsen, Mansarddach mit Zwerchhaus und Dachhäuschen, Erdgeschoss mit großen Korb- und Segmentbogenöffnungen, Porphyrtuffgewände, Obergeschoss: zweigeschossiger, asymmetrisch angeordneter Fachwerkerker, Porphyrtuffgewände und -ornamente, Wandflächen im Putz und gelben Klinkern, Zwerchhaus in Blendfachwerk mit geschweiften Ortgangbrettern, original: Treppenhaus, Wohnungstüren, AWC-Türen, Terrazzoboden, reiche Jugendstiltreppenhausfenster mit Bleiverglasung, Innentüren mit Klinken, Hofgebäude, Holzbalkone. | 09258435 |
| Direkt Bild zu diesem Denkmal hochladen | Mietshaus in geschlossener Bebauung | Bahnhofstraße 44 (Karte)                                     | Bezeichnet mit 1909 | Mit Laden, Putzfassade mit Putznutungen, in den Obergeschossen breiter Risalit mit reichem Stuckdekor in barockisierenden und zopfstiligen Formen, ortsentwicklungs- und baugeschichtliche Bedeutung. Drei Geschosse, sechs Achsen, Mansarddach mit Zwerchhaus, Putzfassade mit reicher, in großen Teilen vegetabiler Stuckdekoration, Sandsteinstufen, Ladeneinbauten und Haustür erneuert, original: Wohnungstüren, AWC-Türen, Treppenhaus, Bodenfliesen. | 09258431 |
| Direkt Bild zu diesem Denkmal hochladen | Ehemaliges Verwaltungsgebäude mit Einfriedung (ehemaliges Königliches Bezirkssteueramt) | Bahnhofstraße 52 (Karte)                                     | Bezeichnet mit 1899–1900                                                                                                | Qualitätvoller Putzbau mit Natursteinelementen, gestaltet in den Formen des ausgehenden Historismus und anklingenden Jugendstils, orts-, verwaltungs- und baugeschichtliche Bedeutung. Bezeichnet mit 1899–1900 (Inschrift an Nordseite). Hochkellergeschoss und zwei Geschosse, 6:9 Achsen, Walmdach mit Zwerchhäusern und Schleppgauben, zur Straße rechts reich verziertes Zwerchhaus mit Kleeblattbogenabschluss und einem Wappen im Giebelfeld, Sockelgeschoss mit Segmentbogenfenstern und Natursteinmauerwerk, Obergeschosse Putzfassade, Erdgeschoss Segmentbogenfenster, Obergeschoss hochrechteckige Fenster mit profilierten Gewänden, Toreinfahrt mit Sandsteinpfeilern und schmiedeeisernen Türen, Treppenaufgang mit schmiedeeisernem Geländer. | 09258654 |
| Direkt Bild zu diesem Denkmal hochladen | Mietshaus in halboffener Bebauung | Bahnhofstraße 55 (Karte)                                     | Um 1890 | Opulenter Putz-Klinker-Fassade in späthistoristischer Gestaltung, Kunststein- und Stuckelementen, ortsentwicklungs- und baugeschichtliche Bedeutung. Drei Geschosse, sechs Achsen, rote Klinkerfassade mit reicher Stuckgliederung, Erdgeschoss Putz, Zwerchhaus, knaggengestütztes Krüppelwalmdach, originale Fenster, seitlicher Eingang mit Freitreppe und hölzernem Vordach, original: Haustür, Treppenhaus, Treppenhausfenster mit Ätzglas. | 09258430 |
| Direkt Bild zu diesem Denkmal hochladen | Ehemaliges Garnisonslazarett mit Einfriedung | Bahnhofstraße 58 (Karte)                                     | 1896 | Dreiflügelanlage in späthistoristischer Gestaltung, gelbe Klinkerfassaden mit roter Klinkergliederung und Kunststeinelementen, orts-, bau- und militärgeschichtliche Bedeutung. - Garnisonslazarett: Mittelpavillon zwei Geschosse, fünf Achsen, Walmdach, Mittelrisalit mit Krüppelwalmgiebel, gelbe und rote Klinker, Traufgesims mit reicher Klinkergliederung, zwei begleitende eingeschossige Seitenanbauten, zwei Achsen, Walmdach mit Zwerchhäuschen, vorgezogene Seitenpavillons, ein Geschoss, 1:4 Achsen, Walmdach, gelbe und rote Klinker, Segmentbogenfenster in allen Baukörper - Einfriedung: überwiegend Klinkermauer mit Bruchsteinsockel, straßenseitig veränderter Metallzaun über Bruchsteinsockel | 09258655 |
| Direkt Bild zu diesem Denkmal hochladen | Mietshaus in halboffener Bebauung in Ecklage Stauffenbergstraße | Bahnhofstraße 67 (Karte)                                     | Um 1890 | Mit Laden, markantes, späthistoristisches Eckgebäude mit aufwändiger Putz-Klinker-Fassade, Kunststeinelemente und Stuckdekor, insbesondere durch reich gestalteten Eckrisalit mit Türmchen und Giebelabschlüssen straßenbildprägend, ortsentwicklungs- und baugeschichtliche Bedeutung. Drei Geschosse, 7:1:7 Achsen, gelbe Klinkerfassade mit reicher Stuckgliederung, Eckrisalit mit Zwerchhäusern und Turmaufbau, zwei Seitenrisalite. | 09258427 |
| Direkt Bild zu diesem Denkmal hochladen | Mietshaus in offener Bebauung | Bahnhofstraße 69 (Karte)                                     | Um 1925 | Mit Laden, Putzbau in den Art-déco-Formen der 1920er Jahre, stil- und zeittypische Klinkergliederungen, ortsentwicklungs- und baugeschichtliche Bedeutung. Drei Geschosse, fünf Achsen, Zwerchhaus, Putzfassade mit Klinkerbändern, weit auskragendes Traufgesims, original: Fenster, Haustür, Ladeneinbau. | 09258426 |
| Weitere Bilder                          | Empfangsgebäude und Bahnsteigüberdachungen eines Personenbahnhofs (Bahnhof Borna) | Bahnhofstraße 451 (Karte)                                    | 1904 | Empfangsgebäude und Bahnsteigüberdachungen eines Personenbahnhofs; Gebäude mit reich gegliedertem Klinkerbau mit Porphyrtuffelementen, gestaltet in den Formen des ausgehenden Historismus mit Jugendstilanklängen, Bahnsteigüberdachungen in Eisen- und Holzkonstruktion, Bahnhof der Bahnstrecke Neukieritzsch–Chemnitz (6385; sä. KC), orts-, bau- und verkehrsgeschichtliche Bedeutung. - Empfangsgebäude: reichgegliedert, breitgelagert mit Mitteltrakt aus traufständigem, basilikalem Eingangsbereich mit hervorgehobenem Mittelportal als risalitartiger Portikus und zwei giebelständigen Seitentrakten mit Voluten an den Giebelschrägen, zwei weitere reich gegliederte Seitentrakte, originale Fenster, originale Gewölbe mit Stuck im Innern - Bahnsteigüberdachungen: zeitgleich mit dem Empfangsgebäude, Überdachung des Hausbahnsteigs in Eisen-Holz-Konstruktion, Überdachung des Inselbahnsteigs in Holzkonstruktion Stellwerke W1 (mech. Jüdel, Weichenstellwerk, Gru) und B 2 (umgebaut, Typ SuH 1912, Fahrdienstleiterstellwerk, IB 1934), Kohleschuppen, Lokschuppen, Wasserkran und Wirtschaftsgebäude keine Denkmale (Stand 2015). | 09258656 |
| Direkt Bild zu diesem Denkmal hochladen | Harmoniumfabrik O. Lindholm: Fabrikgebäude (unter zwei Hausnummern) | Breite Straße 7, 9 (Karte)                                   | 1911 | Ansprechend gestalteter Putzbau im Sinne des Reformstils um 1910/15, Seitenrisalite mit Schweifgiebeln, Lisenengliederung, Zeugnis der ehemals bedeutenden Instrumentenbau in Borna, ortsgeschichtliche, wissenschaftliche und baugeschichtliche Bedeutung. Fabrikgebäude mit Tordurchfahrt und Ladeneinbau, drei Geschosse, zehn Achsen, traufständig mit zwei Seitenzwerchhäuschen mit konvexgeschwungenen Giebelfeldern, Putzlisenengliederung. Geschichte: - Olof Lindholm (1866 Trönö (Schweden) – 1949, Borna), seit 1892 in Borna und Mitarbeiter bei Carl Theodor Mannborg’s Harmoniumfabrik (Grimmaer Straße 7) - 1894 Übernahme der Firma und Umzug in die Breite Straße 9: Einmietung in die Lohgerberei Jacob, Ausbau des Hauses - Herstellung Harmonien mit dem Amerikanischen System (Saugluftsystem) - 1911 Verkauf der Harmoniumwerkstatt an seinen Kunden Gustav Weischet, Dahlerau-Elberfeld (Wuppertal), Aus- und Umbau des Fabrikareals in der Breiten Straße Rückwärtiger Fabrikationstrakt und Schornstein (2016 abgebrochen): drei Geschosse, fünf Achsen, Segmentbogenfensterstürze aus Klinkern, die als umlaufender Klinkerfries in den Geschossen durchgezogen sind, Scheddachkonstruktion, Schornstein in Klinker, unterer Teil quadratisch, darüber oktogonaler Abschnitt, oberer Teil rund mit hofseitigem Anbau und Schornstein. | 09258531 |
| Direkt Bild zu diesem Denkmal hochladen | Wohnhaus in offener Bebauung mit Nebengebäude | Breite Straße 13 (Karte)                                     | Um 1820 (Wohnhaus); 1. Hälfte 19. Jahrhundert (Nebengebäude)                                                            | Putzbau mit Krüppelwalmdach, Nebengebäude Fachwerkbau, Teil der historischen Ortsbebauung, orts- und baugeschichtliche Bedeutung. - Wohnhaus: zwei Geschosse, fünf Achsen, traufständig, Krüppelwalmdach, Obergeschoss vermutlich teilweise in Fachwerk - rückwärtig im Hof ein zweigeschossiges Nebengebäude: Erdgeschoss massiv, Obergeschoss Fachwerk mit hölzernen teils gedrechseltem Treppenaufgang | 09258532 |
| Direkt Bild zu diesem Denkmal hochladen | Wohnhaus in geschlossener Bebauung in Ecklage Kirchstraße, mit Anbau | Brühl 22 (Karte)                                             | Um 1820 | Putzbau mit Krüppelwalmdach, im Kern wohl teilweise Fachwerk, Zeugnis der historischen Altstadtbebauung, orts- und baugeschichtliche Bedeutung. Zwei Geschosse, fünf Achsen, Krüppelwalmdach, schlichte Putzfassade. | 09258563 |
|                                         | Denkmalsockel (Dinterdenkmal) | Dinterplatz (Karte)                                          | Um 1900 | Postament Rosengranit, aufgestellt in kleiner Grünanlage, orts- und personengeschichtliche Bedeutung. Inschrift „Gustav Friedrich Dinter, geboren am 20. Februar 1760 – gestorben im Mai 18… (unlesbar) Der große heimatliche Pädagoge“, Obelisk auf Sockel, Rosengranit, in Grünanlage. | 09258499 |
| Direkt Bild zu diesem Denkmal hochladen | Schule mit Schulhof (Dinterschule) | Dinterplatz 3 (Karte)                                        | Bezeichnet mit 1876 | Putzbau im Rundbogenstil des 19. Jahrhunderts, mit Natursteinelementen, Schulhof mit altem Baumbestand, orts- und baugeschichtliche Bedeutung. Drei Geschosse, 21 Achsen, ein Mittelrisalit, zwei Seitenrisalite, vor Mittelrisalit großer dreigeschossiger Portalvorbau mit Türmchen, Rundbogentympanon, Rosette, Eckquaderung im Erdgeschoss, Sockelgeschoss, Sandstein, in allen Geschossen Segmentbogenfenster, Putznutung, Sandsteingliederung, im Schulhofgelände exotische Bäume. | 09258500 |
| Direkt Bild zu diesem Denkmal hochladen | Villa | Geschwister-Scholl-Straße 1 (Karte)                          | Um 1905 | Landhausartiger Putzbau mit Klinkerpartien und Blendfachwerk, geprägt durch eine akzentuierende, sich vom Historismus abwendende Gestaltung, bau- und ortsentwicklungsgeschichtliche Gestaltung. Zwei Geschosse, unregelmäßige Achsen, stark gegliederter Baukörper mit Blendfachwerkgiebeln, Risaliten, Erkern und Rundturm, Backsteinsockel, Wandflächen mit neuerem Putz, halbrunder Treppenturm mit verschiefertem Obergeschoss, original: Haustür, Treppenhaus, Treppenhausfenster mit Bleiverglasung, teils originale Fenster. | 09258581 |
| Direkt Bild zu diesem Denkmal hochladen | Villa mit Pforte und Gartenpavillon | Geschwister-Scholl-Straße 14 (Karte)                         | Um 1890 | Malerischer, stark durchgliederter Putzbau in späthistoristischen Formen, mit aufwändigem Blendfachwerk, Pforte in gotisierenden Formen mit Dächlein und Giebel, Gartenpavillon oktogonal mit spitzem Dach, ortsentwicklungs- und baugeschichtliche Bedeutung. Zwei Geschosse, unregelmäßige Achsen, Erdgeschoss Putz und Porphyrtuffgewände, Obergeschoss Blendfachwerk, stark gegliederter Baukörper mit viergeschossigem Treppenturm, Schwebegiebeln, Dachaufbauten, Loggia, Risalite, achtseitiger Gartenpavillon mit Zeltdach, hölzernes, überdachtes Gartenportal, originale Haustür. Stand bis 2010 irrtümlich unter Geschwister-Scholl-Straße 12 in der Denkmalliste. | 09258583 |
| Direkt Bild zu diesem Denkmal hochladen | Mietshaus in halboffener Bebauung | Geschwister-Scholl-Straße 19 (Karte)                         | Um 1905 | Repräsentativer Putz-Klinker-Bau mit reicher Fassade in späthistoristischen und jugendstiligen Formen, Blendfachwerk, Wintergarten in Holzkonstruktion, ortsentwicklungs- und baugeschichtliche Bedeutung. Zwei Geschosse, unregelmäßige Achsen, Erker mit Zwerchhaus in Blendfachwerk, überkragendes, knaggengestütztes Krüppelwalmdach, Backsteinsockel, Putzfassade, seitlicher Eingang mit zweigeschossigem Wintergartenüberbau. | 09258582 |
| Direkt Bild zu diesem Denkmal hochladen | Wohnhaus | Gnandorfer Straße 13 (Karte)                                 | Um 1820 | Fachwerkbau, Zeugnis der historischen Dorfbebauung des 1934 eingemeindeten Ortes Gnandorf, orts- und baugeschichtliche Bedeutung. Zwei Geschosse, unregelmäßige Achsen, giebelständig, Erdgeschoss massiv, Obergeschoss teils verputzt, teils offenliegendes Fachwerk, Giebel verputzt. | 09258652 |
| Direkt Bild zu diesem Denkmal hochladen | Seitengebäude eines Vierseithofes | Gnandorfer Straße 17 (Karte)                                 | Um 1850 | Fachwerkbau, eines der letzten Zeugnisse für die dörflich geprägte Struktur des 1934 eingemeindeten Ortes Gnandorf, orts- und baugeschichtliche Bedeutung. Zwei Geschosse, unregelmäßige Achsen, Erdgeschoss massiv, Obergeschoss und Giebel offenliegendes Fachwerk, langgestreckter Längsbau mit Schleppdach. | 09258653 |
|                                         | Villa mit Einfriedung und Gartenpavillon | Goethestraße 2 (Karte)                                       | Um 1910 | Akzentuierend gestalteter Putzbau im Reformstil um 1910, ortsentwicklungs- und baugeschichtliche Bedeutung. 1½ Geschosse, unregelmäßige Achsen, Mansarddach, schlichte Putzfassade mit Stuckgliederung, im Giebel ein Ochsenauge mit reicher Stuckrahmung, original: Haustür, Fenster, ein Fenstergitter, Einfriedung, Gartenhaus mit Zeltdach. | 09258645 |
|                                         | Mietshaus in geschlossener Bebauung in Ecklage Roßmarktsche Straße | Grabengasse 21 (Karte)                                       | Um 1910 | Mit Läden, dominanter Eckbau von stadtbildprägendem Charakter. Putzfassade mit Läden und Tordurchfahrt, drei Geschosse, unregelmäßige Achsen, Erdgeschoss mit Läden und Tordurchfahrt, Obergeschosse: 1 verschieferter dreigeschossiger Eckerker, zur Grabengasse ein durch Lisenen gerahmter flacher Erker zwei Achsen mit Zwerchhaus dessen Giebel verschiefert ist, ein Nebengebäude mit niedrigeren Geschossen, drei Geschosse, fünf Achsen, traufständig zur Roßmarktschen Straße, durch Lisenen gerahmter, flacher Erker mit vier Achsen und Zwerchhaus, dessen Giebel verschiefert ist, Erdgeschoss Rundbogenfenster und -türen, Türen und Fenster stark überformt. | 09258505 |
| Direkt Bild zu diesem Denkmal hochladen | Wohnhaus | Grenzstraße 2 (Karte)                                        | Um 1820 | Putzbau, im Kontext mit der Mühlenanlage Königsmühle stehendes Wohnhaus des frühen 19. Jahrhunderts in geschlossener Zeilenbebauung, orts- und sozialgeschichtliche Bedeutung. Ein Geschoss, Krüppelwalmdach, Giebelverbretterung, originale Haustür und Fensterläden. | 09258616 |
| Direkt Bild zu diesem Denkmal hochladen | Wohnhaus in geschlossener Bebauung | Grenzstraße 3 (Karte)                                        | Um 1840 | Schlichter Putzbau, Zeugnis der historischen Bebauung in dem bis 1934 eigenständigen Ort Altstadt-Borna, orts- und baugeschichtliche Bedeutung. Zwei Geschosse, drei Achsen, traufständig, original verzierte Firststeine und Haustür mit Klinke. | 09258617 |
| Direkt Bild zu diesem Denkmal hochladen | Wohnhaus in geschlossener Bebauung | Grenzstraße 4 (Karte)                                        | Um 1860 | Putzbau mit einfachen, profilierten Tür- und Fensterrahmungen, Zeugnis der historischen Bebauung in dem bis 1934 eigenständigen Ort Altstadt-Borna, orts- und baugeschichtliche Bedeutung. Zwei Geschosse, drei Achsen, traufständig, originale Haustür mit stuckiertem Segmentbogengewände, Fenstergewände mit stuckierter Umrahmung. | 09258618 |
| Direkt Bild zu diesem Denkmal hochladen | Zwei Wirtschaftsgebäude der ehemaligen Fleischerei Pilz, mit Einfriedung und Toreinfahrt | Grenzstraße 9 (Karte)                                        | 1904–1907 | Malerisch gestaltete Bauten in jugendstiligen Formen, aufwändige Putz- und Klinkerfassaden mit Blendfachwerk, heimat-, wirtschafts- und baugeschichtliche Bedeutung. - Wirtschaftsgebäude: ein Geschoss, seitlicher Längsbau auf Natursteinsockel in einem Mühlgraben, Mansarddach mit Kopfwalm, vier Schleppgauben, Erdgeschoss mit Putz-Klinkergliederung, Segmentbögen, Giebel offenliegendes Fachwerk, im Hof etwas zurückliegend Querbau ein Geschoss mit mittig angeordnetem Zwerchhaus mit Krüppelwalmdach und offenliegendem Fachwerk, Erdgeschoss Putz-Klinker-Gliederung, Segmentbogen über Öffnungen - Einfriedung: Klinkerpfosten, Holzzaun und Holztore | 09258619 |
| Direkt Bild zu diesem Denkmal hochladen | Wohnhaus | Grenzstraße 11 (Karte)                                       | Um 1830 | Schlichter Putzbau, Zeugnis der historischen Bebauung in dem bis 1934 eigenständigen, dörflich geprägten Ort Altstadt-Borna, orts- und baugeschichtliche Bedeutung. Zwei Geschosse, 3–5 Achsen, giebelständig, Putzfassade, originaler Dachstuhl, Akroterien auf Schornsteinen. | 09258620 |
|                                         | Mietshaus in halboffener Bebauung (Baugeschäft Fr. Th. Alfred Oehme) | Grimmaer Straße 1 (Karte)                                    | 1851 | Breitgelagerter Putzbau mit loggiaartig zurückgesetzter Mitte, hier auch Tordurchfahrt, Fassadengestaltung mit Stuck- und Putzgliederungen aus der Zeit um 1905, einzelne Dekorelemente wohl älter, Geburtshaus der Malerin und Grafikerin Martha Schrag (1870–1957), ortsentwicklungs-, bau- und personengeschichtliche Bedeutung. Mit Tordurchfahrt, drei Geschosse, neun Achsen, Putzfassade mit Lisenengliederung, in der Mittelachse zweigeschossiger Loggieneinbau mit Kolossalpilasterrahmung, hölzernes Traufgesims, originale Fenster, Tor. Rückwärtiger Anbau: Abbruch vor 2012. | 09258577 |
|                                         | Wohnhaus in offener Bebauung | Grimmaer Straße 15 (Karte)                                   | Um 1860 | Putzbau mit zurückhaltender, sehr flach gehaltener Putzgliederung, Faschen und Lisenenrahmungen, kunstvoll gestaltete Haustür mit Sandsteinrahmung, Teil der Stadterweiterung um die Mitte des 19. Jahrhunderts, ortsentwicklungs- und baugeschichtliche Bedeutung. Zwei Geschosse, vier Achsen, schlichte Putzfassade um 1910, seitlicher Eingang mit klassizistischem Sandsteinportal, zweiflügelige Haustür mit kunstvollen gusseisernen Gittern, originale Fenster um 1910, Treppenhaus, Wohnungstüren, AWC-Türen. | 09258580 |
|                                         | Wohnhaus in halboffener Bebauung mit rückwärtigem Erweiterungsbau | Grimmaer Straße 16 (Karte)                                   | Um 1860 | Putzfassade mit Klinker- und Sandsteinelementen, ortsentwicklungs- und baugeschichtliche Bedeutung. Zwei Geschosse, vier Achsen, Putzfassade mit gelben Klinkerlisenen und Fensterstürzen, segmentbogige Fenstergewände, Sandsteinsockel, hölzerner Traufgesims auf Stuckkonsolen, originale Fenster. | 09258579 |
| Direkt Bild zu diesem Denkmal hochladen | Wohnhaus | Hausgasse 1 (Karte)                                          | Um 1820 | Fachwerkbau, typisches Wohngebäude des ländlich geprägten Vorstadtbereichs, orts- und baugeschichtliche Bedeutung. Zwei Geschosse, 5:2 Achsen, traufständig, Krüppelwalmdach, Erdgeschoss Putzfassade stark überformt, Obergeschoss und Giebel offenliegendes Fachwerk, originale Fensteröffnungen im Obergeschoss. | 09258610 |
| Direkt Bild zu diesem Denkmal hochladen | Wohnhaus in offener Bebauung | Heinrichstraße 5 (Karte)                                     | Um 1780 | Spätbarocker Putzbau, möglicherweise Teil des alten Postguts, Zeugnis der einst vorstädtischen Bebauung, orts- und baugeschichtliche Bedeutung. Zwei Geschosse, 5:2 Achsen, Mansarddach, Mittelrisalit mit Zwerchhaus und Dreiecksgiebel. | 09258588 |
| Direkt Bild zu diesem Denkmal hochladen | Villa mit Einfriedung | Heinrichstraße 6 (Karte)                                     | Um 1905 | Malerischer Putzbau mit Klinkerpartien und jugendstiligem Zierfachwerk, Straßenfront mit Seitenrisalit, Wintergarten in aufwändiger Holzkonstruktion, ehemaliges Wohnhaus des Heimatforschers und Museumsbegründers Robert Weber (1874–1950), orts-, ortsentwicklungs- und heimatgeschichtliche Bedeutung. Zwei Geschosse, drei Achsen, Erker und Zwerchhäuser in Blendfachwerk, überkragende, knaggengestützte Krüppelwalmdächer, Backsteinsockel, Putzfassade, originale Fenster, hölzerner Wintergarten, Backsteineinfriedung, Inschrift „Mein Haus in Frieden mög Gott behüten.“ | 09258587 |
|                                         | Freilichtbühne (Volksplatz, Thingplatz) | Johann-Sebastian-Bach-Straße (Volksplatz) (Karte)            | 1933–1935 | Ehemalige Thingstätte der NS-Zeit, in der Art eines antiken Amphitheaters auf der ältesten innerstädtischen Braunkohlegrube (ehemalige Grube am Breiten Teich) erbaut, Zeugnis der Thingbewegung im Nationalsozialismus, zeit-, kultur- und baugeschichtliche Bedeutung. Großes, halbrundes Freilichttheater mit Nebenbauten. | 09258635 |
|                                         | Villa | Johann-Sebastian-Bach-Straße 1 (Karte)                       | Um 1910 | Putzbau mit Blendfachwerk, zeittypische, sich vom Historismus abwendende Gestaltung mit jugendstiligem Einschlag, ortsentwicklungs- und baugeschichtliche Bedeutung. Zwei Geschosse, 4:2 Achsen, Seitenrisalit mit Fachwerkgiebelfeld, originale Fenster, Einfriedung Klinkerpfeiler mit Holzlattenzaun, ein Klinkerpfeiler mit Satteldachabschluss. | 09258509 |
|                                         | Relief | Johann-Sebastian-Bach-Straße 12 (Karte)                      | 1954 | Farbiges glasiertes Keramikrelief mit Darstellung des Pädagogen Johann Heinrich Pestalozzi, umgeben von einer Kindergruppe mit Schulutensilien, Werk des Frohburger Kunstkeramikers Kurt Feuerriegel, Zeugnis für die Entwicklung des regionalen Kunsthandwerks im 20. Jahrhundert, kunstgeschichtliche und künstlerische Bedeutung. - Relief: farbiges, aus Teilen zusammengefügtes Relief in glasierter Keramik, es zeigt den Pädagogen Johann Heinrich Pestalozzi, inmitten einer Kinderschar mit Schiefertafeln und Büchern, Figuren teils fast vollplastisch ausgearbeitet, im Hintergrund Baumspitzen, darüber Himmel mit Wolken, 1954 von Kurt Feuerriegel als Schmuck für den Eingangsbereich des Pestalozzi-Kinderheims geschaffen - Kinderheim (Streichung 2006 aufgrund zahlreicher Veränderungen): zwei Geschosse, 13 Achsen, langgezogene Schleppgaube, umlaufender Balkon im Obergeschoss, schlichter Eingangsvorbau mittig vor Erdgeschoss mit Treppen, originale Türen und Fenster | 09258636 |
|                                         | Herrenhaus des ehemaligen Rittergutes Kesselshain | Kesselshain 1 (Karte)                                        | Um 1790 | Schlichter Putzbau in spätbarocken Formen, orts-, regional- und kulturgeschichtliche Bedeutung. Zweigeschossiger Bau, Krüppelwalmdach, Erdgeschoss massiv, Obergeschoss Fachwerk, verkleidet, im Inneren einfache Stuckdecken, im Erdgeschoss Raum mit Kreuzgratgewölben. | 09303047 |
|                                         | Wohnhaus in halboffener Bebauung | Kirchstraße 12 (Karte)                                       | Um 1800 | Hoch aufragender, einfach gegliederter Putzbau mit steilem Satteldach, Teil der historischen Ortskernbebauung, orts- und baugeschichtliche Bedeutung. Drei Geschosse, drei Achsen, schlichte neuere Putzfassade, Segmentbogenportal, Fachwerkgiebel, verputzt. | 09258473 |
|                                         | Wohnhaus in geschlossener Bebauung | Kirchstraße 13 (Karte)                                       | Um 1860 | Putzbau mit relativ aufwändiger Fassadengliederung in spätklassizistischen Formen, Teil der historischen Ortsbebauung, orts- und baugeschichtliche Bedeutung. Zwei Geschosse, fünf Achsen, profilierte Segmentbogengewände, Pilastergliederung durch beide Geschosse, Erdgeschoss toskanisch, Obergeschoss komposit. | 09258561 |
|                                         | Wohnhaus in halboffener Bebauung | Kirchstraße 15 (Karte)                                       | Um 1820 | Putzbau in zeitypischer schlichter Gestaltung, Teil der historischen Ortsbebauung, orts- und baugeschichtliche Bedeutung. Zwei Geschosse, sechs Achsen, Krüppelwalmdach, schlichte, neuere Putzfassade, originale Haustür, Zwischentür mit Ätzglasscheiben. | 09258562 |
|                                         | Schulgebäude (ehemaliges Realgymnasium) | Königsstraße 1 (Karte)                                       | 1886 (Einweihung) | Historistischer Bau mit reicher Fassadengestaltung, Putz und Klinker sowie Natursteinelemente, Eingang durch Säulenstellung betont, straßenbildprägende Lage, orts-, sozial- und baugeschichtliche Bedeutung. Drei Geschosse, 16 Achsen, breitgelagertes, traufständiges Gebäude, Vorderfront Sockelgeschoss Naturstein, Erdgeschoss Putzquadergliederung, 2. Obergeschoss rote und orange Klinker, Fenstereinfassungen stuckiert, teils mit Giebeln als Bekrönung, Stuckkonsolen, Eingangsportikus mit Treppe, kannelierten Säulen, Balkon mit Balustrade, im Eingangsbereich Kreuzgratgewölbe, originales Treppenhaus, unterhalb der Traufe Terrakottafries aus sich ständig wiederholendem Blütenmuster, giebelseitig in Erdgeschosshöhe Wappenrelief mit Löwen, Rückseite ganzflächig verputzt ohne besonderen Zierrat. | 09258631 |
| Weitere Bilder                          | Kunigundenkirche mit Kirchhof (Sachgesamtheit) | Kunigundengasse (Karte)                                      | 1493, Ursprung der Friedhofsanlage                                                                                      | Sachgesamtheit Kunigundenkirche mit Kirchhof, mit den Einzeldenkmalen: Kirche (mit Ausstattung), Toranlage und Einfriedung des Kirchhofes, Sühnekreuz, vier Kriegerdenkmalen und Ehrenhain für die Gefallenen des Ersten Weltkrieges sowie drei Grabsteine (09258769) und den Sachgesamtheitsteilen: gärtnerisch gestalteter Kirchhof (Gartendenkmal) und ein Grufthaus; eindrucksvolle Kirchenlage mit vielfältigem historischem Aussagewert, wichtiger Bestandteil der in der Vergangenheit entstandenen Ortsstruktur, ortsgeschichtliche, kirchengeschichtliche, kulturgeschichtliche und städtebauliche Bedeutung. Kirchhof 1920–1924 zum Kriegerehrenhain umgestaltet, an die ursprüngliche Funktion als Friedhof (bis 1876) erinnern nur noch zwei Grabsteine und ein Grufthaus (Bruchstein, verputzt, Klinker- und Porphyrtuffelemente). | 09258615 |
| Weitere Bilder                          | Kirche mit Ausstattung, Toranlage und Einfriedung des Kirchhofes, Sühnekreuz, vier Kriegerdenkmale und Ehrenhain für die Gefallenen des Ersten Weltkrieges sowie drei Grabsteine (Einzeldenkmale der Sachgesamtheit 09258615) | Kunigundengasse (Karte)                                      | Um 1200 (Kirche); um 1430 (Madonna); 1502 (Altar); 1568 (für Ratskämmerer Peter Breiting); 18. Jahrhundert (Grabsteine) | Einzeldenkmale der Sachgesamtheit Kunigundenkirche mit Kirchhof; romanische Backsteinbasilika, schöne Toranlage mit Sandsteinelementen, Ehrenhain nordöstlich der Kirche mit Eingangspfosten und Kreuzsteinen in Porphyrtuff, Grabmäler in Sandstein, ortsgeschichtliche, baugeschichtliche, künstlerische und kirchengeschichtliche Bedeutung | 09258769 |
| Direkt Bild zu diesem Denkmal hochladen | Wohnhaus in Ecklage | Kunigundengasse 2 (Karte)                                    | Um 1850 | Markanter Putzbau in spätbarocken Formen, Natursteingewände, straßenbildprägende Lage, orts- und baugeschichtliche Bedeutung. Zwei Geschosse, 3:4 Achsen, Mansarddach mit Kopfwalm, zwei Schleppgauben, originale Sandsteinfenstergewände, Putzfassade. | 09258614 |
| Direkt Bild zu diesem Denkmal hochladen | Ehemaliges Stadtkrankenhaus | Lausicker Straße 5, 7 (Karte)                                | 1882–1883 | Aufwändige Putzfassade in historistischen Formen, Mittenbetonung durch Risalit mit Dreieckgiebel, hier Haupteingang mit Portikusrahmung in Sandstein, orts-, sozial- und baugeschichtliche Bedeutung. Zwei Geschosse, 10:4 Achsen, Mittelrisalit mit stuckiertem Giebelfeld, Mezzaningeschoss mit kannelierten Pilastern, Putzquadergliederung im Erdgeschoss, Obergeschoss glatte Putzfassade, originale Haustür und Windfangtür, Portikus um Haustür mit kannelierten Pilastern, putzverzierte Fenstergewände und Bekrönungen, einst 14 Krankenzimmer, ein Operations- und Arztzimmer, Verwaltungsraum und Hausmeisterwohnung. | 09258632 |
| Direkt Bild zu diesem Denkmal hochladen | Friedhof Borna (Sachgesamtheit) | Leipziger Straße (Karte)                                     | 1876 | Sachgesamtheit Friedhof Borna, mit den Einzeldenkmalen: Friedhofskapelle, fünf Grabmale und Kriegerdenkmal für die Gefallenen des Ersten Weltkrieges (09258646) und den Sachgesamtheitsteilen: Einfriedung mit zwei Toranlagen, gärtnerisch gestaltete Friedhofsanlage mit Wegesystem und altem Gehölzbestand (Gartendenkmal); Friedhofsanlage der Gründerzeit, orts- und kulturgeschichtliche Bedeutung. Eröffnung des Friedhofs am 21. April 1876, löste den Kunigundenfriedhof als städtischen Bestattungsort ab, planmäßig angelegte Friedhofsanlage mit Wegekreuz, in dessen Mitte die Friedhofskapelle steht, Einfriedung in Klinkermauerwerk, Friedhofstore repräsentativ gestaltet, Klinker und Sandsteinelemente, in der Mitte Einfahrt, seitlich durch Bögen überspannte Fußgängerpforten, eiserner Tür- und Torflügel. | 09303553 |
| Direkt Bild zu diesem Denkmal hochladen | Friedhofskapelle, fünf Grabmale und Kriegerdenkmal für die Gefallenen des Ersten Weltkrieges (Einzeldenkmale der Sachgesamtheit Friedhof Borna 09303553) | Leipziger Straße (Karte)                                     | 1889 (Friedhofskapelle); um 1920 (Kriegerdenkmal)                                                                       | Einzeldenkmale der Sachgesamtheit Friedhof Borna; Friedhofsanlage der Gründerzeit, orts- und baugeschichtliche Bedeutung. - Kapelle: Klinkerbau in eklektizistischen Formen des Späthistorismus, kreuzförmiger Grundriss, Pyramidendach, die etwas derben Schmuckelemente in Naturstein, Bleiglasfenster - Grabmale: - 1. Wandstelle Rose, um 1900, dreiteiliger Aufbau aus Rochlitzer Porphyrtuff, Mittelteil in Ädikulaform, schwarze Inschriftplatte - 2. Wandstelle Meißner, um 1895, dreiteiliger Aufbau mit ädikulaartigem Mittelteil, Sandstein, schwarze Inschrifttafel - 3. Wandstelle Rost, um 1905, dreiteilig, in Jugendstilformen, vor dem überhöhten Mittelteil Christusfigur nach Thorvaldsen (Marmor), in den Seitenteilen schwarze Inschrifttafeln - 4. Wandstelle Naumann, um 1905, Naturstein, Jugendstilformen, breitgelagerter Mittelteil mit Nische, darin Sitzbank und zwei Inschrifttafeln, zwei halbhohe Mauerstücke als seitliche Rahmung - 5. Wandstelle Johlige & Illig, um 1910, dreiteiliger Aufbau in Bossenmauerwerk, im giebelartigen Abschluss des Mittelteils Kartusche mit Metallschrift, schwarze Inschrifttafeln in der Mitte und in den inneren Abschnitten der Seitenteile, Grabeinfriedung in Naturstein - Kriegerdenkmal für die Gefallenen des Ersten Weltkriegs: Sandsteintafel mit Girlande, die die Inschrift „UNSEREN GEFALLENEN HELDEN!/ SIE GABEN IHR ALLES/ IHR LEBEN IHR BLUT/ SIE GABEN ES HIN/ MIT HEILIGEM MUT/ FÜR UNS.“, darüber Eisernes Kreuz und die Jahreszahlen 1914, 1918 | 09258646 |
|                                         | Wohnhaus in halboffener Bebauung in Ecklage Heinrichstraße | Leipziger Straße 32 (Karte)                                  | Um 1800 | Putzbau mit Natursteinelementen, Teil der historischen Ortsbebauung, orts- und baugeschichtliche Bedeutung. Zwei Geschosse, 5:3 Achsen, Krüppelwalmdach, Natursteingewände, segmentbogige Mitteltür. | 09258585 |
|                                         | Schulgebäude (ehemaliges Lehrerseminar) | Leipziger Straße 67, 67a (Karte)                             | 1862–1863, später erweitert                                                                                             | Ursprünglich Königlich-Sächsisches Lehrerseminar, palaisartiger Putzbau mit eleganter Putzgliederung in spätklassizistischen Formen, rückwärtig mehrteilige Erweiterungsbauten unterschiedlicher Zeiten, unter anderem mit Aula, umfangreicher Gebäudekomplex von stadtbildprägender Wirkung, orts-, bau-, sozialgeschichtliche und städtebauliche Bedeutung. - Hauptbau: Drei Geschosse, 15 Achsen, Mittelrisalit mit Dreiecksgiebel, 2 Seitenrisalite mit Mansarddächern, Natursteingewände, Bruchsteinsockel, Putzfassade mit Lisenengliederung, Rundbogenportal mit unlesbarer Inschrifttafel - Erweiterungsbau von 1884–86: dreigeschossig, Putzfassaden mit steinernen Gliederungselementen, im Innern weitgehend im Originalzustand erhaltene Aula (Holzpaneele, aufwändige Türrahmung, Wand- und Deckenstuck) - Erweiterungsbau von 1912–13: blockhafter, leicht asymmetrisch gegliederter Putzbau im Reformstil um 1910/15, auf dem mächtigen Mansarddach einst zwei Turmaufsätze Ab 1946 Pestalozzischule, Pestalozzi-Gymnasium am 31. Juli 2006 geschlossen, danach Haus 2 des Gymnasiums Am Breiten Teich. | 09258584 |
| Direkt Bild zu diesem Denkmal hochladen | Villa mit Einfriedung und Garten | Leipziger Straße 103 (Karte)                                 | 1893 | Malerisch gestalteter Villenbau im späthistoristischen Stil, Putzgliederungen, Giebel und Traufbereich mit hölzernen Zierelementen, baugeschichtliche Bedeutung. Putzfassade, zwei Geschosse, unregelmäßige Achsen, aus verschiedenen Kuben zusammengesetzter Baukörper mit zwei hölzernen Schwebegiebeln, an den Ecken Putzquadergliederung, Wintergarten mit querrechteckigen, originalen Fenstern, Fenstergewölbe mit stuckierten Rahmenleisten, teils giebelartige Fensterbekrönungen, teils auf Konsolen, Einfriedung, schmiedeeiserner Zaun auf Natursteinsockel. | 09258633 |
| Direkt Bild zu diesem Denkmal hochladen | Häuslerhaus | Leipziger Straße 112 (Karte)                                 | Um 1800 | Fachwerkbau, Zeugnis der historischen Bebauung des einstigen Dorfes Wenigborna, orts- und baugeschichtliche Bedeutung. Zwei Geschosse, 3:2 Achsen, giebelständig, Erdgeschoss massiv, Obergeschoss und Giebel offenliegendes Fachwerk, originale Fensteröffnungen. | 09258650 |
| Direkt Bild zu diesem Denkmal hochladen | Wohnhaus eines ehemaligen Vierseithofs | Leipziger Straße 114 (Karte)                                 | Ende 18. Jahrhundert | Stattlicher spätbarocker Fachwerkbau in straßenbildprägender Lage, Zeugnis der historischen Bebauung des einstigen Dorfes Wenigborna, orts- und baugeschichtliche Bedeutung. Zwei Geschosse, unregelmäßige Achsen, giebelständig, Mansarddach mit Kopfwalm und Fledermausgauben, drei Schleppgauben, Erdgeschoss massiv, Obergeschoss offenliegendes Fachwerk, Giebel verputzt, Erdgeschoss und Giebel stark überformt. | 09258651 |
| Weitere Bilder                          | Rathaus (mit Ausstattung) | Markt 1 (Karte)                                              | 1438–1439 | Im Kern gotischer Bau des 15. Jahrhunderts, später tiefgreifend verändert, Putzfassaden mit Natursteinelementen, hohes Walmdach mit großem Dachreiter, zum Markt Zwerchhaus mit Schweifgiebel, neugotische Vorhangbogenfenster und Erker, Portal in Rochlitzer Porphyrtuff, Ausstattung der Ratssäle im Stil des Historismus, ortsgeschichtlich, baugeschichtlich, künstlerisch und städtebaulich von Bedeutung. Drei Geschosse, 7:3 Achsen, Mittelzwerchhaus mit Giebel, Beschlagwerkornamente, Tierkreis, großer verschieferter Dachreiter mit offener Laterne und geschweifter Haube, zwei Reihen Dachhäuschen, zwei Sandsteinerker mit Kupferdeckung, Sandsteinfenstergewände, Porphyrtuffportal in manieristischen Formen, mit gedrehten Säulen. | 09258475 |
|                                         | Ehemalige Hauptwache | Markt 2 (Karte)                                              | 1874 | Gotisierender Putzbau mit Erdgeschossarkade auf Säulen, Lisenengliederung und Konsölchenfriese, orts-, militär- und baugeschichtliche Bedeutung. Zwei Geschosse, vier Achsen, offener Arkadengang auf Pfeilern und Säulen, Putzfassade, Dreiecksgiebel, rückwärtiger Treppenturm mit geschweifter Haube. | 09258476 |
|                                         | Wohnhaus in geschlossener Bebauung | Markt 7 (Karte)                                              | 16./17. Jahrhundert | Mit Laden, schlichter Putzbau, im Kern vermutlich 16./17. Jahrhundert, später überformt, Teil der historischen Marktplatzbebauung, orts- und baugeschichtliche Bedeutung. Zwei Geschosse, fünf Achsen, drei Dachhäuschen, schlichte Putzfassade, Laden und Haustür, Treppenhaus um 1860, verputzte Balkendecke im Flur | 09258452 |
|                                         | Mietshaus in geschlossener Bebauung | Markt 8 (Karte)                                              | Um 1875 | Mit Laden, reiche Putzfassade mit fein durchgebildeten Formen des Klassizismus und der Neurenaissance, Öffnung der Gebäudemitte durch Loggien mit kunstvollen Gittern, Teil der historischen Marktbebauung, ortsentwicklungs- und baugeschichtliche Bedeutung. Mit Laden und Tordurchfahrt, vier Geschosse, fünf Achsen, Putzfassade mit reichem Stuckdekor, zweigeschossiger Loggieneinbau mit reichverzierten gusseisernen Gittern. | 09258453 |
|                                         | Wohnhaus in geschlossener Bebauung | Markt 9 (Karte)                                              | 16. Jahrhundert | Putzbau mit steilem Satteldach und schlichter Fassadengestaltung, bemerkenswertes Porphyrtuffportal von 1714 mit Akanthus- und Girlandenschmuck, Gedenktafel für Martin Luther, Teil der historischen Marktplatzbebauung, orts- und baugeschichtliche Bedeutung. Zwei Geschosse, sieben Achsen, vier Dachhäuschen, Natursteingewände, barocke Portalrahmung mit Girlanden (bezeichnet mit 1714), späterer Ladeneinbau. Laut Gedenktafel soll 1522 Luther hier geweilt haben, seit etwa 1640 war das Haus im Besitz des Stadtrichters Melchior Altwein und dessen Nachfolgers (bis 1746), 1813 Nachtquartier von Zar Alexander. | 09258454 |
| Weitere Bilder                          | Wohnhaus in geschlossener Bebauung | Markt 10 (Karte)                                             | Bezeichnet mit 1500 | Breitgelagerter Putzbau mit großem Rundbogenportal in Porphyrtuff, barockes Zwerchhaus, eines der ältesten Wohnhäuser in Borna, wichtiger Bestandteil der historischen Marktplatzbebauung, orts- und baugeschichtliche Bedeutung. Zwei Geschosse, sieben Achsen, steiles Satteldach, Zwerchhaus mit Dreiecksgiebel, schlichte barocke Putzfassade, Renaissanceportal mit Sitznischen bezeichnet mit 1500. | 09258455 |
|                                         | Ehemaliges Gasthaus „Goldener Stern“ in Ecklage Kirchstraße, heute Bürgerhaus | Markt 11 (Karte)                                             | Um 1500 | Putzbau mit profilierten Porphyrtuffgewänden, Tordurchfahrt, Giebel mit Blendbögen, im Innern spätgotische Balkendecke, bedeutender Profanbau, wichtiger Teil der historischen Marktbebauung, orts-, kultur- und baugeschichtliche Bedeutung. Mit Tordurchfahrt, zwei Geschosse, zehn Achsen, Porphyrtuffgewände, Segmentbogentor, zur Kirchstraße ein spätgotisches Porphyrtuffgewände, originale Unterzüge im Inneren. 1490 Erwähnung als Gasthof, errichtet vermutlich an der Stelle des Markgräflichen Stadtschlosses (1450 zerstört), Name „Goldener Stern“ seit um 1620 nachweisbar, seit Mitte 19. Jahrhundert Mittelpunkt des gesellschaftlichen Lebens in der Stadt (brillanter Saal). | 09258456 |
| Weitere Bilder                          | Wohnhaus in geschlossener Bebauung in Ecklage Kirchstraß (Thomassches Haus) | Markt 12 (Karte)                                             | Um 1760 | Mit Laden, stadtpalaisartiger Putzbau im Rokokostil, Hauptfront zur Kirchstraße mit dreiachsigem Mittelrisalit, zum Markt einachsiger Mittelrisalit, an den Risaliten reicher Stuck, ortsgeschichtliche, baugeschichtliche und künstlerische Bedeutung. Drei Geschosse, 5:11 Achsen, Mansarddach mit zwei Reihen Dachhäuschen, Putzfassade mit reicher Stuckierung in den Mittelachsen. | 09258457 |
|                                         | Wohnhaus in geschlossener Bebauung in Ecklage Reichsstraße (ehemaliges Schreibersches Haus) | Markt 13 (Karte)                                             | 1754 | Mit Laden, spätbarocker Putzbau mit Natursteinelementen, reich geschmückte Fassade, 1889 historisierend überformt (Staffelgiebel des Zwerchhauses), zur Reichsstraße untergeordneter, einfach gestalteter Gebäudeflügel, hier ebenfalls Korbbogenportal, Teil der historischen Bebauung am Markt, orts- und baugeschichtliche Bedeutung. Drei Geschosse, 8:6 Achsen, Mansarddach, Mittelrisalit mit abgetrepptem Giebel und reicher Gliederung, unterhalb der Fenster Festons, im Obergeschoss Dachbekrönungen, Anbau mit Tordurchfahrt mit Korbbogen, vier Dachgauben, originale Sandsteintür- und Fenstergewände. | 09258520 |
|                                         | Löwenapotheke, ursprünglich Wohnhaus, in geschlossener Bebauung in Ecklage Reichsstraße | Markt 14 (Karte)                                             | 1680 | Putzbau mit Mansarddach, einfache Fassadengliederung mit Putzfaschen, Eckerker, Ladeneinbau der Löwenapothekte mit liegender Löwenfigur, Teil der historischen Bebauung um den Markt, orts- und baugeschichtliche Bedeutung. Zwei Geschosse, 4:5 Achsen, hohes Mansarddach, Zwerchhaus mit Segmentbogengiebel zur Reichsstraße, Dachhäuschen, Eckerker mit Haubendach, Putzfassade mit schlichter Stuckgliederung. | 09259076 |
| Weitere Bilder                          | Emmauskirche Heuersdorf mit Ausstattung | Martin-Luther-Platz (Karte)                                  | 12. Jahrhundert (Kirche); um 1850 (Empore, Kanzelaltar und Orgel)                                                       | Rechteckiger Saalbau mit quadratischem Chor und Dachreiter mit Zwiebelturm-Haube, wegen Braunkohletagebau 2007 nach Borna umgesetzt, ortsgeschichtliche, baugeschichtliche, künstlerische und regionalgeschichtliche Bedeutung. Verputzter Bruchsteinbau, Saalkirche, Oktober 2007 in spektakulärer Aktion im Auftrag der MIBRAG an den Standort nach Borna versetzt. | 09256818 |
| Weitere Bilder                          | Kirche mit Ausstattung (Evangelische Stadtkirche St. Marien, auch Katharinenkirche Borna) | Martin-Luther-Platz (Karte)                                  | 1411–1456 (Kirche); 1555 (Kirchturm); 1264 (1346?) (Sandsteinrelief Schmerzensmann); um 1550 (Kanzel); 1769 (Kanzelfuß) | Spätgotische Stadtpfarrkirche, Hallenbau mit eingezogenem Chor und im Kern spätromanischem Querwestturm, bedeutende Ausstattung, darunter spätgotischer Schnitzaltar von Hans Witten, ortsgeschichtliche, kirchengeschichtliche, künstlerische und städtebauliche Bedeutung. Spätgotische dreischiffige Hallenkirche (1411–1456), langgestreckter Chor mit 3/6-Schluss (1434 vollendet), querrechteckiger Turmbau bezeichnet mit 1555, im Innern: reichhaltiger Bauschmuck durch Konsol- und Wappensteine, Ausstattung: Marienaltarretabel von 1511, ein Hauptwerk des Bildschnitzers Hans Witten (1866–1868 Restauration), romanische Taufe in Porphyrtuff, verschiedene gotische Bildwerke, Orgel von Urban Kreutzbach 1849 (ursprünglich in Mochau). | 09258474 |
|                                         | Stallanbau | Martin-Luther-Platz 1 (Karte)                                | Bezeichnet mit 1710 | Im Kern Barockbau, Obergeschoss teilweise in Fachwerk, eine Fensterrahmung mit Handwerkszeichen, Initialen und Datierung, orts- und baugeschichtliche Bedeutung. Anbau bezeichnet mit 1710, zwei Geschosse, unregelmäßige Achsen, teils originale Fenstergewände, teils Fachwerk im Obergeschoss (Abbruch Wohnhaus 1997). | 09258523 |
| Weitere Bilder                          | Wohnhaus und kirchliches Verwaltungsgebäude (Superintendentur) | Martin-Luther-Platz 4 (Karte)                                | 1821 | Imposanter, dem Zeitgeschmack entsprechend schlicht gehaltener Putzbau mit Natursteinelementen, wichtiger Bestandteil der Bebauung rund um die Marienkirche, orts-, bau- und kirchengeschichtliche Bedeutung. Zwei Geschosse, neun Achsen, neue Putzfassade, Natursteintürgewände, Sandsteinstufen, original: Haustür mit Oberlicht, Treppenhaus, Hoftür, Bodenfliesen. | 09258470 |
|                                         | Ehemaliges Archidiakonat und Diakonat, heute Wohnhaus, mit Vorgarten | Martin-Luther-Platz 5, 6, 7 (Karte)                          | 1897/1898 | Späthistoristischer Bau in den Formen der Neurenaissance, Klinkerfassade mit Sandsteinelementen, Teil der historischen Bebauung um die Marienkirche, orts-, bau- und kirchengeschichtliche Bedeutung. Zwei Geschosse, 13 Achsen, drei Eingänge, zwei Risalite mit Giebeln, ein Dachhäuschen, Klinkerfassade mit reicher Sandsteingliederung, originale Haustüren, Vorgarten. | 09258469 |
|                                         | Pfarr- und Gemeindehaus (ehemaliges Diakonat) mit Anbau | Martin-Luther-Platz 8 (Karte)                                | Um 1820 (Pfarrhaus); nach 1945 (Gedenktafel)                                                                            | Putzbau mit Natursteinelementen und Walmdach, Geburtshaus des liberalen Politikers Wilhelm Külz (1875–1948, Inschrifttafel), Fachwerkanbau, orts-, kirchen- und personengeschichtliche Bedeutung. Zwei Geschosse, 7:2 Achsen, Walmdach, Porphyrtuffgewände, originale Haustür mit Oberlicht, Fachwerkanbau, Inschrift „Dr. Wilhelm Külz, Begründer der Liberal-Demokratischen Partei Deutschlands wurde in diesem Hause am 18.2.1875 geboren.“ | 09258468 |
|                                         | Wohnhaus in ehemals geschlossener Bebauung | Martin-Luther-Platz 10 (Karte)                               | Um 1790 | Putzbau mit Natursteinelementen und steilem Satteldach, Zeugnis der ursprünglichen Altstadtbebauung, orts- und baugeschichtliche Bedeutung. Zwei Geschosse, drei Achsen, steiles Dach mit zwei Reihen Dachhäuschen, Putzfassade, Segmentbogenportal, mit Schlussstein. | 09258467 |
| Direkt Bild zu diesem Denkmal hochladen | Mietshaus in halboffener Bebauung mit Einfriedung (Holzmühle) | Mühlgasse 2 (Karte)                                          | 1934–1935 | An Stelle einer alten Getreidemühle errichteter, barockisierender Putzbau mit Lisenengliederung, Giebelfelder der Dachhäuschen mit Stuckreliefs nach Entwürfen Kurt Feuerriegels, straßenbildprägend, Ensemblewirkung mit dem zeitgleichen Haus Sachsenallee 28, ortsgeschichtliche, baugeschichtliche und künstlerische Bedeutung. - Mietshaus: drei Geschosse, 5:2 Achsen, Mansarddach mit Zwerchhäusern und Dachhäuschen, schlichte Putzgliederung, in den Giebelfeldern der Zwerchhäuser stadtbezogene Reliefdarstellungen nach Entwürfen Kurt Feuerriegels (Erinnerung an die Geschichte des Grundstücks als Mühlenstandort), Wappenschild über dem Eingang (Herren von der Jahne), originale Haustür und Fenster - Einfriedung: Ziegel, verputzt, Sockelmauer und Pfosten | 09258542 |
| Direkt Bild zu diesem Denkmal hochladen | Wohnhaus in geschlossener Bebauung | Mühlgasse 2a (Karte)                                         | Um 1800 | Schlichter eingeschossiger Putzbau mit Mansarddach und Zwerchhaus, Zeugnis der historischen Vorstadtbebauung, orts- und baugeschichtliche Bedeutung. Ein Geschoss, Mansarddach mit Zwerchhaus, flankiert von Dachhäuschen, schlichte Putzfassade. | 09258543 |
|                                         | Mietshaus in offener Bebauung | Mühlgasse 46 (Karte)                                         | Um 1900 | Markanter, späthistoristischer Klinkerbau mit Kunststein- und Putzgliederungen, turmartiges Treppenhaus mit spitzer Zwiebelhaube, straßenbildprägend, ortsentwicklungs- und baugeschichtliche Bedeutung. Drei Geschosse, 5:5 Achsen, unregelmäßig angesetzte Risalite mit Krüppelwalmdächern, Treppenhausturm mit Zwiebelturmaufsatz, Klinkerfassade mit Putzblenden um die Fenster, original: Treppenhaus, Haustüren, Wohnungstüren, Bodenfliesen. | 09258606 |
| Weitere Bilder                          | Postmeilensäule | Reichssteinweg (nahe Dinterplatz) (Karte)                    | Teilweise Kopie, Original bezeichnet mit 1722                                                                           | Kursächsische Postmeilensäulen (Sachgesamtheit), teilweise Kopie einer Halbmeilensäule, verkehrsgeschichtliche Bedeutung. Auf quadratischen Sockel mit den Inschriften „AR, Borna St. 1/2, 1722“ und „AR, Colditz St. 4 St 7/8 1722“. Die Säule wurde aus Hilbersdorfer Porphyrtuff durch den Rochlitzer Steinmetz Christian Hessler hergestellt. Steinmetz Franz (Leipzig) restaurierte um 1970 die Säule und erneuerte Kopfstück und Sockel, sowie die untere Hälfte des Schafts. Die Säule war Teil der Poststraße Borna–Colditz und stand ursprünglich im sogenannten Königlichen Fürsten-Holtze. Der Originalstandort wurde überbaggert. | 09258978 |
| Direkt Bild zu diesem Denkmal hochladen | Wohnhaus in geschlossener Bebauung | Reichssteinweg 8 (Karte)                                     | Um 1890 | Mit Laden, Putzfassade, gut erhaltener Gründerzeitbau, bauhistorischer Wert. Zwei Geschosse, drei Achsen, Risalit mit Zwerchhaus, Mansarddach, neuere Putzfassade mit originaler Sandsteingliederung, original: teils Ladeneinbau, Haustür, Fenster. | 09258595 |
| Direkt Bild zu diesem Denkmal hochladen | Wohnhaus in geschlossener Bebauung | Reichssteinweg 10 (Karte)                                    | Um 1840 | Mit Laden, Putzfassade, Teil der historischen Straßenzeile mit interessanten Details, baugeschichtlicher Wert. Zwei Geschosse, vier Achsen, Putzfassade und Ladeneinbau, Firmeninschrift „Schirmgeschäft“, Haustür um 1920. | 09258594 |
| Direkt Bild zu diesem Denkmal hochladen | Wohnhaus in geschlossener Bebauung | Reichssteinweg 19 (Karte)                                    | Um 1820 | Putzfassade, Bestandteil einer historischen Straßenzeile. Zwei Geschosse, drei Achsen, traufständig, originale Sandsteinfenster- und Türgewände, Schleppgaube, originaler Dachstuhl. | 09258529 |
|                                         | Mietshaus in geschlossener Bebauung | Reichsstraße 2 (Karte)                                       | Um 1860 | Fein gegliederte Putzfassade mit Naturstein- und Stuckelementen in biedermeierlichen Formen, Erdgeschoss Ladenzone, orts- und baugeschichtliche Bedeutung. Drei Geschosse, sechs Achsen, Mansarddach mit vier Dachhäuschen, Putzfassade mit neoklassizistischer Stuckgliederung, in der Mitte des ersten Obergeschosses eine vollplastische Figur des Gottes Merkur, hölzernes Traufgesims, original: Ladeneinbau, Haustür. | 09258605 |
| Direkt Bild zu diesem Denkmal hochladen | Wohnhaus in geschlossener Bebauung | Reichsstraße 3 (Karte)                                       | Um 1840 | Mehrfach überformter Putzbau mit schlichter Fassade, Dachausbau im Heimatstil um 1910, Ladeneinbau mit Rahmung der 1920er Jahre, Teil der historischen Altstadtbebauung, orts- und baugeschichtliche Bedeutung. Zwei Geschosse, unregelmäßige Achsen, Erdgeschoss, Obergeschoss und Ladeneinbau mit Putzverzierungen, originale Sandsteinfenster- und Türgewände, originale historistische Haustür mit Oberlicht, Dachgeschoss mit Mansarddach und Zwerchhaus um 1910. | 09258519 |
| Weitere Bilder                          | Wohnhaus in geschlossener Bebauung | Reichsstraße 4 (Karte)                                       | 1669 datiert | Breit gelagerter Bau rundbogigem Portal und Satteldach, schlichte Putzfassade, jüngere Ladeneinbauten, geschmückte Tafel in Porphyrtuff mit Inschrift und Datierung, Teil der historischen Altstadtbebauung, orts- und baugeschichtliche Bedeutung. Mit Laden und Tordurchfahrt, zwei Geschosse, acht Achsen, zwei spätere Ladeneinbauten, in der Mitte ein rundbogiges Portal mit Radabweisern, Erinnerungstafel in Rochlitzer Porphyrtuff, Inschrift durch Girlande gerahmt, in den Ecken Engelsköpfchen: „Dieses Gebäwe/ Ist nach dem am 5. Augus/ ti 1668 Vorgegegangenen/ Brand von neuen auffgeführet/ Von Paul Ernst Altwein/ Anno 1669.“ | 09258604 |
|                                         | Wohnhaus in geschlossener Bebauung | Reichsstraße 7 (Karte)                                       | 2. Hälfte 18. Jahrhundert                                                                                               | Im Kern wohl Barockbau, Fassade historisierend überformt, Mittelrisalit mit Putznutung, darüber Dachhäuschen, Toreinfahrt mit Porphyrtuffrahmung, Laden, Teil der historischen Altstadtbebauung, orts- und baugeschichtliche Bedeutung. Mit Tordurchfahrt und Laden, drei Geschosse, fünf Achsen, Mansarddach, Mittelrisalit mit Zwerchhaus und Quadersteingliederung, seitlich Tordurchfahrt mit Segmentbogen, zwei Dachgauben, Ladeneinbau mit Pilastergliederung, neobarocke Fenstergewände in den Obergeschossen. | 09258518 |
|                                         | Mietshaus in ehemals geschlossener Bebauung | Reichsstraße 13 (Karte)                                      | Bezeichnet mit 1892 | Reiche späthistoristische Klinkerfassade mit Sandsteinelementen, seitlich erkerartige Vorlage mit Türmchenaufsatz, Erdgeschoss Ladenzone, ortsentwicklungs- und baugeschichtliche Bedeutung. Drei Geschosse, fünf Achsen, Seitenrisalit mit Turmaufbau und Zwiebelhaube, Seiteneingang, reiche Sandsteingliederung, originale Haustür mit Klinke, Rundbogenfenstern, schmiedeeiserne Gitter, Granitpilaster, Giebelfeld über der Ladentür mit gesprengtem Giebel, im Obergeschoss Nische mit weiblicher Figur und den Attributen Anker und Merkurstab (Allegorie des glückhaften Handels). | 09258515 |
|                                         | Wohnhaus in geschlossener Bebauung | Reichsstraße 14 (Karte)                                      | Um 1780 | Spätbarocker Putzbau, Mittelrisalit mit Toreinfahrt und Segmentgiebel, Fassade vereinfachend überformt, jüngere Ladeneinbauten, Teil der historischen Ortskernbebauung, orts- und baugeschichtliche Bedeutung. Mit Laden und Tordurchfahrt, drei Geschosse, acht Achsen, Mittelrisalit mit Segmentbogengiebel, teils originale Fenstergewände, Tordurchfahrt mit Kartusche im Keilstein, Reste von Stuck in der Tordurchfahrt, originale Fenster, gesamtes Gebäude stark überformt. | 09258601 |
|                                         | Wohnhaus in geschlossener Bebauung | Reichsstraße 16 (Karte)                                      | Um 1800 | Putzbau in spätbarocken Formen, Mittelrisalit mit Toreinfahrt und Putzspiegeln, Teil der historischen Stadtkernbebauung, orts- und baugeschichtliche Bedeutung. Mit Laden und Tordurchfahrt, drei Geschosse, sieben Achsen, Mittelrisalit, Fassade Putz geglättet, Erdgeschoss stark verändert, großes Segmentbogenportal mit Radabweisern, gesamtes Gebäude stark überformt und entkernt. | 09258600 |
|                                         | Wohnhaus in ehemals geschlossener Bebauung, mit Hofflügel, Nebengebäude und Gartenpavillon | Reichsstraße 17 (Karte)                                      | Um 1780 (Wohnhaus); um 1800 (Nebengebäude)                                                                              | Stattlicher Barockbau mit Putzfassade und Satteldach, Putzgesimse und Putzspiegel, Nebengebäude Fachwerkbau mit Oberlaube, Gartenpavillon malerischer Putzbau, orts- und baugeschichtliche Bedeutung. - Wohnhaus: mit Tordurchfahrt und Ladeneinbauten, drei Geschosse, sieben Achsen, traufständig, zwei Reihen Dachhäuschen, Tordurchfahrt mit original barocker Tür mit Korbbogen und Oberlicht, Jugendstiltürklinke, Stuckdecke in Tordurchfahrt, Ladeneinbauten um 1890, rückwärtige Tordurchfahrt original, darüber Steinplatten 1563, 1780, 1889 und Projektile 1813 und 1870, 1914–1916 - Nebengebäude: Fachwerkobergeschoss und Oberlaube - Gartenpavillon: ein Geschoss, Putzbau mit Mansardwalmdach, Dachgeschoss ausgebaut, große Sprossenfenster und geschwungene Haustür mit Oberlicht original | 09258513 |
| Weitere Bilder                          | Wohnhaus in geschlossener Bebauung | Reichsstraße 18 (Karte)                                      | Bezeichnet mit 1721 | Barocker Putzbau, Mittenbetonung durch flache Vorlage, Toreinfahrt mit Korbbogenportal und bezeichnetem Schlussstein, Teil der historischen Stadtkernbebauung, orts- und baugeschichtliche Bedeutung. Mit Laden und Tordurchfahrt, drei Geschosse, sechs Achsen, Mittelrisalit, Fassade erneuert, Putzfaschen und aufgemalte Gesimsbänder und Putzspiegel, großes Korbbogenportal, Naturstein geschlämmt mit Keilstein und Radabweisern, gesamtes Gebäude stark überformt und entkernt. | 09258599 |
|                                         | Wohnhaus in geschlossener Bebauung | Reichsstraße 19, 21 (Karte)                                  | 18. Jahrhundert | Zweiteiliger Putzbau, im Kern möglicherweise Fachwerkkonstruktion, steile Satteldächer, Läden, Teil der historischen Altstadtbebauung, orts- und baugeschichtliche Bedeutung. - Nummer 19: drei Geschosse - Nummer 20: zwei Geschosse, unregelmäßige Achsen, traufständig, originaler Dachstuhl, Öffnungen stark überformt | 09258512 |
|                                         | Mietshaus in geschlossener Bebauung | Reichsstraße 20 (Karte)                                      | Um 1890 | Mit Laden, Klinkerfassade in späthistoristischen Formen, Fensterverdachungen teils mit Stuckdekor, ortsentwicklungs- und baugeschichtliche Bedeutung. Drei Geschosse, fünf Achsen, rote Klinkerfassade mit reicher Stuckgliederung, Erdgeschoss Putz, original: teils Fenster, Haustür, Treppenhaus, Wohnungstüren, AWC-Türen, Bodenfliesen. | 09258598 |
|                                         | Wohnhaus in geschlossener Bebauung (Dinterhaus) | Reichsstraße 22 (Karte)                                      | Um 1900 | Putzbau mit schwerem Traufgebälk in barockisierenden Formen, Obergeschossbereich stark vereinfacht, Laden, Erinnerungstafel für die Geburtsstätte des Theologen und Pädagogen Gustav Friedrich Dinter (1760–1831), orts-, personen- und baugeschichtliche Bedeutung. Drei Geschosse und Mezzanin, fünf Achsen, Erdgeschoss mit starker Bossenquaderung, erstes und zweites Obergeschoss Putz geglättet, Mezzanin und segmentbogiges Giebelfeld mit reicher Stuckierung, originale Haustür und Fenster. | 09258597 |
|                                         | Wohnhaus in geschlossener Bebauung | Reichsstraße 24 (Karte)                                      | Um 1800 | Einfacher Putzbau, Korbbogenportal mit Schlussstein, Teil der historischen Ortskernbebauung, orts- und baugeschichtliche Bedeutung. Zwei Geschosse, sechs Achsen, Putzfassade, Ladeneinbau später, segmentbogige Tür. | 09258596 |
| Weitere Bilder                          | Wohnhaus in geschlossener Bebauung in Ecklage Kirchstraße (Hornsches Haus) | Roßmarktsche Straße 1 (Karte)                                | Um 1550 | Im Kern gotischer Bau, Fassaden verputzt, Fenstergewände in Naturstein teils mit Stabwerkrahmungen, Eckbetonung durch Renaissancegiebel nach beiden Straßenseiten, reiches Rundbogenportal mit Sitznischen, einer der bedeutendsten Profanbauten Bornas, stadtbildprägend, ortsgeschichtliche, heimatgeschichtliche, baugeschichtliche, künstlerische und städtebauliche Bedeutung. - Wohnhaus: zwei Geschosse, 5:4 Achsen, zwei dreigeschossige Giebel mit Porphyrvoluten, Porphyrfenstergewände, reich geschmücktes Sitznischenportal bezeichnet mit 1621 - Anbau zur Kirchstraße (im Januar 1999 nach Brand abgebrochen): drei Geschosse, acht Achsen, Fledermausgauben, Putzfassade, zweites Obergeschoss offenliegendes Fachwerk | 09258458 |
|                                         | Mietshaus in geschlossener Bebauung | Roßmarktsche Straße 8 (Karte)                                | Um 1880 | Mit Laden, historistische Putzfassade mit Kunststeinelementen und zeittypischem Stuckdekor, ortsentwicklungs- und baugeschichtliche Bedeutung. Drei Geschosse, sechs Achsen, Putzfassade mit reicher Stuckgliederung, hölzerner Traufkasten auf Konsolen, originales Treppenhaus. | 09258463 |
|                                         | Mietshaus in geschlossener Bebauung | Roßmarktsche Straße 10 (Karte)                               | Um 1880 | Historistische Putzfassade mit Kunststein- und Stuckelementen, ortsentwicklungs- und baugeschichtliche Bedeutung. Drei Geschosse, sechs Achsen, zwei Seitenrisalite, Putzfassade mit reicher Stuckgliederung, Erdgeschoss verändert, originale Fenster, Treppenhaus. | 09258464 |
| Weitere Bilder                          | Wohnhaus in ehemals geschlossener Bebauung mit Gedenktafel | Roßmarktsche Straße 13 (Karte)                               | Um 1820 (Wohnhaus); 1921 (Gedenktafel)                                                                                  | Schlichter Putzbau mit Mansarddach, Dachausbau der 1920er Jahre, Gedenktafel für Clemens Thieme, orts-, bau- und personengeschichtliche Bedeutung. Zwei Geschosse, sechs Achsen, Mansarddach mit Zwerchhaus und seitlichen Dachhäuschen um 1920, originale Haustür, Gedenktafel: „Der Schöpfer des Völkerschlachtdenkmals Clemens Thieme, geb. am 13. Mai 1861, verlebte in diesem Hause seine ersten Kinderjahre. Seinem Ehrenmitgliede zum 60.Geburtstage gewidmet vom Leipziger Männerchor.“ | 09258462 |
|                                         | Ehemaliges Verwaltungsgebäude der Deutschen Erdöl-Aktiengesellschaft (DEA), Oberbergdirektion Borna | Röthaer Straße 22 (Karte)                                    | 1922 | Stattlicher Bau in monumentalisierender Gestaltung des Reformstils um 1915, orts-, regional- und baugeschichtliche Bedeutung. Zweigeschossig, Seitenrisalite, Mansarddach mit Dachausbauten, Fassaden ursprünglich mit Gliederungen in Edelputz gestaltet, diese nur noch teilweise erhalten, Eingang mit Vorhalle, im Innern verschiedene Ausstattungselemente aus der Erbauungszeit: Eingangsbereich mit Stuck, Treppenhäuser, Türen, Fußböden, das äußere Erscheinungsbild durch Erneuerungsmaßnahmen der 1990er Jahre etwas entstellt, z. B. Kunststofffenster. | 09302448 |
| Weitere Bilder                          | Figurengruppe Zwiebelfrau und Bergmann | Sachsenallee (Grünanlage südlich des Breiten Teichs) (Karte) | 1985 | Bronze, Zeugnis sozialistischer Auftragskunst in der DDR, zeit- und kunstgeschichtliche Bedeutung. Freiplastische Standfiguren auf flacher Platte. | 09304446 |
| Direkt Bild zu diesem Denkmal hochladen | Reste der Stadtmauer mit Halbrundturm | Sachsenallee (Karte)                                         | Um 1400 | Bruchstein- und Ziegelmauerwerk, später Einfriedung des Superintendenturgartens, Durchgang mit Natursteingewände, ortsgeschichtliche Bedeutung | 09258565 |
| Direkt Bild zu diesem Denkmal hochladen | Villa | Sachsenallee 11 (Karte)                                      | Um 1905 | Putzbau im Landhausstil, malerisch gegliederter Baukörper mit bewusst schlichter Fassadengestaltung, ortsentwicklungs- und baugeschichtliche Bedeutung. Zwei Geschosse, unregelmäßige Achsen, stark gegliederter Baukörper mit Risaliten, überkragenden Dächern, Bodenerker, teils originale Fenster. | 09258538 |
| Direkt Bild zu diesem Denkmal hochladen | Villa | Sachsenallee 13 (Karte)                                      | Um 1900 | Landhausartiger Putzbau mit jugendstilig beeinflusstem Zierfachwerk, ansonsten zeit- und stiltypische Schlichtheit in der Fassadengestaltung, ortsentwicklungs- und baugeschichtliche Bedeutung. Zwei Geschosse, drei Achsen, Mittelrisalit mit Zwerchhaus in Blendfachwerk, seitlicher Treppenhausrisalit, originale Fenster. | 09258537 |
| Direkt Bild zu diesem Denkmal hochladen | Villa | Sachsenallee 15 (Karte)                                      | Um 1900 | Malerischer Putzbau im Landhausstil, Zierfachwerk, verschieferter Eckerker und Loggia mit Ecksäule als akzentuierende Gestaltungselemente, ortsentwicklungs- und baugeschichtliche Bedeutung. Zwei Geschosse, unregelmäßige Achsen, stark gegliederter Baukörper mit Risaliten, verschieferter Eckerker, Loggia. | 09258536 |
| Direkt Bild zu diesem Denkmal hochladen | Wohnhaus in offener Bebauung | Sachsenallee 22 (Karte)                                      | 1895/1896 | Reicher Klinker-Putz-Bau in späthistoristischer Gestaltung, Wintergartenanbau in aufwändiger Holzkonstruktion, ortsgeschichtliche, ortsentwicklungsgeschichtliche, sozialgeschichtliche und baugeschichtliche Bedeutung. Zwei Geschosse, 3-2 Achsen, Mittelrisalit, drei Dachhäuschen, rote Klinkerfassade mit reicher Stuckgliederung, zweigeschossiger Wintergartenanbau, originale Fenster, seitliche Dreiecksgiebel. | 09258535 |
| Direkt Bild zu diesem Denkmal hochladen | Mietshaus in offener Bebauung mit Einfriedung | Sachsenallee 28 (Karte)                                      | Um 1935 | Putzbau mit Putzgliederungen und figürlichem Stuckdekor, straßenbildprägende Ensemblewirkung mit dem Haus Holzmühle (Mühlgasse 2), ortsentwicklungs- und baugeschichtliche Bedeutung. Zwei Geschosse, 4:2 Achsen, hohes Mansarddach mit zweiachsigem Zwerchhaus und seitlichen Dachhäuschen, Bruchsteinsockel, schlichte Putzgliederung, am Zwerchhaus figürliche Reliefdarstellungen, möglicherweise nach Entwürfen des Keramikers Kurt Feuerriegel (siehe zeitgleich entstandenes Gebäude Mühlgasse 2). | 09258541 |
|                                         | Ehemalige Kaserne, bestehend aus sieben Gebäuden (Kaserne Borna, Reiterkaserne, Weiße Kaserne, Rote Kaserne, König-Albert-Kaserne) | Stauffenbergstraße 4, 6 (Karte)                              | 1893 (Weiße Kaserne); 1901–1902 (Rote Kaserne)                                                                          | Teils Putz-, teils Klinkerbauten in Formen des späten Historismus, die Hauptgebäude mit repräsentativen Fassadengestaltungen, orts-, bau-, militärgeschichtliche und städtebauliche Bedeutung. - sogenannte Weiße Kaserne: breit gelagerter, symmetrisch gegliederter Bau in barockisierenden Formen, Putzfassaden mit Natursteinelementen und Putzgliederungen, Mittel- und pavillonartige Eckrisalite, variierende Dachformen, Mittelteil mit Satteldach, Eckrisalite mit Mansarddächern, Mittelrisalit der Straßenfront mit Bildhauerschmuck über dem Eingang und im Dreieckgiebel (Trophäen und kgl.-sächs. Wappen) - beidseits der Weißen Kaserne: untergeordnete, zweigeschossische Putzbauten, die in der Gestaltung dem Hauptgebäude angeglichen sind. - sogenannte Rote Kaserne: langgestreckter Klinkerbau mit Natursteinelementen in Formen der Neurenaissance, auch hier Mittel- und pavillonartige Eckrisalite, Mittelrisalit der Straßenfront mit Staffelgiebel, in dem Giebelfeld kgl.-sächs. Wappen, verschiedene Fensterformen mit geraden, Segment- und Rundbogenabschlüssen, an den Rücklagen der Straßenfront sind die Fenster der ersten beiden Geschosse durch Blendbögen zusammengefasst, der Hauptbau der Roten Kaserne ist wiederum durch zweigeschossige Nebengebäude in angepasster Gestaltung flankiert - zwischen Weißer und Roter Kaserne das ehemalige Regimentshaus mit Wache: zweigeschossiger, kubischer Klinkerbau mit Sandsteinelementen und Walmdach, gestalterisch der Roten Kaserne folgend, Eckquaderung in Sandstein, Traufe mit Rundbogenfries, an der dreibogigen Eingangsloggia eingestellte Halbsäulen, auf der Westseite eingeschossiger Anbau 1849 Stationierung 3. Sächsisches Reiterregiment, 1893 „Weiße Kaserne“: Aufnahme der 3. und 5. Eskadron des Königl.-Sächs. Karabinierregiments (zuvor in Pegau), 1901–1902 „Rote Kaserne“: gesamtes Karabinierregiment in Borna, 1921–1935 kein Militär mehr/Nutzung durch Polizei und städtische Ämter, 1935–1945 Panzer-Abwehr und Panzer-Jäger-Abteilungen, amerikanische Truppen, Sowjetarmee (Panzer und Artillerie), GUS-Truppen bis 1992, 1997–1999 Altlastenbeseitigung, 1999 Beschluss für Sitz des Landratsamtes, 2002–2004 Umbau. | 09259605 |
|                                         | Ehemaliges Offizierskasino, heute Katholische Pfarrkirche St. Joseph, mit Einfriedung | Stauffenbergstraße 7 (Karte)                                 | Bezeichnet mit 1901 | Repräsentativer, späthistoristischer Klinkerbau mit Sandsteinelementen, in den Formen der Neurenaissance, bau-, orts- und militärgeschichtlich von Bedeutung - Offizierskasino: zwei Geschosse, unregelmäßige Achsen, längsrechteckiger Bau mit vielen verwinkelten Vorbauten, Risalite, Erker, Giebel, Giebelabtreppung, Sockelgeschoss und Fenstergewände aus Sandstein, hervorgehobene Fensterbekrönungen - Einfriedung: Backsteinpfeiler mit Sandsteinabschlüssen und schmiedeeisernem Zaun 1919 von der Katholischen Kirche gekauft und danach zu Kirche umgebaut. | 09258981 |
| Direkt Bild zu diesem Denkmal hochladen | Wohn- und Geschäftshaus | Wettinstraße 1 (Karte)                                       | Um 1915 | Stattlicher, straßenbildprägender Putzbau im Reformstil um 1910/15, Putzgliederungen und akzentuierendes Stuckornament, Mansarddach mit Zwerchhäusern und Gaupen, ortsentwicklungs- und baugeschichtliche Bedeutung. Drei Geschosse, 5:1:9 Achsen, Mansarddach mit Zwerchhäusern und Dachhäuschen, Putzfassade mit starker architektonischer Gliederung durch Risalite, Balkone, Lisenen, original: Fenster, Treppenhaus, Wohnungstüren, Bodenfliesen. | 09258434 |
| Direkt Bild zu diesem Denkmal hochladen | Mietshaus in geschlossener Bebauung | Wettinstraße 2 (Karte)                                       | Um 1875 | Mit Laden, schlichter, doch gut proportionierter Putzbau, wohl später angebrachte Reliefs mit Bezug zu der hier befindlichen Fleischerei, ortsentwicklungs- und baugeschichtliche Bedeutung. Drei Geschosse, fünf Achsen, Mansarddach mit Zwerchhaus und seitlichen Dachhäuschen, zwei Seitenrisalite, schlichte Putzfassade mit Stuckgliederung (Agnus Dei). | 09258438 |
| Direkt Bild zu diesem Denkmal hochladen | Ehemaliges Hotel Wettiner Hof, jetzt Mietshaus, in ehemals geschlossener Bebauung | Wettinstraße 8 (Karte)                                       | 1892–1893 | Putzbau in späthistoristischen Formen, profilierte Rahmungen, am Mittelrisalit Kartuschenschmuck, einst Mittelpunkt des gesellschaftlichen und Vereinslebens Bornas, nach 1945 amerikanische und sowjetische Kommandantur, orts-, ortsentwicklungs- und baugeschichtliche Bedeutung. Mit Tordurchfahrt, drei Geschosse über hohem Sockel, acht Achsen, Mittelrisalit mit Dreiecksgiebel, Putz erneuert, Stuckgliederung, Erdgeschoss Rundbogenöffnungen. | 09258436 |
| Direkt Bild zu diesem Denkmal hochladen | Mietshaus in geschlossener Bebauung | Wilhelm-Külz-Straße 1 (Karte)                                | Um 1910 | Mit Laden, ansprechende Putzfassade mit Putzgliederungen und Stuckdekor im Reformstil um 1910/15, seitlich Erker mit Türmchenaufsatz, bau- und ortsentwicklungsgeschichtliche Bedeutung. Drei Geschosse, drei Achsen, dreigeschossiger, dreiseitiger Erker, schlichte Putzgliederung mit Lisenen und einfachen, floralen Ornamenten, original: Ladeneinbau, Haustür. | 09258545 |
| Direkt Bild zu diesem Denkmal hochladen | Wohnhaus in geschlossener Bebauung in Ecklage Markt | Wilhelm-Külz-Straße 2 (Karte)                                | Um 1820 | Mit Laden, einfach gestalteter, zeittypischer Putzbau, Marktseite mit breitem Zwerchhaus, Zeugnis der historischen Altstadtbebauung, orts- und baugeschichtliche Bedeutung. Zwei Geschosse, 5:3 Achsen, Zwerchhaus, hoher Giebel, schlichte Putzfassade, Erdgeschoss stark überformt, klassizistische Haustür. | 09258451 |
| Direkt Bild zu diesem Denkmal hochladen | Mietshaus in geschlossener Bebauung | Wilhelm-Külz-Straße 3 (Karte)                                | Um 1880 | Mit Laden, historistische Putzfassade mit Kunststein- und Stuckelementen, ortsentwicklungs- und baugeschichtliche Bedeutung. Drei Geschosse, fünf Achsen, Zwerchhaus mit seitlichen Dachhäuschen, Putzfassade mit reicher Stuckgliederung, hölzerner Traufkasten, original: Ladeneinbau, Fenster. | 09258546 |
| Direkt Bild zu diesem Denkmal hochladen | Wohnhaus in geschlossener Bebauung, mit Hintergebäude | Wilhelm-Külz-Straße 20 (Karte)                               | Um 1820 | Mit Laden, Putzbau in schlichter, zeittypischer Gestaltung, Putzfaschen, Hintergebäude Fachwerk im Obergeschoss, Zeugnis der historischen Altstadtbebauung, orts- und baugeschichtliche Bedeutung. Zwei Geschosse, unregelmäßige Achsen, sechs Dachhäuschen, Putzfassade, stark restauriert, Hintergebäude mit offenliegendem Fachwerk im Obergeschoss. | 09258558 |
| Weitere Bilder                          | Brikettfabrik Witznitz (Sachgesamtheit) | Witznitzer Werkstraße (Karte)                                | 1912–1913 | Sachgesamtheit Brikettfabrik Witznitz, bestehend aus Verwaltungsgebäude (Nr. 1), Kaue (Nr. 7), Werkstattkomplex (Nr. 14), Neues Kesselhaus (Nr. 19) mit Schornstein (Nr. 20), Maschinenhaus (Nr. 24), Nassdienst (Nr. 22) einschließlich der in diesem Objekt ausgebauten und im Werkstattgebäude aufbewahrten Maschinen (Zweiwalzenbrecher, Rollenrost, Hammermühle), Trockendienst (Nr. 27) mit einem Röhrentrockner, Pressenhaus mit einer Dampfpresse der Firma ZEMAG Zeitz, Kühlhaus I (Nr. 28) und Transformatorenstation (alle zugleich Einzeldenkmale, siehe 09257286); einheitlichgestaltete Fabrikanlage aus der Zeit des Spätjugendstils mit im Detail gut erhaltenen Klinkerfassaden, bedeutende Industriearchitektur und wichtiges Zeugnis der für die Region enorm wichtigen Braunkohlenindustrie, charakteristische Landschaftsmarke vor den Toren der Stadt Borna, technikgeschichtliche, regionalgeschichtliche, baugeschichtliche und landschaftsgestaltende Bedeutung. Die 1912/13 entstandene Brikettfabrik Witznitz, im Nordosten der Stadt Borna und unmittelbar an der Bundesstraße 95 gelegen, repräsentiert im Wesentlichen die originale Bausubstanz aus der Entstehungszeit des Werkes. Die betriebliche Entwicklung, die technologischen Abläufe sowie die Einheit von Produktions- und Sozialgebäuden sind an der noch verbliebenen Gebäudesubstanz gut erkennbar. Der Fabrikkomplex verweist damit auf die Entwicklung der Braunkohlenindustrie im Allgemeinen und im regionalen Rahmen mit ihren großen Auswirkungen für die Kulturlandschaft. Somit verkörpert die Fabrikanlage eine Sachgesamtheit von hohem technikgeschichtlichem und regionalgeschichtlichem Aussagewert. Ihre vorwiegend in gelbem Klinker ausgeführten Bauten sind zudem anschauliche Zeugnisse der Industriearchitektur des frühen 20. Jahrhunderts und haben damit auch baugeschichtliche Bedeutung. Als Landmarke entfaltet sie schließlich eine landschaftsgestaltende Wirkung. | 09303564 |
| Weitere Bilder                          | Verwaltungsgebäude (Nr. 1), Kaue (Nr. 7), Werkstattkomplex (Nr. 14), Neues Kesselhaus (Nr. 19) mit Schornstein (Nr. 20), Maschinenhaus (Nr. 24), Nassdienst (Nr. 22), einschließlich der in diesem Objekt ausgebauten und im Werkstattgebäude aufbewahrten Maschinen (Zweiwalzenbrecher, Rollenrost, Hammermühle), Trockendienst (Nr. 27) mit einem Röhrentrockner, Pressenhaus mit einer Dampfpresse der Firma ZEMAG Zeitz, Kühlhaus I (Nr. 28) und Schaltzentrale (Transformatorenstation), Einzeldenkmale der Sachgesamtheit09303564 | Witznitzer Werkstraße (Karte)                                | 1912 (Verwaltungsgebäude, Maschinenhaus und Pressenhaus); 1942 (Neues Kesselhaus); ca. 1950er Jahre (Dampfpresse)       | Einzeldenkmale der Sachgesamtheit Brikettfabrik Witznitz; vorwiegend einheitlich gestaltete Klinkerbauten, vereinzelt mit Gliederungselementen in Kunststein oder Putz, Verwaltungsgebäude Putzbau im Reformstil um 1910/15, bedeutende Zeugnisse der Industriearchitektur und der für die Region enorm wichtigen Braunkohlenindustrie, baugeschichtliche, regionalgeschichtliche, technikgeschichtliche sowie landschaftsgestaltende Bedeutung. Die ehemalige Brikettfabrik Witznitz, im Nordosten der Stadt Borna und unmittelbar an der Bundesstraße 95 gelegen, repräsentiert im Wesentlichen die originale Bausubstanz aus der Entstehungszeit des Werkes von 1912/13. Die betriebliche Entwicklung, die technologischen Abläufe sowie die Einheit von Produktions- und Sozialgebäuden sind an der noch verbliebenen Gebäudesubstanz gut erkennbar. Unter diesen Gesichtspunkten verkörpert der Fabrikkomplex mit seinen Bauten einen hohen Dokumentationswert für die Geschichte der Braunkohlenindustrie im Allgemeinen und in der Region und erlangt dadurch technikgeschichtliche und regionalgeschichtliche Bedeutung. Als charakteristische Beispiele der Industriearchitektur des frühen 20. Jahrhunderts sind die Gebäude auch baugeschichtlich von Belang | 09257286 |

## Eula
| Bild                                    | Bezeichnung | Lage                                 | Datierung                                                                                    | Beschreibung | ID       |
| --------------------------------------- | --- | ------------------------------------ | -------------------------------------------------------------------------------------------- | --- | -------- |
| Direkt Bild zu diesem Denkmal hochladen | Wohnhaus (Umgebinde) eines Bauernhofes | An der Mühle 1 (Karte)               | Um 1780                                                                                      | Fachwerkbau mit Umgebinde, regional- und baugeschichtliche Bedeutung. Zwei Geschosse, giebelständig, Giebel massiv erneuert, Hofseite offenliegendes Lehmfachwerk mit Resten vom Umgebinde | 09259073 |
| Direkt Bild zu diesem Denkmal hochladen | Wohnhaus einer ehemaligen Wassermühle | An der Mühle 3 (Karte)               | Um 1840                                                                                      | Putzbau in zeittypischer, schlichter Ausprägung, Natursteinelemente, Gebäude von ortsgeschichtlicher Bedeutung in guter architektonischer Ausbildung um 1840. Zweigeschossige Putzbau in Mischmauerwerk (Naturstein/Ziegel), Drempel, flaches Walmdach, Mühlenstandort bereits um 1800 belegt. | 09257316 |
| Direkt Bild zu diesem Denkmal hochladen | Wohnhaus, zwei Seitengebäude und Toranlage eines ehemaligen Vierseithofes                                                                  | Kirschallee 2 (Karte)                | Bezeichnet mit 1800 (Bauernhaus); um 1800 (Seitengebäude); um 1890 (Seitengebäude)           | Wohnhaus Fachwerkbau, Seitengebäude teils massiv, teils Fachwerk, ortsbildprägende Anlage in markanter Lage, bau- und ortsgeschichtliche Bedeutung. - Wohnhaus: zwei Geschosse, 9:3 Achsen, traufständig, Krüppelwalmdach, Erdgeschoss und Giebel massiv, Obergeschoss offenliegendes Fachwerk, Porphyrgewände, original: Haustür, Fenster, Treppenhaus, Innentüren - Seitengebäude: zwei Geschosse, teils massiv, teils offenliegendes Fachwerk | 09259064 |
| Direkt Bild zu diesem Denkmal hochladen | Wohnhaus | Straße der Genossenschaft 8 (Karte)  | Um 1780                                                                                      | Fachwerkbau, verputzt, Teil der historischen Ortsbebauung, orts- und baugeschichtliche Bedeutung. Zwei Geschosse, unregelmäßige Achsen, giebelständig, Erdgeschoss Stampflehm, Obergeschoss Fachwerk verputzt. | 09259069 |
| Direkt Bild zu diesem Denkmal hochladen | Häuslerhaus | Straße der Genossenschaft 31 (Karte) | Um 1800                                                                                      | Fachwerkbau, Teil der historischen Ortsbebauung, orts- und baugeschichtliche Bedeutung. Zwei Geschosse, zwei Achsen, giebelständig, Erdgeschoss massiv, Giebel verputzt, Obergeschoss offenliegendes Fachwerk, Fensteröffnungen verändert. | 09259072 |
| Weitere Bilder                          | Wyprechtskirche mit Ausstattung, Kirchhof mit Einfriedungsmauer, auf dem Kirchhof Kriegerdenkmal für die Gefallenen des Ersten Weltkrieges | Wiprechtstraße 16 (Karte)            | 13. Jahrhundert (Kirche); um 1500 (Chor und Kruzifix); um 1530 (Tafelbild); 1858 (Ausmalung) | Im Kern romanische Saalkirche, Chor spätgotisch, Schiff 1858 umgebaut, Kriegerdenkmal nördlich der Kirche, mit figürlichem Schmuck, ortsgeschichtliche, baugeschichtliche, kirchengeschichtliche und künstlerische sowie städtebauliche (ortsbildprägende) Bedeutung. - Saalkirche: mit schiffbreitem romanischem Turm, polygonaler gotischer Chorschluss, gotisches Portal und Fenster, Porphyrgewände - Kirchhofmauer: Bruchstein, verputzt - Kriegerdenkmal: dreiteilige Aufbau mit erhöhter Mittelstele, als Bekrönung sitzender Adler, in der Mittelnische ein kniender betender Soldat im Relief, Seitenteile halbhoch mit Namensinschriften, Inschriften verwittert, Betonguss Brand in der Sakristei 29. zum 30. Januar 2015. | 09259065 |
| Direkt Bild zu diesem Denkmal hochladen | Pfarrhof mit Pfarrhaus, Scheune, Seitengebäude, Pflaster und Toranlage                                                                     | Wiprechtstraße 17 (Karte)            | Bezeichnet mit 1736 (Pfarrhaus); um 1810 (Seitengebäude); um 1820 (Pfarrscheune)             | Pfarrhaus Putzbau mit Natursteinelementen, im Kern barock, Seitengebäude und Scheune Fachwerkbauten, orts-, kirchen-, bau- und sozialgeschichtliche Bedeutung. - Pfarrhaus: zwei Geschosse, 3:5 Achsen, Porphyrgewände, aufwendiges Portal mit Schlussstein und Datierung (1736), gerahmt von zwei hochovalen Fenstern mit Gittern, originale Haustür mit Klinken - Querscheune: offenliegendes Fachwerk, Fledermausgauben - Stallgebäude: zwei Geschosse, teils massiv, teils offenliegendes Fachwerk - Pflaster vor dem Pfarrhaus: Kieselpflaster - hölzernes Taubenhaus (Abbruch, um 2000?) | 09259066 |

## Gestewitz
| Bild                                    | Bezeichnung                        | Lage                              | Datierung | Beschreibung | ID       |
| --------------------------------------- | ---------------------------------- | --------------------------------- | --------- | --- | -------- |
| Weitere Bilder                          | Herrenhaus (Allodialgut Gestewitz) | Bergweg 9 (Karte)                 | Um 1780   | Spätbarocker Putzbau mit Sandsteinelementen, durch Umbau neubarocke Einzelformen, orts- und baugeschichtliche Bedeutung. Zwei Geschosse, sieben Achsen, Mansardwalmdach, Mittelrisalit, Dachhäuschen mit aufwendigen Sandsteinrahmungen, Fenster teils verändert, Stuckgliederung um 1890.                                                                                        | 09259080 |
| Direkt Bild zu diesem Denkmal hochladen | Wohnhaus eines Bauernhofes         | Gestewitzer Dorfstraße 15 (Karte) | Um 1780   | Konstruktiv interessanter Fachwerkbau, Lehmstaken, bau- und regionalgeschichtliche Bedeutung. Zwei Geschosse, zwei Achsen, giebelständig, Fachwerk verputzt, eine originale Knagge zum Abstützen des hofseitigen Dachüberstandes. | 09259078 |
|                                         | Ehemaliger Gasthof                 | Gestewitzer Dorfstraße 20 (Karte) | Um 1780   | Ortsbildprägender spätbarocker Putzbau mit Sandsteinelementen, orts- und baugeschichtliche Bedeutung. - Wohnhaus: zwei Geschosse, 3:9 Achsen, giebelständig, Mansarddach, neuere Putzfassade - Altenteil: zwei Geschosse, 3:6 Achsen, giebelständig, Krüppelwalmdach, Erdgeschoss massiv, Obergeschoss und Giebel offenliegendes Fachwerk, alte Fenster, Fachwerkschuppen um 1900 | 09259077 |

## Haubitz
| Bild                                    | Bezeichnung                                                        | Lage                              | Datierung                                                                          | Beschreibung | ID       |
| --------------------------------------- | ------------------------------------------------------------------ | --------------------------------- | ---------------------------------------------------------------------------------- | --- | -------- |
| Direkt Bild zu diesem Denkmal hochladen | Brücke über die Eula                                               | (Flurstücke 160/3, 142/4) (Karte) | Um 1825                                                                            | Flachbogiger Bruchsteinbau, verkehrsgeschichtliche Bedeutung | 08970111 |
|                                         | Denkmal für die Gefallenen des Ersten Weltkrieges                  | Haubitz (Karte)                   | Nach 1918                                                                          | Sandsteinstele auf getrepptem Sockel, orts- und zeitgeschichtliche Bedeutung. Geschweifter Aufsatz mit Stahlhelm, Inschriften „1914–1918“ mit Eisernem Kreuz und Lorbeergirlande, „Getreu bis an den Tod“, Namen der Gefallenen. | 09259059 |
| Direkt Bild zu diesem Denkmal hochladen | Seitengebäude eines Bauernhofes                                    | Haubitz 7 (Karte)                 | Um 1820                                                                            | Fachwerkbau mit Oberlaube, baugeschichtliche Bedeutung. - Seitengebäude: stark reduziertes Stallgebäude mit Oberlaube, Backstein und offenliegendes Fachwerk, - Wohnhaus (2005 mit Genehmigung abgebrochen): zwei Geschosse, drei Achsen, giebelständig, Erdgeschoss und Giebel massiv, teils offenliegendes Fachwerk, teils verputzt, Backstein, Fachwerk und Putz | 09259061 |
| Direkt Bild zu diesem Denkmal hochladen | Tagelöhnerhaus                                                     | Haubitz 8a (Karte)                | 1. Hälfte 19. Jahrhundert                                                          | Lehmbau, Giebel in Fachwerk, insgesamt verputzt, gut erhaltenes Beispiel eines Tagelöhnerhauses des 19. Jahrhunderts, sozialgeschichtlich von Bedeutung. Ein Geschoss, traufständig, langgestreckter Baukörper aus Stampflehm, verputzt. | 09259062 |
| Direkt Bild zu diesem Denkmal hochladen | Wohnhaus, Seitengebäude, Scheune und Toranlage eines Vierseithofes | Haubitz 10 (Karte)                | Um 1830 (Bauernhaus); 1. Hälfte 19. Jahrhundert (Seitengebäude); um 1880 (Scheune) | Wohnhaus Fachwerkbau, Wirtschaftsgebäude Putzbauten, teils wohl Fachwerk, teils massiv, geschlossen erhaltene Hofanlage von ortsbildprägendem Charakter, orts- und baugeschichtliche Bedeutung. - Wohnhaus: zwei Geschosse, drei Achsen, giebelständig, Erdgeschoss massiv, Obergeschoss und Giebel offenliegendes Fachwerk - Stall: zwei Geschosse, unregelmäßige Achsen, Erdgeschoss massiv, Obergeschoss vermutlich Fachwerk verputzt, Giebelseite verbrettert, verputzte Querscheune, Torbogen Backstein verputzt | 09259056 |
| Direkt Bild zu diesem Denkmal hochladen | Wohnhaus eines Bauernhofes                                         | Haubitz 11 (Karte)                | Um 1800                                                                            | Weitgehend authentisch erhaltener Fachwerkbau, orts- und baugeschichtliche Bedeutung. Zwei Geschosse, unregelmäßige Achsen, giebelständig, Erdgeschoss, Giebel und eine Traufseite massiv, sonst offenliegendes Fachwerk. | 09259057 |
|                                         | Wohnhaus, Seitengebäude und Scheune eines Dreiseithofes            | Haubitz 13 (Karte)                | Um 1830                                                                            | Fachwerkbauten, geschlossen erhaltene Hofanlage von ortsbildprägendem Charakter, orts- und baugeschichtliche Bedeutung. - Wohnhaus: zwei Geschosse, unregelmäßige Achsen, giebelständig, Erdgeschoss um 1900 massiv erneuert, Obergeschoss und Giebel offenliegendes Fachwerk - Stall: zwei Geschosse, Erdgeschoss massiv, Obergeschoss offenliegendes Fachwerk - Querscheune: mit großem Mitteltor, offenliegendes Lehmfachwerk                                                                                      | 09259060 |
| Direkt Bild zu diesem Denkmal hochladen | Auszugshaus und Seitengebäude eines Vierseithofes                  | Haubitz 18 (Karte)                | Um 1820                                                                            | Fachwerkbauten in markanter Lage am Ortseingang, orts- und baugeschichtliche Bedeutung. Je zwei Geschosse, unregelmäßige Achsen, Erdgeschosse und Giebel massiv, Obergeschosse offenliegendes Fachwerk, originale Öffnungen, Fenster und Luken. | 09259058 |

## Neukirchen
| Bild                                    | Bezeichnung | Lage                                        | Datierung | Beschreibung | ID       |
| --------------------------------------- | --- | ------------------------------------------- | --- | --- | -------- |
| Weitere Bilder                          | Brikettfabrik Neukirchen (Sachgesamtheit) | Alte Brikettfabrik 1, 2, 3, 4, 5, 7 (Karte) | 1887 (Braunkohleveredlung); um 1890 (Brikettschuppen)                                                                        | Sachgesamtheit Brikettfabrik Neukirchen, mit den Einzeldenkmalen: Nassdienst, Trockendienst mit darunter befindlichem Pressenhaus (Nr. 4, 5, heute als Veranstaltungsstätte und für gewerbliche Zwecke genutzt), E-Zentrale (Maschinenhaus) (Nr. 2, heute Gaststätte), Zechenhaus (Nr. 1, heute Sportstudio), Bedienstetenwohnungen und Verwaltung (Nr. 3, heute Büronutzung) sowie Dampfspeicherlok Bauart Meiningen, Brikettpresse und Baggerschaufelrad (09255952) und den Sachgesamtheitsteilen Schornstein, Magazin und Brikettstapelschuppen; einzigeBrikettfabrik aus der Hauptperiode des Bornaer Reviers mit noch vollständig erhaltener Industriearchitektur der Bauzeit, Fabrik von großem technikgeschichtlichen und hohem wissenschaftlich-dokumentarischem Wert als Ausgangspunkt der Bergbaus im Bornaer Revier (bevor dieser weiter nach Norden vorrückte), als landschaftsprägende Dominante von herausragender Bedeutung und durch ihre bauliche Gestaltung von monumentaler Wirkung. Sachgesamtheitsteile: - Schornstein: runder Schornstein auf oktogonalem Sockelgeschoss, roter Klinker, Kopf nicht ausgebildet - Magazin: Sandsteinsockel, aufwendige Klinkergliederung - Brikettstapelschuppen: Bogendächer | 09303318 |
| Weitere Bilder                          | Nassdienst, Trockendienst mit darunter befindlichem Pressenhaus (Nr. 4, 5), E-Zentrale (Maschinenhaus) (Nr. 2), Zechenhaus (Nr. 1), Bedienstetenwohnungen und Verwaltung (Nr. 3) sowie Dampfspeicherlok Bauart Meiningen, Brikettpresse und Baggerschaufelrad (Einzeldenkmale der Sachgesamtheit 09303318) | Alte Brikettfabrik 1, 2, 3, 4, 5 (Karte)    | 1887 (E-Zentrale); um 1890 (Verwaltungsgebäude); 1912–1913 (Naß- und Trockendienst); 1939 (Zechenhaus, Wand- und Deckenbild) | Einzeldenkmale der Sachgesamtheit Brikettfabrik Neukirchen; einzige Brikettfabrik aus der Hauptperiode des Bornaer Reviers mit noch vollständig erhaltener Industriearchitektur der Bauzeit, Fabrik von großem technikgeschichtlichen und hohem wissenschaftlich-dokumentarischem Wert als Ausgangspunkt der Bergbaus im Bornaer Revier (bevor dieser weiter nach Norden vorrückte), als landschaftsprägende Dominante von herausragender Bedeutung und durch ihre bauliche Gestaltung von monumentaler Wirkung. Die Brikettfabrik Neukirchen, südlich der Stadt Borna, auf einer Anhöhe direkt an der B 95 gelegen, ist die älteste aller erhaltenen Brikettfabriken der Bornaer Region. Durch ihre Originalität stellt sie ein herausragendes Zeugnis der Industriegeschichte im Leipziger Südraum dar. - Nassdienst mit angeschlossenem Trockendienst und Pressenhaus: monumental wirkendes viergeschossiges Gebäude aus rotem Klinker mit 16:4 Achsen und vertikaler Gliederung durch abgesetzte Pfeilervorlagen, Zuganker mit verzierten Köpfen (Schlegel-Eisen-Motiv), aufwendigem Traufgesims, die fünf architektonisch bedeutenden Wrasenschlote aus Backstein (gegliedert) original erhalten, große Gußstützen mit Stahlunterzügen im Gebäude, im Trockendienst Stahlsäulen für Ringtrockner (noch vorhanden), gesamte Technik entfernt - E-Zentrale (Maschinenhaus): Gebäude aus rotem Klinker, große Hochrechteckfenster, Giebel mit Mittelbetonung, Pilastergliederung, Satteldach - Zechenhaus: zweigeschossig, Klinkerbau, Walmdach (vollständig erneuert), im Innern Wandbild aus der NS-Zeit von Toni Schönecker (1893–1979) aus Falkenau an der Eger, 1939 im KdF-Auftrag entstanden - Bedienstetenwohnung und Verwaltung: im Erdgeschoss langgestreckter Baukörper mit Lisengliederung, mehrere Häuser mit Mansarddächern verbunden, Putzfassade, Krüppelwalmdach zum Fabrikgelände, Giebelverbretterung, Fußwalm zur Straße - technisches Gerät (alle drei Objekte 1999 in Neukirchen aufgestellt): - Dampfspeicherlok: Bauart Meiningen, ehemaliger Einsatzort Brikettfabrik Großzössen - Brikettpresse: Maschinenfabrik Penig, ehemaliger Einsatzort Espenhain - Baggerschaufelrad: ehemaliger Einsatzort Tagebau Zwenkau | 09255952 |
|                                         | Pfarrhaus und Toranlage | An der Schanze 3 (Karte)                    | Um 1840 | Putzbau mit Natursteinelementen, markanter Gebäude, im Zusammenspiel mit benachbarter Kirche ortsbildprägend, Toranlage mit Einfahrt und Leutepforte, orts-, bau- und kirchengeschichtliche Bedeutung. Zwei Geschosse, 3:7 Achsen, giebelständig, Tür- und Fenstergewände in Rochlitzer Porphyrtuff, originale klassizistische Haustür mit Oberlicht, Fenster, Torpfeilerbogen mit Pilastern. | 09258986 |
| Direkt Bild zu diesem Denkmal hochladen | Wohnhaus | An der Schanze 5 (Karte)                    | Um 1800 | Fachwerkbau mit Thüringer-Leiter-Motiv, straßenbildprägendes Gebäude in Nachbarschaft zu Pfarrhof und Kirche, heimat- und baugeschichtliche Bedeutung. Zwei Geschosse, 3:3 Achsen, traufständig, Erdgeschoss massiv, Obergeschoss teils offenliegendes Fachwerk, Giebel verschiefert, Erdgeschossfenster stark verändert, im Obergeschoss sind die Fenster denkmalgerecht erneuert. | 09258985 |
| Direkt Bild zu diesem Denkmal hochladen | Wohnstallhaus, Scheune, Seitengebäude und Toranlage | Schulweg 1 (Karte)                          | Um 1790 (Wohnstallhaus); um 1890 (Seitengebäude); um 1900 (Scheune)                                                          | Wohnhaus im Kern Fachwerkbau, Scheune und Seitengebäude Massivbauten, verputzt, Toranlage Klinkerpfeiler und eiserne Torflügel, straßenbildprägende Lage, orts- und baugeschichtliche Bedeutung. - Wohnhaus: zwei Geschosse, unregelmäßige Achsen, giebelständig, Erdgeschoss massiv, Obergeschoss teilweise Fachwerk verputzt, Putz 1905 erneuert - große Querscheune: Putzfassade um 1905 - Stall: mit Altenteil, giebelständig, zwei Geschosse, unregelmäßige Achsen, Ziegel, verputzt - drei Torpfeiler: Klinker mit Vasenaufsätzen | 09258991 |
| Direkt Bild zu diesem Denkmal hochladen | Wohnhaus und Scheune eines kleinen Bauernhofes | Straße des Friedens 10 (Karte)              | Laut Auskunft Eigentümer 1776 (Bauernhaus); um 1830 (Scheune)                                                                | Fachwerkbauten, orts- und baugeschichtliche Bedeutung. - Wohnhaus: zwei Geschosse, unregelmäßige Achsen, giebelständig, Erdgeschoss und Obergeschoss massiv, Erdgeschoss stark überformte Fensteröffnungen, Obergeschoss Blockrahmen mit erneuerten Fenstern - Scheune: Fachwerk, Fledermausgauben | 09258982 |
| Direkt Bild zu diesem Denkmal hochladen | Villa | Straße des Friedens 25 (Karte)              | Um 1900 | Historistischer Villenbau im Landhausstil, Putzfassaden mit Putzgliederungen, verbretterte Giebel, ortsentwicklungs- und baugeschichtliche Bedeutung. Ein Geschoss und Mezzanin, vier Achsen, quergelagerter, traufständiger Bau mit Mittelrisalit, Krüppelwalmdach, Giebelverbretterung, hölzerner Wintergarten, originale Haustür, teils Fenster, Fensterläden, rückwärtig Treppenhausanbau mit Walmdach. | 09258983 |
| Direkt Bild zu diesem Denkmal hochladen | Häuslerhaus | Wiesenweg 3 (Karte)                         | Um 1820 | Putzfassade, gutes Beispiel eine kleinbäuerlichen Anwesens. Zwei Geschosse, unregelmäßige Achsen, traufständig, Schleppdach, vermutlich Fachwerk verputzt, teils originale Fenster. | 09258989 |
| Weitere Bilder                          | Kirche mit Ausstattung, Kirchhof mit Einfriedungsmauer und Kriegerdenkmal für die Gefallenen des Ersten Weltkrieges | Wyhraer Straße (Karte)                      | 1494 (Kirche); wohl um 1742 (Empore); 1892 (Orgel); bezeichnet mit 1892 (Kirchenfenster); 1935 (Wandgemälde)                 | Kirche im Kern romanischer Saalbau, spätgotischer Chor, Dachreiter, an der Südseite Kriegerdenkmal in Rochlitzer Porphyrtuff, Kirchhofmauer in Bruchstein, teils verputzt, ortsgeschichtliche, baugeschichtliche, kirchengeschichtliche, künstlerische und städtebauliche (ortsbildprägende) Bedeutung. - Kirche: romanischer Bruchsteinbau, verputzt, am Schiff (Nordseite) zwei romanische Fensteröffnungen, spätgotischer Choranbau mit Strebepfeilern und einfachen Maßwerkfenstern, neogotisches Westportal bezeichnet mit 1892, stammt von umfassender Erneuerung durch Julius Zeißig, originale Tür mit Ätzglasfenstern, Inneres: flache Decke, barocke Emporen, spätgotischer Schnitzaltar, um 1510 - Kriegerdenkmal: Steintafel in Rochlitzer Porphyrtuff, Rahmung mit Art-déco-Ornament, umkränztes Eisernes Kreuz als Bekrönung | 09258990 |
| Direkt Bild zu diesem Denkmal hochladen | Wohnhaus eines Bauernhofes | Wyhraer Straße 7 (Karte)                    | Um 1700 | Fachwerkbau mit Lehmerdgeschoss, vermutlich eines der ältesten erhaltenen Wohnhäuser des Dorfes, orts- und baugeschichtliche Bedeutung. Zwei Geschosse, unregelmäßige Achsen, Schleppdach, giebelständig, Erdgeschoss Stampflehm, Obergeschoss offenliegendes Fachwerk, Mittelstiele in Balusterform, Giebel verputzt. | 09258996 |
| Direkt Bild zu diesem Denkmal hochladen | Wohnhaus eines Bauernhofes | Wyhraer Straße 9 (Karte)                    | Um 1820 | Fachwerkbau, Teil der historischen Ortsbebauung, heimat- und baugeschichtliche Bedeutung. Zwei Geschosse, zwei Achsen, giebelständig, Erdgeschoss massiv, Obergeschoss offenliegendes Fachwerk, Giebel verputzt, originale Fenster. | 09258995 |
| Direkt Bild zu diesem Denkmal hochladen | Wohnhaus, zwei Seitengebäude und Scheune eines ehemaligen Vierseithofes | Wyhraer Straße 10 (Karte)                   | Um 1800 (Bauernhaus); um 1810 (Seitengebäude); um 1830 (Scheune); um 1850 (Seitengebäude)                                    | Vorwiegend Fachwerkbauten, Wohnhaus, verputzt, südliches Stallgebäude verputzter Massivbau mit Porphyrtuffsäulen und Gewölben im Innern, östliches Seitengebäude mit Oberlaube, große Hofanlage von ortsbildprägendem Charakter, heimat- und baugeschichtliche Bedeutung. - Wohnhaus: zwei Geschosse, traufständig, Krüppelwalmdach, Erdgeschoss massiv, Obergeschoss offensichtlich Fachwerk, verputzt, Westgiebel massiv - südliche Hofseite: Scheune Fachwerk, zweitorig, östlich an die Scheune anschließendes Stallgebäude zweigeschossiger Massivbau, verputzt, Satteldach, im Erdgeschoss Gewölbe und Porphyrtuffsäulen - östliche Hofseite: Seitengebäude zweigeschossiger Fachwerkbau mit Krüppelwalmdach, zugewandter Giebel massiv, Oberlaube | 09258994 |
|                                         | Wohnhaus, Seitengebäude und Scheune eines Vierseithofes | Wyhraer Straße 12 (Karte)                   | Um 1800 (Bauernhaus); um 1820 (Seitengebäude)                                                                                | Fachwerkbauten, weitgehend authentische Hofanlage in ortsbildprägender Lage, heimat- und baugeschichtliche Bedeutung. - Wohnhaus: stattlicher, traufständiger Bau mit Krüppelwalmdach, teils Sandsteinfenstergewände und originale Fenster, Erdgeschoss massiv, Obergeschoss Fachwerk, Westgiebel massiv, verputzt, typisches Drillingsfenster Mitte 19. Jahrhundert - Scheune: Fachwerk und Putz - Seitengebäude: zwei Geschosse, unregelmäßige Achsen, Krüppelwalmdach, giebelständig, Erdgeschoss massiv, Obergeschoss und Giebel offenliegendes Fachwerk, teils originale Fenster, Fassade um 1890 überformt | 09258993 |
| Direkt Bild zu diesem Denkmal hochladen | Teile eines Wohnstallhauses, Seitengebäude und Toranlage (mit Torbogen und Pforte) eines ehemaligen Vierseithofes | Wyhraer Straße 15 (Karte)                   | Um 1790 (Bauernhaus); um 1810 (Seitengebäude); um 1830 (Toreinfahrt)                                                         | Fachwerkbauten einer ehemals großen Hofanlage am Ortsrand, straßenbildprägend, orts- und baugeschichtliche Bedeutung. - Wohnhaus: zwei Geschosse, unregelmäßige Achsen, giebelständig, Erdgeschoss und Giebel verputzt, Obergeschoss offenliegendes Fachwerk, im Erdgeschoss Sandsteinfenstergewände, teils originale Fenster im Obergeschoss - traufständiges Seitengebäude: zwei Geschosse, Krüppelwalmdach, Erdgeschoss massiv, Obergeschoss offenliegendes Fachwerk mit Ziegelsteinausfachung - giebelständiges Seitengebäude (vor 2011 zusammengebrochen): zwei Geschosse, unregelmäßige Achsen, Erdgeschoss Lehm, Obergeschoss offenliegendes Lehmfachwerk, Oberlaube - Torbogen: Ziegelmauerwerk, verputzt, Einfahrt und Leutepforte | 09258988 |

## Thräna
| Bild                                    | Bezeichnung                                                                   | Lage                          | Datierung                                                                    | Beschreibung | ID       |
| --------------------------------------- | ----------------------------------------------------------------------------- | ----------------------------- | ---------------------------------------------------------------------------- | --- | -------- |
| Direkt Bild zu diesem Denkmal hochladen | Wohnhaus eine Bauernhofes                                                     | Alte Hauptstraße 23 (Karte)   | Um 1800                                                                      | Fachwerkbau, Teil der historischen Ortsbebauung, orts- und baugeschichtliche Bedeutung. Zwei Geschosse, traufständig, Giebel und Erdgeschoss massiv, erneuert um 1920, Obergeschoss Lehmfachwerk, Fensteröffnungen teils verändert, Satteldach. | 09259032 |
| Direkt Bild zu diesem Denkmal hochladen | Wohnhaus, Seitengebäude und Toranlage einer Hofanlage                         | Alte Hauptstraße 24 (Karte)   | Um 1780 (Bauernhaus); um 1800 (Seitengebäude); um 1810 (Toreinfahrt)         | Fachwerkbauten, Wohnhaus mit Thüringer-Leiter-Motiv und Kreuzstreben, Toranlage Einfahrt und Leutepforte bogig geschlossen, Teil der historischen Ortsbebauung, orts- und baugeschichtliche Bedeutung. - Wohnhaus: zwei Geschosse, giebelständig, Erdgeschoss und Giebel verputzt, Obergeschoss Fachwerk mit Kreuzstreben - Seitengebäude: zwei Geschosse, traufständig, Krüppelwalmdach, Erdgeschoss und Giebel verputzt, Obergeschoss teils offenliegendes Fachwerk - Torbogen: Mauerwerk, verputzt, Schlusssteine, schmiedeeiserner Gitterzaun | 09259049 |
| Direkt Bild zu diesem Denkmal hochladen | Wohnhaus, Torhaus, Seitengebäude, Scheune und Hofpflaster eines Vierseithofes | Alte Hauptstraße 25 (Karte)   | Um 1800 (Bauernhaus und Torhaus); um 1810 (Seitengebäude); um 1830 (Scheune) | Wohnhaus Putzbau, im Kern möglicherweise Fachwerk, die übrigen Gebäude Fachwerkbauten, für die Region seltenes Beispiel eines Torhauses, Scheune von straßenbildprägender Wirkung am Ortsrand, heimat- und baugeschichtliche Bedeutung. - Wohnhaus: zwei Geschosse, unregelmäßige Achsen, stark überformt, im Innern Wohnstube mit Brettdecke und Türgewände (18. Jahrhundert) - Torhaus: zwei Geschosse, unregelmäßige Achsen, Krüppelwalmdach, großes Durchfahrtstor mit Korbbogen in Porphyr, Radabweiser, Erdgeschoss massiv, Obergeschoss Fachwerk - östliches Seitengebäude: zweigeschossig, Erdgeschoss massiv, Obergeschoss Fachwerk, Hofseite Thüringer-Leiter-Motiv - Scheune: Fachwerk, Satteldach, originale Tore - Hofpflasterung: Wildpflaster Nordwestliches Seitengebäude 2012 gestrichen | 09259034 |
| Direkt Bild zu diesem Denkmal hochladen | Wohnhaus, Seitengebäude und Torbogen eines ehemaligen Vierseithofes           | Alte Hauptstraße 26 (Karte)   | Um 1800                                                                      | Fachwerkbauten, Seitengebäude mit Oberlaube, heimat- und baugeschichtliche Bedeutung. - Wohnhaus: zwei Geschosse, zwei Achsen, giebelständig, Erdgeschoss und Giebel verputzt, Obergeschoss teils offenliegendes Fachwerk, stuckiertes Stockgesims und Fensterlaibungen, gebrannte Rosettenformsteine - Seitengebäude: zwei Geschosse unregelmäßige Achsen, Erdgeschoss massiv, Obergeschoss offenliegendes Fachwerk mit Oberlaube - zweiteiliger Torbogen: mit Radabweisern | 09259050 |
| Direkt Bild zu diesem Denkmal hochladen | Umgebindewohnhaus einer kleinen Hofanlage                                     | Alte Teichstraße 5, 7 (Karte) | Um 1750                                                                      | Fachwerk und Putz, eines der wenigen erhaltenen Umgebindehäuser des Ortes. Zwei Geschosse, unregelmäßige Achsen, giebelständig, im Erdgeschoss Umgebinde verputzt, Obergeschoss teils offenliegendes Fachwerk, stark überformte Fensteröffnungen. | 09259038 |
| Direkt Bild zu diesem Denkmal hochladen | Wohnstallhaus eines Bauernhofes                                               | Alte Teichstraße 8 (Karte)    | Um 1780                                                                      | Teil einer ehemals größeren Hofanlage, mit Fachwerk-Obergeschoss, Teil der historischen Ortskernbebauung, baugeschichtlich von Bedeutung | 09259036 |
| Direkt Bild zu diesem Denkmal hochladen | Wohnhaus und Seitengebäude eines Bauernhofes                                  | Alte Teichstraße 9 (Karte)    | Um 1790 (Bauernhaus); Ende 19. Jahrhundert (Seitengebäude)                   | Wohnhaus Obergeschoss Fachwerk mit Thüringer-Leiter-Motiv, wohl ehemals mit Umgebinde im Erdgeschoss, Seitengebäude massiv und verputzt, ortsbildprägende Lage, heimat- und baugeschichtliche Bedeutung. - Wohnhaus: zwei Geschosse, unregelmäßige Achsen, traufständig, im Erdgeschoss Umgebinde verputzt, Obergeschoss offenliegendes Fachwerk, Giebel verputzt, teils originale Fenster um 1790, im Innern profilierte Brettdecke - langgestrecktes Seitengebäude: zwei Geschosse, unregelmäßige Achsen, Ziegel und Naturstein verputzt | 09259037 |
| Direkt Bild zu diesem Denkmal hochladen | Wohnhaus                                                                      | Berggasse 5 (Karte)           | Um 1780                                                                      | Fachwerkbau, Giebel massiv, Teil der historischen Ortsbebauung, orts- und baugeschichtliche Bedeutung. Zwei Geschosse, unregelmäßige Achsen, giebelständig, Krüppelwalmdach, Erdgeschoss und Giebel verputzt, stark überformt. | 09259041 |
| Direkt Bild zu diesem Denkmal hochladen | Wohnhaus                                                                      | Lindenplatz 5 (Karte)         | Um 1780                                                                      | Fachwerkbau, Giebelseite massiv mit Umgebindegefüge, Beispiel für die Übernahme der traditionellen Umgebindebauform in den Steinbau, heimatgeschichtlich und baugeschichtlich von Bedeutung. Zwei Geschosse, zwei Achsen, giebelständig, Putzfassade, stark überformt. | 09259042 |
| Direkt Bild zu diesem Denkmal hochladen | Kriegerdenkmal für die Gefallenen des Ersten Weltkrieges                      | Weststraße (Karte)            | Nach 1918                                                                    | Pyramidenform, Betonguss, orts- und zeitgeschichtliche Bedeutung. Denkmal für die Toten des Ersten Weltkriegs, Sockel aus vier Betonquadern, darauf eine vierseitige Pyramide mit trapezförmigem Unterbau, Eichenkranz, Inschrift „Zum Gedächtnis derer, die nicht wiederkehrten“, an den anderen Seiten die Namen der Gefallenen des Ortes. | 09259035 |

## Wyhra
| Bild                                    | Bezeichnung | Lage                                         | Datierung | Beschreibung | ID       |
| --------------------------------------- | --- | -------------------------------------------- | --- | --- | -------- |
|                                         | Schule | Alte Schulstraße 1 (Karte)                   | 1928 | Putzbau in den traditionellen Formen der 1920er Jahre, Eingang durch turmartigen Risalit und expressive Portalgestaltung hervorgehoben, orts-, bau- und sozialgeschichtlich von Bedeutung. Zwei Geschosse, zehn Achsen, asymmetrisch angeordneter Treppenturm mit Laternenaufsatz und expressionistischem Portal in Bruchstein und Putz, stark ausgeprägtes Traufgesims, eingeschossiger Anbau. | 09258973 |
| Direkt Bild zu diesem Denkmal hochladen | Seitengebäude eines Bauernhofes | Am Anger 2 (Karte)                           | Um 1890 | Bruchstein- und Ziegelmauerwerk, verputzt, baugeschichtliche Bedeutung. Zwei Geschosse, 12:2 Achsen, Erdgeschoss Bruchstein verputzt, Obergeschoss Backstein verputzt, gutes Beispiel für ein großes Stallgebäude des späten 19. Jahrhunderts. | 09257133 |
| Direkt Bild zu diesem Denkmal hochladen | Wohnhaus, Seitengebäude und Hofpflaster eines Vierseithofes | Am Anger 3 (Karte)                           | Um 1810 (Bauernhaus); um 1820 (Seitengebäude)                                                                     | Fachwerkbauten, Wohnhaus vollständig verputzt, orts- und landschaftstypische Gebäude einer Hofanlage des frühen 19. Jahrhunderts, heimat- und baugeschichtliche Bedeutung. - Wohnhaus: zwei Geschosse, unregelmäßige Achsen, Krüppelwalmdach, Schleppdach, Obergeschoss offensichtlich in Teilen noch Fachwerk, verputzt - Seitengebäude: zwei Geschosse, traufständig, Erdgeschoss und Giebel massiv, Obergeschoss Fachwerk - Hofpflasterung: Wildpflaster | 09257134 |
|                                         | Kriegerdenkmal für die Gefallenen des Ersten Weltkrieges | Am Teich (Karte)                             | Um 1920 | Stele mit Inschriften, Stahlhelm als Bekrönung, orts- und zeitgeschichtliche Bedeutung. Sandsteinstele auf quadratischem Grundriss, gestufter Sockel, unter der oberen Abschlussplatte mit Helmaufsatz eine geometrisierte Lorbeergirlande, Inschriften „Ihren Gefallenen in Dankbarkeit gewidmet von der Gemeinde Wyhra“ und „Vergiß, mein Volk, die treuen Toten nicht“, 1914–18 mit Eisernem Kreuz, vorgesetzte Tafel „1939–45 den Toten zum Gedenken“. | 09258971 |
| Direkt Bild zu diesem Denkmal hochladen | Wohnhaus, Seitengebäude, Scheune und Einfriedungsmauer mit Tor eines Dreiseithofes | An der Kirche 5 (Karte)                      | Um 1780 (Bauernhaus); um 1800 (Seitengebäude und Scheune)                                                         | Zeit- und landschaftstypische Fachwerkbauten, eine der wenigen in weitgehend ursprünglicher Form erhaltenen Hofanlagen des Dorfes, orts- und baugeschichtliche Bedeutung. - Wohnhaus: zwei Geschosse, unregelmäßige Achsen, giebelständig, Erdgeschoss massiv, Obergeschoss Fachwerk mit Thüringer-Leiter-Motiv, Scheune: Fachwerk, großes Mitteltor, seitlich kleineres Tor, Satteldach - Seitengebäude: giebelständig, zwei Geschosse, Erdgeschoss massiv, Obergeschoss Fachwerk, Satteldach - Einfriedung: zwei Torpfeiler und Mauerstück, Ziegel, verputzt | 09257132 |
| Direkt Bild zu diesem Denkmal hochladen | Wohnhaus eines Bauernhofes | Benndorfer Weg 1 (Karte)                     | Um 1820 | Fachwerk und Putzfassade, gut erhaltener Fachwerkbau im alten Ortskern. Zwei Geschosse, giebelständig, zwei Achsen, Krüppelwalmdach, Erdgeschoss und Giebel massiv, Obergeschoss offenliegendes Fachwerk. | 09258965 |
| Weitere Bilder                          | Geschichtenhof Wyhra mit Wohnhaus, zwei Seitengebäude, Scheune, Toreinfahrt und Hofpflaster eines Vierseithofes sowie Taubenhaus und Remise (beide transloziert)                                                                                    | Benndorfer Weg 3 (Karte)                     | 1743 (Bauernhaus); 1753 (Stall); 1759 (Scheune); um 1800 (Seitengebäude); 19. Jahrhundert (Remise)                | Vorwiegend Fachwerkbauten, südöstliches Seitengebäude mit Oberlaube, Taubenhaus und südöstlich des Hofes stehende Remise aus Heuersdorf hierher versetzt, landschaftstypische Hofanlage heute als Volkskundemuseum Neukirchen-Wyhra genutzt, regional-, bau- und kulturgeschichtliche Bedeutung. - Wohnhaus: zwei Geschosse, giebelständig, Erdgeschoss massiv, Obergeschoss Fachwerk, Giebel verschiefert - Querscheune: Fachwerk - südöstliches Seitengebäude: Erdgeschoss teils massiv in Bruchstein, verputzt, Obergeschoss und nordöstlicher Gebäudeteil Fachwerk, Oberlaube - südwestliches Seitengebäude: eingeschossig in Bruchsteinmauerwerk, Satteldach, sechseckiges Taubenhaus auf runder Säule - Remise: Fachwerkbau, Giebel verbrettert          | 09258966 |
| Weitere Bilder                          | Kirche mit Ausstattung und Kirchhof mit Einfriedungsmauer | Bornaer Weg (Karte)                          | 1494 (Kirche); bezeichnet mit 1511 (Altar); Ende 16. Jahrhundert (Kanzel); 1894 (Orgel); um 1894 (Kirchenfenster) | Spätgotischer Saalbau, verputzt mit Natursteinelementen, eingezogener Chor, Dachreiter, Inneres stark durch historistische Erneuerung geprägt, ortsgeschichtliche, kirchengeschichtliche, baugeschichtliche, künstlerische und städtebauliche (ortsbildprägende) Bedeutung. - Kirche: turmlose Saalkirche mit eingezogenem Langchor mit polygonalem Schluss, spitzbogige Maßwerkfenster, Sakristeianbau, im Westen Eingangshalle von 1894, Innen: Sterngewölbe, spätgotischer Schnitzaltar mit Predella und Maria, Anna Selbdritt und Stephanus im Mittelschrein, bezeichnet mit 1511, Bleiglasfenster um 1894, Sandsteinkanzel Ende 16. Jahrhundert, Taufstein mit Rocaillenschmuck 1777, dreiseitige Empore mit Orgel - Kirchhofeinfriedung: Bruchsteinmauer | 09257128 |
| Direkt Bild zu diesem Denkmal hochladen | Seitengebäude und Scheune einer ehemaligen Hofanlage | Bornaer Weg 4 (Karte)                        | Um 1850 | Fachwerkbauten, für die Feuerwehr umgenutzt, Zeugnisse der historischen Ortsbebauung, orts- und baugeschichtliche Bedeutung. - Seitengebäude: ein Geschoss, offenliegendes Fachwerk - Scheune: Giebel massiv, sonst Fachwerk | 09258974 |
| Direkt Bild zu diesem Denkmal hochladen | Wohnhaus (Umgebinde) und Seitengebäude eines Dreiseithofes | Bornaer Weg 5 (Karte)                        | Um 1750 | Stattliches Umgebindehaus mit reichem Fachwerkgiebel, Seitengebäude ebenfalls in Fachwerk, hier Andreaskreuze, bau- und regionalgeschichtliche Bedeutung. - Wohnhaus: zwei Geschosse, drei Achsen, giebelständig, Krüppelwalmdach, Erdgeschoss Umgebinde mit Bohlenstube, abgewandter Teil (ehemaliger Stallbereich) massiv, Obergeschoss und Giebel Fachwerk - Seitengebäude: zwei Geschosse, unregelmäßige Achsen, Erdgeschoss und Giebel massiv, Obergeschoss Fachwerk mit Andreaskreuzen | 09258975 |
|                                         | Wohnstallhaus und Seitengebäude eines ehemaligen Vierseithofes | Bornaer Weg 8 (Karte)                        | Um 1800 (Wohnstallhaus); um 1820 (Seitengebäude)                                                                  | Fachwerkbauten, Wohnhaus nach Inschrift 1848 verändert, massive Um- und Anbauten, Seitengebäude mit Oberlaube, Ort der ersten Gemeindewahlen 1839, orts- und baugeschichtliche Bedeutung. - Wohnhaus: zwei Geschosse, traufständig, Obergeschoss teils Fachwerk, teils massiv, zur Straße dreiachsiger, massiver Anbau, Tür- und Fenstergewände in Sandstein, Haustürrahmung mit Initialen und Datierung „J. F. D. 1848“, Ausfachungen in Lehm mit Ritzornamenten - Seitengebäude: zwei Geschosse, Erdgeschoss teils Fachwerk, teils massiv, Obergeschoss Fachwerk, originale Putzritzornamente, Oberlaube, Krüppelwalmdach | 09257130 |
| Direkt Bild zu diesem Denkmal hochladen | Toranlage eines Bauernhofes | Bornaer Weg 10 (Karte)                       | Bezeichnet mit 1817                                                                                               | Mauerwerk, verputzt, Leutepforte mit Bogen überspannt, Radabweiser und Schlussstein, seitlich halbhohe Einfriedungsmauern, heimatgeschichtliche Bedeutung. - Einfriedung: Ziegel, verputzt, drei Torpfeiler, zwei Radabweiser (Sandstein) bezeichnet mit 1817 im Keilstein zwischen den Torpfeilern - Wohnhaus (Abbruch vor 2012): zwei Geschosse, unregelmäßige Achsen, giebelständig, Schleppdach, Putzfassade | 09257131 |
|                                         | Wohnhaus, Seitengebäude und Toreinfahrt eines ehemaligen Vierseithofes | Eschefelder Straße 1 (Karte)                 | Um 1800 | Zeit- und landschaftstypische Fachwerkbauten, Torpfeiler in Naturstein, heimat- und baugeschichtliche Bedeutung. - Wohnhaus: zwei Geschosse, unregelmäßige Achsen, giebelständig, Erdgeschoss und Giebel massiv, verputzt, Obergeschoss Fachwerk, - Seitengebäude: traufständig, Zwei Geschosse, Erdgeschoss massiv, Obergeschoss teils offenliegendes Lehmfachwerk, teils Putzfassade - Toreinfahrt: Bruchsteinpfeiler und mit Bogen überspannte Leutepforte | 09257136 |
| Direkt Bild zu diesem Denkmal hochladen | Seitengebäude eines Dreiseithofes | Eschefelder Straße 2 (Karte)                 | Um 1700 | Fachwerkbau, Giebel mit für die Region seltener Mann-Figur, regional- und baugeschichtliche Bedeutung. Zwei Geschosse, unregelmäßige Achsen, giebelständig, Erdgeschoss massiv, Obergeschoss Fachwerk mit Wilder-Mann-Motiv im Giebelfeld. | 09257138 |
| Direkt Bild zu diesem Denkmal hochladen | Scheune und Seitengebäude eines Dreiseithofes | Eschefelder Straße 2a (Karte)                | Um 1820 | Fachwerkbauten, weitgehend authentische Wirtschaftsgebäude einer kleinen Hofanlage des frühen 19. Jahrhunderts, orts- und baugeschichtliche Bedeutung. Kleine Querscheune, offenliegendes Fachwerk, Fledermausgauben, kleines Stallgebäude, giebelständig, vermutlich Fachwerk verputzt. | 09257135 |
| Direkt Bild zu diesem Denkmal hochladen | Wohnhaus, Seitengebäude und Scheune eines Dreiseithofes | Eschefelder Straße 4 (Karte)                 | Um 1800 | Zeit- und landschaftstypische Fachwerkbauten, in historischer Form geschlossen erhaltene Hofanlage, heimat- und baugeschichtliche Bedeutung. - Wohnhaus: zwei Geschosse, zwei Achsen, giebelständig, Krüppelwalmdach, Erdgeschoss massiv, Obergeschoss und Giebel Fachwerk - Scheune: Fachwerk, eintorig, Krüppelwalmdach mit Fledermausgauben - Seitengebäude: zwei Geschosse, unregelmäßige Achsen auf trapezförmigem Grundriss, Krüppelwalmdach, Erdgeschoss massiv, Obergeschoss Lehmfachwerk | 09257140 |
| Direkt Bild zu diesem Denkmal hochladen | Gasthof mit Saal | Eschefelder Straße 8 (Teichgasse 2a) (Karte) | Um 1800 (Gasthof); um 1900 (Saal)                                                                                 | Fachwerkbau, im rechten Winkel anschließender, massiver Saalanbau, gut erhaltener Dorfgasthof von ortsgeschichtlicher Bedeutung. Zwei Geschosse, vier Achsen, giebelständig, Erdgeschoss und Giebel massiv, Obergeschoss offenliegendes Fachwerk, Giebelseite um 1900 erneuert, im Giebeldreieck drei Rundbogenöffnungen mit originalen Fenstern, ein ornamentiertes Rundfenster. | 09258967 |
| Direkt Bild zu diesem Denkmal hochladen | Seitengebäude, Scheune und Hofpflaster eines Dreiseithofes | Eschefelder Straße 14 (Karte)                | Um 1830 | Zeit- und landschaftstypische Fachwerkbauten einer großen Hofanlage am Ortsrand, orts- und baugeschichtliche Bedeutung. - Seitengebäude: zwei Geschosse, Erdgeschoss massiv, verputzt, Obergeschoss Fachwerk in regelmäßigem Raster, Giebel verputzt, Krüppelwalmdach, Abseite massiv, verputzt - Scheune: Fachwerk, ebenfalls regelmäßiges Raster, zweitorig, Satteldach | 09258970 |
| Direkt Bild zu diesem Denkmal hochladen | Wohnhaus und Seitengebäude eines ehemaligen Dreiseithofes | Mühlenweg 3 (Karte)                          | Um 1820 | Regionaltypische Fachwerkbauten eines großen Bauerngehöfts am Dorfrand, heimat- und baugeschichtliche Bedeutung. - Wohnstallhaus: zwei Geschosse, unregelmäßige Achsen, Krüppelwalmdach, giebelständig, Schleppdach, Erdgeschoss und Giebel Putzfassade, Obergeschoss offenliegendes Fachwerk, Fenster überformt - Seitengebäude: zwei Geschosse, Erdgeschoss massiv, Obergeschoss Fachwerk in regelmäßigem Raster, Krüppelwalmdach | 09257137 |
| Direkt Bild zu diesem Denkmal hochladen | Gasthof mit Saal | Teichgasse 2a (Eschefelder Straße 8) (Karte) | Um 1800 (Gasthof); um 1900 (Saal)                                                                                 | Fachwerkbau, im rechten Winkel anschließender, massiver Saalanbau, gut erhaltener Dorfgasthof von ortsgeschichtlicher Bedeutung. Zwei Geschosse, vier Achsen, giebelständig, Erdgeschoss und Giebel massiv, Obergeschoss offenliegendes Fachwerk, Giebelseite um 1900 erneuert, im Giebeldreieck drei Rundbogenöffnungen mit originalen Fenstern, ein ornamentiertes Rundfenster. | 09258967 |
| Direkt Bild zu diesem Denkmal hochladen | Häuslerhaus | Teichgasse 5 (Karte)                         | Um 1800 | Fachwerkbau, Teil des historischen Ortskerns, orts- und sozialgeschichtliche Bedeutung. Zwei Geschosse, zwei Achsen, giebelständig, Erdgeschoss und Giebel massiv, Obergeschoss Fachwerk, alte Holzsprossenfenster, Satteldach. | 09258968 |
| Direkt Bild zu diesem Denkmal hochladen | Wohnhaus eines Bauernhofes | Teichgasse 9 (Karte)                         | Um 1800 | Fachwerkbau verputzt, Teil der historischen Ortskernbebauung, orts- und sozialgeschichtliche Bedeutung. Zwei Geschosse, unregelmäßige Achsen, giebelständig, Erdgeschoss massiv, Obergeschoss und Giebel Fachwerk, verputzt, Satteldach. | 09258969 |
| Weitere Bilder                          | Wassermühle Wyhra: Mühlgut, bestehend aus ehemaligem Müllerwohnhaus, Mühlengebäude mit vollständig erhaltener technischer Ausstattung, einer Scheune, einem Silo (Lagerscheune), einem Nebengebäude, Hofpflaster, Toranlage und Mühlgraben mit Wehr | Thränaer Straße 1, 1a (Karte)                | Um 1780 (Mühle); 1865 (Mühlentechnik)                                                                             | Vierseitige Anlage, vorwiegend Fachwerkbauten, teils mit Porphyrtuffelementen, Müllerwohnhaus massiver Putzbau, Mühlenanlage in landschaftlich schöner Lage mit originaler vollständiger technischer Einrichtung der Mitte des 19. Jahrhunderts, ortsgeschichtlich, technikgeschichtlich und landschaftsbildprägende Bedeutung. Mühlgut bis 1885 zum Rittergut Neukirchen gehörig, erbaut 1780, bis 1939 mit Bäckerei, stillg. 1960, bis 1968 Mischfutterproduktion, zweigeschossig, Obergeschoss Fachwerk, Wasserrad 1934 durch Turbine ersetzt. | 09259029 |
| Direkt Bild zu diesem Denkmal hochladen | Wohnstallhaus, zwei Seitengebäude, Scheune und Hofpflaster eines Vierseithofes | Thränaer Straße 19 (Karte)                   | Um 1810 (Bauernhaus); 1. Hälfte 19. Jahrhundert (Seitengebäude und Scheune)                                       | Putzbauten, teilweise Fachwerk, verschiedentlich Porphyrtuffelemente, strukturell gut erhaltene Hofanlage von ortsbildprägender Bedeutung, heimat- und baugeschichtliche Bedeutung. - Wohnhaus: zwei Geschosse, 3:8 Achsen, traufständig, Krüppelwalmdach - Seitengebäude: zwei Geschosse, zwei Achsen, giebelständig - Scheune: zweitorig, Satteldach, Seitengebäude: im Obergeschoss wohl Fachwerk Alle Gebäude verputzt, teils Porphyrgewände. | 09258976 |
| Direkt Bild zu diesem Denkmal hochladen | Stallgebäude einer ehemaligen Hofanlage | Thränaer Straße 21 (Karte)                   | Um 1820 | Lehmfachwerk und Putz, ortsbildprägendes Gebäude einer Hofanlage. Zwei Geschosse, unregelmäßige Achsen, giebelständig, Krüppelwalmdach, Erdgeschoss massiv, Obergeschoss offenliegendes Lehmfachwerk. | 09258977 |

## Zedtlitz
| Bild                                    | Bezeichnung | Lage                                                   | Datierung | Beschreibung | ID       |
| --------------------------------------- | --- | ------------------------------------------------------ | --- | --- | -------- |
| Weitere Bilder                          | Wohnhaus, Mühlengebäude (mit Teilen der technischen Ausstattung) und Einfriedung (Schlossmühle Zedtlitz)                                              | An der Schlossmühle 5 (Karte)                          | Um 1900 | Repräsentativ gestaltete Putz-Klinker-Bauten in späthistoristischen Formen, markante Anlage von ortsbildprägender Wirkung, orts-, bau- und technikgeschichtliche Bedeutung. - Wohnhaus: zwei Geschosse, 5:3 Achsen, Mansarddach, Mittelrisalit an zwei Seiten mit abgetrepptem Giebeln, Inschrift „E.B.“, Fenstereinfassungen und geschossteilige Gesimse aus Klinkern in Putzfassade, Dachgauben mit Rundbogenabschluss und seitlichen Voluten, originale Haustür und Fenster - Mühlengebäude: Putzbau mit Klinkergliederungen, Drei Geschosse, fünf Achsen, Krüppelwalmdach, vertikale Gliederung über erstem Stockwerk durch Sägefries, betonte Vertikalgliederung durch breite Lisenen aus Klinkern, Segmentbogenfenster, Teile der Mühlentechnik erhalten - Einfriedung am Müllerwohnhaus: schmiedeeiserner Gitterzaun | 09258928 |
| Weitere Bilder                          | Kirche mit Ausstattung und Kirchhof mit Einfriedungsmauer und barockem Grabstein                                                                      | Dorfstraße (Karte)                                     | 13. Jahrhundert (Kirche); bezeichnet mit 1498 am Chor (Kirche); 1. Hälfte 17. Jahrhundert (Kanzel); 1739 (Kirchturm); 17. Jahrhundert (Abendmahlsrelief auf dem Altar) | Im Kern wohl romanische Saalkirche, heutiges Erscheinungsbild durch gotische und barocke Umbauten geprägt, ortsgeschichtliche, baugeschichtliche, kirchengeschichtliche, künstlerische und städtebauliche (ortsbildprägende) Bedeutung. - Kirche: gotische Saalkirche spätbarock überformt, polygonaler gotischer Chor mit Sterngewölbe und Spitzbogenfenstern, spätbarocker Westturm mit Zwiebelturm und Laterne, Turmhelm Wetterfahne bezeichnet mit 1735, zwei spätbarocke Portale, Erbauer: Christoff von Neustadt klassizistisches Portal am Aufgang zur Fürstenloge, Innen: vier Epitaphien aus dem 18. Jahrhundert, im Chor Gedenkstein von 1601, spätbarocke Fürstenloge an der Nordseite des Chorraumes, Porphyrtuffkanzel, Bleiglasfenster im Chor um 1900 - Kirchhof: Einfriedungsmauer in Bruchstein, verputzt - barocker Grabstein eines Zedtlitzer Pfarrers († 1725) an der Südseite des Chores: Sandstein, mit figürlichem Schmuck (stark verwittert) - drei Grabmäler des 19. Jahrhunderts der Grafen Rex | 09257142 |
| Direkt Bild zu diesem Denkmal hochladen | Denkmal für die Gefallenen des Ersten Weltkriegs | Dorfstraße (Karte)                                     | Nach 1918 | Stele aus Sandstein, Eisernes Kreuz als Bekrönung, orts- und zeitgeschichtliche Bedeutung. Das Zedtlitzer Kriegerdenkmal ist eine hohe, aus Sandstein hergestellte Stele mit pyramidenförmigem Reliefaufsatz (dargestellt Stahlhelm, Schwert, Fahne und Eichenlaub) und bekrönendem Eisernen Kreuz. Die Namenstafel auf der Vorderseite der Stele ist oben mit geometrisierter Lorbeerranke umschlossen, über der Namenstafel die Inschrift "FÜR UNS", darunter "Gewidmet von der Gemeinde Zedtlitz Plateka mit Raupenheim", mit einer Ergänzung nach dem Zweiten Weltkrieg: "Zum Gedenken/ Vergeßt es nie 1945". Das Kriegerdenkmal ist ein historisches Zeugnis für den Ersten Weltkrieg und seine Auswirkungen, bezogen auf den Ort. Zudem dokumentiert es, wie die Erinnerung an das Kriegsereignis und den damit verbundenen Opfern in der Zeit seiner Entstehung gepflegt wurde. Unter diesen Aspekten erlangt es orts- und zeitgeschichtliche Bedeutung. | 09257143 |
|                                         | Wohnhaus (Umgebinde) | Dorfstraße 8 (Karte)                                   | Laut Auskunft 1736 | Fachwerkbau mit Umgebinde, Teil der historischen Dorfbebauung, regional- und baugeschichtliche Bedeutung. Zwei Geschosse, unregelmäßige Achsen, traufständig, Erdgeschoss teils Umgebinde, teils massiv, Reste von Bohlenstube erhalten, Giebel und Obergeschoss Fachwerk, über dem ehemaligen Stallteil auch Obergeschoss massiv, Wohnstube mit Brettdecke. | 09257144 |
| Direkt Bild zu diesem Denkmal hochladen | Wohnhaus und Seitengebäude eines ehemaligen Dreiseithofes                                                                                             | Dorfstraße 15 (Karte)                                  | Um 1810 (Bauernhaus); um 1820 (Seitengebäude) | Fachwerkbauten, Teil der historischen Ortsbebauung, durch exponierte Lage auch ortsbildprägend, heimat- und baugeschichtliche Bedeutung, - Wohnhaus: zwei Geschosse, unregelmäßige Achsen, giebelständig, Erdgeschoss und Giebel massiv, verputzt, Obergeschoss Fachwerk im regelmäßigen Raster - Seitengebäude: traufständig, zwei Geschosse, Erdgeschoss massiv, Obergeschoss Fachwerk (Thüringer-Leiter-Motiv), ein Dachgiebel abgewalmt, der andere mit Krüppelwalm, in der Gebäudemitte wohl einst Tor (heute zugesetzt) | 09257145 |
| Direkt Bild zu diesem Denkmal hochladen | Toreinfahrt eines Bauernhofes | Dorfstraße 18 (Karte)                                  | Um 1810 | Mauerwerk, verputzt, Gewände in Naturstein, regional- und zeittypische Toranlage, heimatgeschichtliche Bedeutung. Gemauerte Toranlage mit Einfahrt und Leutepforte, beide rundbogig geschlossen, Gewände in Rochlitzer Porphyrtuff, Kapitell- und Schlusssteine, an der Einfahrt Radabweiser. | 09304434 |
| Direkt Bild zu diesem Denkmal hochladen | Seitengebäude eines Dreiseithofes | Dorfstraße 20 (Karte)                                  | Um 1820 | Zeit- und landschaftstypischer Fachwerkbau, orts- und baugeschichtliche Bedeutung. Wohl mit Altenteil, zweigeschossig, Krüppelwalmdach, Erdgeschoss massiv, Obergeschoss und Giebel Fachwerk. Wohnhaus und Stall 1999 aus Liste gestrichen. | 09259720 |
| Direkt Bild zu diesem Denkmal hochladen | Seitengebäude eines Dreiseithofes | Dorfstraße 22 (Karte)                                  | Um 1820 | Landschaftstypischer Fachwerkbau, wohl ehemaliger Auszug, bau- und heimatgeschichtlich von Bedeutung. Zwei Geschosse, giebelständig, zwei Achsen, Krüppelwalmdach, Erdgeschoss massiv, Obergeschoss und Giebel Fachwerk. | 09257148 |
| Direkt Bild zu diesem Denkmal hochladen | Gedenkeiche mit Gedenkstein | Platekaer Straße (Karte)                               | 1910 | Gepflanzt zur Erinnerung an den Besuch des Königs Friedrich August 1910, orts- und zeitgeschichtliche Bedeutung. Gedenkstein unbehauener Findling mit Inschrift „Zur Erinnerung an den allerhöchsten Besuch seiner Majestät des Königs Friedrich August in Zedtlitz am 1. Juli 1910, gepflanzt d. 21. Juli 1910“. | 09258931 |
|                                         | Wohnhaus, Seitengebäude, Scheune und Toranlage eines Dreiseithofes                                                                                    | Platekaer Straße 30 (Karte)                            | Um 1820 (Seitengebäude); 1876 (Bauernhaus); bezeichnet mit 1902 (Scheune)                                                                                              | Wohnhaus stattlicher Putzbau mit Natursteinelementen, Seitengebäude Fachwerkbau mit ehemaliger Oberlaube, Scheune Putzbau, komplett erhaltene Hofanlage in der alten Ortslage Plateka, bau- und ortsgeschichtlich von Bedeutung. - Wohnhaus: zwei Geschosse, 4:9 Achsen, giebelständig, an der Traufseite mittig Speicherluke, rückwärtiger Teil stark überformt, am Giebel Inschrifttafel mit Datierung 1876 - Scheune: massiv, verputzt, zweitorig, Satteldach - Seitengebäude: zwei Geschosse, giebelständig, Krüppelwalmdach, Erdgeschoss massiv, Obergeschoss Fachwerk, ehemals Oberlaube, heute vermauert - Toranlage: verputzte Pfeiler, ursprünglich Porphyrtuffaufsätze mit Kugelabschluss | 09258934 |
| Direkt Bild zu diesem Denkmal hochladen | Wohnstallhaus und Scheune eines Vierseithofes | Raupenhain 7a (Karte)                                  | Um 1820 | Zeit- und landschaftstypische Fachwerkbauten in der alten Ortslage Raupenhain, heimat- und baugeschichtliche Bedeutung. - Wohnstallhaus: zwei Geschosse, giebelständig, Krüppelwalmdach, Schleppdach, Erdgeschoss massiv, Obergeschoss Fachwerk im regelmäßigen Raster, Giebel massiv, verputzt - Scheune (2012 gestrichen): giebelständiger Fachwerkbau, Krüppelwalmdach, kleines traufständiges Stallgebäude | 09257126 |
| Direkt Bild zu diesem Denkmal hochladen | Wohnhaus | Wyhraaue 1 (Karte)                                     | 2. Hälfte 18. Jahrhundert | Fachwerkbau, verputzt, Teil der historischen Ortsbebauung, vielleicht ursprünglich in funktionaler Beziehung zum Rittergut, orts- und baugeschichtliche Bedeutung. Zwei Geschosse, 2:3 Achsen, Walmdach, Erdgeschoss massiv, Obergeschoss Fachwerk. | 09258929 |
| Weitere Bilder                          | Rittergut Zedtlitz (Sachgesamtheit) | Wyhraaue 5, 6, 6a, 6b, 7, 8, 9, 11, 13, 15, 17 (Karte) | 2. Hälfte 18. Jahrhundert/19. Jahrhundert | Sachgesamtheit Rittergut Zedtlitz mit folgenden Einzeldenkmalen: Schloss, südwestlichem Wirtschaftsgebäude und Grabenbrücke (09304435) sowie dem ehemaligen Gutspark (Gartendenkmal), weiterhin mit folgenden Sachgesamtheitsteilen: übrige ehemalige Wirtschaftsgebäude des U-förmigen Wirtschaftshofes; orts-, bau-, kulturgeschichtliche und gartenkünstlerische Bedeutung. - Ehemaliges Gutsverwalter- oder Gesindehaus (Flurstück 175/12): an der Südseite des Wirtschaftshofes, zweigeschossig, verputzt, Krüppelwalmdach, Obergeschoss vielleicht teils Fachwerk - östliche Wirtschaftsgebäude (Flurstück 175/9): Massivbauten, verputzt, ursprünglich Scheunen, zu Wohnzwecken umgebaut - nordwestliche Wirtschaftsgebäude (Flurstücke 175/5, 175/6): massiv, verputzt, Satteldächer, Umbau zu Wohnzwecken im Zuge der Bodenreform - Gartenanlage (Flurstücke 175/2, 171/3, 175/24): in unmittelbarer Umgebung des Herrenhauses innerhalb des ehemaligen Wassergrabens, weitere Bereiche außerhalb des Wassergrabens, begrenzt durch den Lauf der Wyhra und des davon abgezweigten Mühlgrabens | 09258930 |
| Weitere Bilder                          | Herrenhaus (Wyhraaue 8), südwestliches Wirtschaftsgebäude (Wyhraaue 6) und Brücke über den Schlossgraben (Einzeldenkmale der Sachgesamtheit 09258930) | Wyhraaue 6, 8 (Karte)                                  | Um 1600 (Rittergut); 18. Jahrhundert (Brücke); um 1790 (Wirtschaftsgebäude)                                                                                            | Einzeldenkmale der Sachgesamtheit Rittergut Zedtlitz; Herrenhaus, ursprünglich Wasserburg, heute durch barocken Umbau geprägt, Wirtschaftsgebäude massiver Putzbau mit Natursteinelementen, typische Zeugnisse der Rittergutsarchitektur in der Region, ortsgeschichtliche, baugeschichtliche, kulturgeschichtliche, künstlerische und ortsbildprägende Bedeutung. - Herrenhaus (Flurstück 175/24): breitgelagerter Putzbau mit überhöhtem dreigeschossigem Mittelteil, Mansarddach, Treppenaufgang erneuert, Hauptportal mit Porphyrtuffgewände mit rundbogigem Tympanonfeld, darin Relief mit Wappen und Inschrift: „Christiana Elisabeth von Münchhausen HR Bodo von Gladebek Churf. Brandenburg Geheimen Rahts u. Cam. Praes: Nachgelassene Witwe“, datiert 1706, Seitenflügel je zwei Geschosse, vier Achsen, links im Erdgeschoss Wintergarten mit Pilastergliederung, rechts Rundbogengliederung mit Fenstern in Porphyrtuffgewänden, 19. Jahrhundert, davor Sandsteinmauer mit Porphyrtuffabschluss, darauf Porphyrtuffpfeilerchen, 19. Jahrhundert - Grabenbrücke: Brücke über die Wyhra, zwischen Herrenhaus und Wirtschaftsgebäude angelegt. bogig mit Schlussstein, Ziegel und Naturstein - Wirtschaftsgebäude (Flurstücke 175/12, 175/14, 175/19): bildet südwestlichen Winkel des U-förmigen Wirtschaftshofes, zweigeschossig, Putzbau mit steilem Satteldach, Natursteingewände, im westlichen Gebäudeteil ursprünglich große, rundbogig geschlossene Einfahrt mit mächtigem Schlussstein | 09304435 |

## Ehemalige Denkmäler

### Ehemalige Denkmäler (Borna)
| Bild                                    | Bezeichnung                                | Lage                           | Datierung | Beschreibung | ID       |
| --------------------------------------- | ------------------------------------------ | ------------------------------ | --------- | --- | -------- |
| Direkt Bild zu diesem Denkmal hochladen | Wohnhaus in ehemals geschlossener Bebauung | Roßmarktsche Straße 23 (Karte) | Um 1840   | Mit Laden, typischer kleinstädtischer Wohnbau der ersten Hälfte des 19. Jahrhunderts, Putzfassade mit Putzgliederungen, Ladeneinbau wohl jünger, orts- und baugeschichtliche Bedeutung. Zwei Geschosse, unregelmäßige Achsen, stark überformte Fassade, originaler Dachstuhl. 2021 abgerissen. | 09258506 |
| Direkt Bild zu diesem Denkmal hochladen | Mietshaus in geschlossener Bebauung        | Wassergasse 8 (Karte)          | Um 1890   | Aufwändige Putz-Klinker-Fassade in historistischen Formen, ortsentwicklungs- und baugeschichtliche Bedeutung. Drei Geschosse, fünf Achsen, drei Zwerchhäuschen, linke und rechte Fensterachse mit Giebelchen als Fensterbekrönungen, original Terrakottakonsolen unter den Sohlbänken, Erdgeschoss stuckiertes Quadermauerwerk, im Obergeschoss aufgelockert mit gelben Klinkern, originale Fensterläden im Erdgeschoss, originale Haustür. Zwischen 2018 und 2020 abgerissen. | 09258608 |

### Ehemaliges Denkmal (Eula)
| Bild                                    | Bezeichnung | Lage                                 | Datierung | Beschreibung | ID       |
| --------------------------------------- | ----------- | ------------------------------------ | --------- | --- | -------- |
| Direkt Bild zu diesem Denkmal hochladen | Wohnhaus    | Straße der Genossenschaft 18 (Karte) | Um 1800   | Fachwerkbau, verputzt, Teil der historischen Ortsbebauung, orts- und baugeschichtliche Bedeutung. Zwei Geschosse, unregelmäßige Achsen, giebelständig, Erdgeschoss massiv in Bruchstein- und Ziegelmauerwerk, Obergeschoss Fachwerk verputzt, Krüppelwalmdach. Zwischen 2018 und 2020 abgerissen. | 09259070 |

## Tabellenlegende
- Bild: Bild des Kulturdenkmals, ggf. zusätzlich mit einem Link zu weiteren Fotos des Kulturdenkmals im Medienarchiv Wikimedia Commons. Wenn man auf das Kamerasymbol klickt, können Fotos zu Kulturdenkmalen aus dieser Liste hochgeladen werden:
- Bezeichnung: Denkmalgeschützte Objekte und ggf. Bauwerksname des Kulturdenkmals
- Lage: Straßenname und Hausnummer oder Flurstücknummer des Kulturdenkmals. Die Grundsortierung der Liste erfolgt nach dieser Adresse. Der Link (Karte) führt zu verschiedenen Kartendiensten mit der Position des Kulturdenkmals. Fehlt dieser Link, wurden die Koordinaten noch nicht eingetragen. Sind diese bekannt, können sie über ein Tool mit einer Kartenansicht einfach nachgetragen werden. In dieser Kartenansicht sind Kulturdenkmale ohne Koordinaten mit einem roten bzw. orangen Marker dargestellt und können durch Verschieben auf die richtige Position in der Karte mit Koordinaten versehen werden. Kulturdenkmale ohne Bild sind an einem blauen bzw. roten Marker erkennbar.
- Datierung: Baubeginn, Fertigstellung, Datum der Erstnennung oder grobe zeitliche Einordnung entsprechend des Eintrags in der sächsischen Denkmaldatenbank
- Beschreibung: Kurzcharakteristik des Kulturdenkmals entsprechend des Eintrags in der sächsischen Denkmaldatenbank, ggf. ergänzt durch die dort nur selten veröffentlichten Erfassungstexte oder zusätzliche Informationen
- ID: Vom Landesamt für Denkmalpflege Sachsen vergebene, das Kulturdenkmal eindeutig identifizierende Objekt-Nummer. Der Link führt zum PDF-Denkmaldokument des Landesamtes für Denkmalpflege Sachsen. Bei ehemaligen Kulturdenkmalen können die Objektnummern unbekannt sein und deshalb fehlen bzw. die Links von aus der Datenbank entfernten Objektnummern ins Leere führen. Ein ggf. vorhandenes Icon  führt zu den Angaben des Kulturdenkmals bei Wikidata.

## Ausführliche Denkmaltexte
1. ↑  Mietshaus in geschlossener Bebauung, mit Nebengebäude (Bahnhofstraße 35):

Das Mietshaus wurde 1890/91 nach Entwurf des Leipziger Architekten Heinrich Rust errichtet, Bauherr war der Dekorationsmaler Friedrich Wilhelm Gutsche. Der dreigeschossige Bau hat eine repräsentative Klinker-Putz-Fassade mit teils in Sandstein ausgeführten Schmuck- und Gliederungselementen. Eine verbreiterte Fensterachse betont die Mitte, seitliche Vorlagen mit gekuppelten Fenstern und Zwerchhausabschluss dienen als seitliche Einfassung der Fassade. In den Vorlagen einerseits ein Ladeneinbau, andererseits die Durchfahrt in den Hof. Die Obergeschosse und auch das Dachgeschoss mit Wohnungen ausgestattet, zu den Mietern sollen einst Offiziere der Garnison gehört haben. Zeitgleich mit dem Mietshaus entstand das Hofgebäude auf Ostseite, es Waschküche, Pferdestall mit Nebenräumen sowie im Dach die Kutscherstube. 1893 kam ein weiteres Pferdestallgebäude auf der Südseite hinzu (mittlerweile abgegangen).

Das Mietshaus verweist auf die Stadtentwicklung Bornas im ausgehenden 19. Jahrhundert, die von einer baulichen Erweiterung der Stadtanlage geprägt war. Infolge des Eisenbahnanschlusses und der Errichtung der Kaserne im Westen wurde die Bahnhofstraße zu einem bevorzugten Baugebiet, das im Sinne des damaligen Städtebaus in weiten Teilen eine geschlossene Mietshausbebauung erhielt. Als Teil dieser Mietshausbebauung verkörpert das Objekt einen ortsentwicklungsgeschichtlichen Aussagewert. In den Hofbereichen wurden Nebengebäude, die wie hier den Lebensbedürfnissen der Bewohner dienten, aber auch Gewerbezwecken erfüllen konnten. In der Einheit von Mietshaus und Nebengebäude veranschaulichen sich somit typische Lebensverhältnisse der Zeit um 1900. Baugeschichtliche Bedeutung erlangt das Objekt zum einen als charakteristisches und für das Kleinstadtmilieu in der Fassadengestaltung auch sehr anspruchsvolles Beispiel des späthistoristischen Mietshausbaus, zum anderen dokumentiert es das frühe Schaffen des Architekten Heinrich Rust (1865–1931), der später mit bedeutenden Leipziger Bauaufgaben wie der Michaeliskirche und der Kongresshalle hervortrat.
2. ↑  Wohnhaus mit rückwärtigem Erweiterungsbau (Grimmaer Straße 16):

Das Wohnhaus entstand um 1860 und wurde 1868 durch den Maurermeister W. Wangemann hofseitig durch einen Verbindungsbau und einen Anbau am Nebengebäude erweitert. Damaliger Besitzer war Carl Wilhelm Martin. Das Wohngebäude an der Straße ist ein zweigeschossiger, traufständiger Bau, bestehend aus verputztem Ziegelmauerwerk. Bei der äußeren Gestaltung wurde nicht nur auf die Fassade, sondern auch auf die Ansicht des freistehenden Giebels geachtet. Tür- und Fenstergewände sind in Sandstein hergestellt. Zusätzlich ist das Erscheinungsbild durch Klinkerelemente belebt: Lisenen zur Betonung der Gebäudeecken, Flachbögen über den Fenstern. Das Traufgesims und dessen Konsolen in Holz ausgeführt. Bei den hofseitigen Erweiterungsbauten hat man sich an die Formen des Hauptgebäudes gehalten.

Bei dem Objekt handelt es sich um ein Zeugnis der baulichen Entwicklung von Borna um die Mitte des 19. Jahrhunderts, damit hat es ortsentwicklungsgeschichtlichen Aussagewert. Seiner Art nach ist das Gebäude ein typisch kleinstädtischer Wohnbau jener Zeit, der die Merkmale einer handwerklich geprägten Bauweise trägt.

Auffällig ist, dass bei der Ausführung auf eine gewisse Solidität geachtet wurde. Unter diesem Aspekt ist es baugeschichtlich von Belang. Schließlich veranschaulicht es auch die Wohn- und Lebensverhältnisse der Kleinstadtbewohner in der zweiten Hälfte des 19. Jahrhunderts.
3. ↑  Herrenhaus des ehemaligen Rittergutes Kesselshain:

Das Rittergut war jahrhundertelang der wesentliche Bestandteil des Ortes. In Privathand kam Kesselshain erst nach der Reformation, zuvor Besitz des Klosters Pegau. Unter den Eigentümern sind die Familien von Carlowitz und von Einsiedel hervorzuheben. Im ausgehenden 18. Jahrhundert wurde das Rittergut von der Familie von Altrock erworben. 1826 übernahm es ein bürgerlicher Eigentümer namens Müller. 1864 verkaufte die Familie Müller das Rittergut Kesselshain an die Stadt Borna, die es in den 1920er Jahren an die Aktiengesellschaft Sächsische Werke veräußerte. In der Vergangenheit wurde Kesselshain als Ort beschrieben, der eine angenehme und günstige Lage an der hohen Straße nach Leipzig und der Aue des Baches Eula hatte. Prägendes Element des Dorfbildes war das Geviert des Rittergutshofes. Mehrere Teiche verschiedener Größe umgaben die Hofanlage. Die übrige Bebauung des Dorfes beschränkte sich Mitte des 19. Jahrhunderts auf 13 Häuser. Der Anlage nach besteht der Rittergutshof heute noch. Von dem Gebäudebestand ist das Herrenhaus nicht nur in seiner Grundform erhalten, sondern enthält auch noch eine Reihe wichtiger Details der Ausstattung. Das Gebäude gehört zu den einfacheren Beispielen seiner Art, wobei die relative architektonische Schlichtheit im Einklang mit dem Zeitstil und Zeitgeschmack des ausgehenden 18. Jahrhunderts steht. Das Herrenhaus in Kesselshain verkörpert einen bedeutenden Aussagewert zur Ortsgeschichte. Rittergut und Gasthof waren einst die „Aushängeschilder“ des kleinen Ortes. Die denkmalrelevante Bedeutung des Herrenhauses reicht jedoch weit über den örtlichen Rahmen hinaus. Rittergüter waren über Jahrhunderte tragende Elemente für die Wirtschafts- und Sozialstruktur in den ländlichen Bereichen Sachsens. Hierin begründet sich ein hoher Dokumentationswert für Bauten dieser Art.
4. ↑  Einzeldenkmale der Sachgesamtheit Kunigundenkirche:

Die genaue Bauzeit der Kunigundenkirche in Borna ist nicht bekannt; es ist sehr wahrscheinlich, dass der Bau noch vor 1200 errichtet wurde. Auch über seine ursprüngliche Funktion gibt es keine gesicherten Angaben. Vermutlich diente er ursprünglich als Kirche eines Burglehns. Größe und Ausprägung des Gebäudes deuten jedenfalls auf einen hochgestellten Auftraggeber hin, wobei sich die Überlegungen auch auf den deutschen König oder die wettinischen Markgrafen richteten. Im späten Mittelalter fiel der Kirchenbau mit dem Erwerb des Burglehns an die Stadt Borna (1493), die ihn dann bis ins 19. Jahrhundert als Friedhofskirche nutzte. Nach einer Zeit des Verfalls wurde der Bau 1924–1930 unter Leitung des Dresdner Architekten Emil Högg durchgreifend renoviert. Ziel war die weitgehende Zurückgewinnung der ursprünglichen Gestalt. Auf dem Kirchhofgelände entstand in diesem Zusammenhang ein Ehrenhain für die Gefallenen des Ersten Weltkriegs.

Die Bornaer Kunigundenkirche ist eine dreischiffige, turmlose Backsteinbasilika, die durch ihr puristisches Erscheinungsbild bei höchst ausgewogenen Proportionen beeindruckt. Sowohl das Mittelschiff als auch die kürzeren Seitenschiffe enden jeweils in einer Apsis. Auch das Innere ist durch schlichte Erhabenheit geprägt. Mittelschiff und Seitenschiffe sind durch fünfteilige Pfeilerarkaden verbunden. Abgesehen von der farbigen Hervorhebung der Bögen und wenigen spätmittelalterlichen Wandmalereien sind die Wände weiß gefasst. In der Hauptapsis hat man unter Högg anhand weniger Befunde eine im Sinne der Romanik adaptierte Bemalung ausgeführt. Im Inneren der Kirche verweisen Grabmale verschiedener Zeiten (16.–19. Jahrhundert) auf den einstigen städtischen Begräbnisort.

Die Kunigundenkirche in Borna ist einer frühesten und damit auch bedeutendsten Backsteinbauten Mitteldeutschlands. Ihre architektonische Gestalt, die möglicherweise direkt oder indirekt unter dem Einfluss oberitalienischer Vorbilder entstand, lässt einen besonderen, dem mutmaßlich hochrangigen Auftraggeber gemäßen Anspruch erkennen. Als herausragendes Kulturdenkmal der frühen deutschen Kunst- und Baugeschichte erlangt das Objekt große baugeschichtliche und künstlerische Bedeutung. Seine Aussagekraft zur Ortsgeschichte betrifft die hochmittelalterlichen Anfänge, die darauffolgende jahrhundertelange Funktion als Friedhofskirche sowie die jüngere Bestimmung als Ort des Kriegergedenkens. Zudem ist die Kunigundenkirche ein Zeugnis der Entwicklung kirchlicher Verhältnisse und denkmalpflegerischer Bestrebungen in der Vergangenheit.
  - Kirche: romanische, turmlose Backsteinbasilika mit Ausstattung, Kirchengebäude mit seltenen Wandmalereien aus der Zeit kurz nach der Erbauung, Außenbau im 20. Jahrhundert stark überformt, im Innern originale romanische Wandmalereien (Restaurierung 1924–1932)
  - Eingangsportal des Kirchhofes: mit Rundbogen aus Naturstein bezeichnet mit 1540 und Einfriedung
  - Sühnekreuz: Porphyrtuff, Schwert im Relief
  - Kriegerdenkmal: Findling, Inschrift: UNSEREN HELDEN/1914–18/TURNVEREIN VATER JAHN, über Inschrift Eisernes Kreuz
  - Kriegerdenkmal: UNSEREN HELDEN/1914–18/18TB44 (durch Kreis umschlossen), über der Inschrift Eisernes Kreuz
  - Kriegerdenkmal: Natursteinstele, geschmückt mit Eisernem Kreuz sowie Schwert und Kranz
  - Kriegerdenkmal: Postament mit abschrägtem Sockel und eingezogener Abdeckplatte, Inschriften unleserlich, Rochlitzer Porphyrtuff
  - Ehrenhain, gärtnerische Anlage mit Ehrenplatz in der Mitte, rahmenden Heckengängen und durch Porphyrpfosten eingefassten Eingang, an die 258 Gefallenen aus Borna erinnert je ein Porphyrkreuz, wobei Zwillings- und Drillingskreuze auf Angehörige einer Familie verweisen
  - unbekanntes klassizistisches Grabmal: Säulenstumpf auf Postament, stark verwittert
  - unbekanntes klassizistisches Grabmal: Postamentform, zweigeteilt, oberer Teil mit symbolischen Reliefs in Nischen, dachartiger Abschluss, Eckakroterien, Sandstein
  - unbekanntes Grabmal: Inschriftstein mit Giebelabschluss und Eckakrotieren, stark verwittert, als Aufsatz vermutlich Kreuz
5. ↑  Wohnhaus (Sachsenallee 22):

Das Wohnhaus entstand 1895/96, Auftraggeber war der Bürgerschullehrer Carl Hermann Zieger, Ausführung durch den ortsansässigen Maurermeister Wilhelm Wangemann. Der Bauplatz lag auf dem Gebiet der seit 1840 zu Borna gehörenden Gemeinde Haulwitz. Entsprechend der zeittypischen, späthistoristischen Gestaltungsweise ist der zweigeschossige Bau reich mit Gliederungs- und Schmuckformen versehen. Rote Klinkerfassaden über Bruchsteinsockel, Gliederungs- und Schmuckelemente in Putz und Kunststein hergestellt. Die Straßenfront durch Mittelrisalit betont, Erdgeschossfenster mit Ädikularahmungen. Bemerkenswert der Erhalt der ursprünglichen Fenster, dabei besonders das Erdgeschossfenster des Mittelrisalits hervorzuheben. Es handelt sich hier um ein schönes Zeugnis alter Handwerkerkunst. Im gleichen Sinne beeindruckt die aufwändige Holzveranda an der Gebäuderückseite. Das Wohnhaus ist ein Zeugnis für die räumliche und bauliche Erweiterung der Stadt in der zweiten Hälfte des 19. Jahrhunderts. Unter dem Aspekt des Schulwesens, das in der jüngeren Bornaer Geschichte einen wichtigen Stellenwert hatte, besitzt es gleichermaßen geschichtliche Aussagekraft, da es die sozialen Ansprüche und Lebensverhältnisse eines Bürgerschullehrers um 1900 dokumentiert. Hierdurch erlangt das Objekt seinen orts- und ortsentwicklungsgeschichtlichen sowie sozialgeschichtlichen Zeugniswert. Als typisches Beispiel für die Baukultur seiner Entstehungszeit hat es auch baugeschichtliche Bedeutung. Es zeigt die Umsetzung damaliger Vorstellungen in der Architektur hinsichtlich der Bauaufgabe anspruchsvolleres Wohnhaus in der sich erweiternden Kleinstadt.
6. ↑  Einzeldenkmale der Brikettfabrik Witznitz:

Die Brikettfabrik und das Kraftwerk Witznitz entstanden im Wesentlichen 1912/13 und waren bis 1992 in Betrieb. Kohlegewinnung im benachbarten Tagebau Witznitz. Nach Werksstilllegung Beginn von Sanierung und Umnutzung, das Umgestaltungskonzept zielt auf die Verbindung von Wohnen, Arbeiten und Kultureinrichtungen. Alle nicht genannten und zum früheren Werkkomplex gehörenden Gebäude sind im Wesentlichen entkernt bzw. abgebrochen. Die wichtigsten, für den denkmalrelevanten Aussagewert entscheidenden Bestandteile der Fabrikanlage sind erhalten:
  - Verwaltungsgebäude: zweigeschossiger Putzbau mit 5:7 Achsen, Betonung des westlichen Eingangsbereiches durch einen dreigeschossigen Turmvorbau, südwestliche Gebäudeecke mit eingeschossigem verputzten Vorbau mit Kupferdach, Haustür, Windfangtür, Innentüren original, schlichte Stuckgliederung im Eingangsbereich, Strukturierung der Außenwände in Form von Pfeilern, Ornamenten und Putzfaschen, Mansardwalmdach mit roten Biberschwänzen gedeckt und durch Gauben gegliedert, Holzfenster mit fast quadratischen Proportionen, durch den villenähnlichen Charakter besteht ein starker Kontrast zu den Funktionalbauten aus gelbem Klinker
  - Kaue: gelbes Klinkermauerwerk mit teilweise verputzten Flächen, U-förmiges Hauptgebäude mit zwei kleineren vorgelagerten Baukörpern mit flachem Walmdach und einem im Hintergrund liegenden Querbau mit Tonnendach, Freitreppe führt im Erdgeschoss zu den unterschiedlichen Eingängen, gliedernde Elemente in reicher Formenvielfalt
  - Werkstattkomplex in Hanglage: eingeschossig, mit Segmentbogenfenstern in Spitzbogennischen, eventuell alte Schmiedeeinrichtung noch vorhanden
  - neues Kesselhaus mit Schornstein: großer, kubischer Baukörper mit monolithisch-sachlichem Erscheinungsbild, geprägt durch glatte Mauerwerksflächen aus gelben Klinkern, von zwölf großen Hochrechteckfenstern mit Gesimsbekrönung gegliedert, mit Fensterband unter der Traufe, leicht geneigtes Satteldach, geschosshohe Fundamente im Erdgeschoss, keine Innenwände, eine Geschossdecke ist nur im Erdgeschoss vorhanden, westlicher Teil des Gebäudes als Kohlebunker in Stahlbeton errichtet, Kesselanlagen entfernt, gesamtes Gebäude entkernt, ca. 100 Meter hoher Schornstein in runder Ausführung auf achteckigem Sockel, gelbes Klinkermauerwerk, schlichte, sich leicht verjüngende Form mit tulpenförmigem Kopf, Schornstein und Neues Kesselhaus sind die dominantesten Baukörper des Werkkomplexes
  - Maschinenhaus: unterteilt als eingeschossige Maschinenhalle im Norden und ca. drei Meter höhere Schaltwarte im Süden, Gebäude mit elf Achsen, gelbe Klinker mit Lisenengliederung, eckige Fenster mit Stahlbetonfertigteilen umrahmt, dadurch gewisse Härte vermittelnd im Gegensatz zu den Stichbogenfenstern der angrenzenden Gebäude, im Inneren original (Stand 1995), Schaltempore mit Treppen und Geländern, gewölbte Decke mit eingelassenen Lampen, Dampfturbinen entfernt, Trafostation: östlich vom Maschinenhaus, dreiflüglig, gelber Klinker, Fassaden teilweise mit Lisenengliederung, flache Satteldächer
  - Nassdienst: fünfgeschossiger Baukörper mit sieben Achsen in klarer länglicher Form, Fassaden aus gelben Klinkern, mit abgestuften Pfeilervorlagen gegliedert und in vertikaler Ausrichtung betont, Dachgesims und Segmentbogenfenster verleihen dem Gebäude ein ruhiges Gesamtbild, turmartige Ausbildung des letzten Achsabschnittes im Süden (vermutlich Treppenhaus mit Aufzug), flach geneigtes Satteldach in Stahlfachwerkkonstruktion (Stahlbinder)
  - Trockendienst: fünfgeschossiges Gebäude mit 14 Achsen, vertikale Gliederung der gelben Klinkerfassaden durch abgestufte Pfeilervorlagen, Gebäude 1954 in gleicher Bauweise nach Osten erweitert, die zwölf Stück industriearchitektonisch wesentlichen Wrasenschlote sind jüngsten Datums und gegenüber dem ursprünglichen Zustand stark verändert, leicht geneigtes und auf Stahlbindern ruhendes Blechsatteldach, von der technischen Ausstattung ist lediglich ein Röhrentrockner erhalten
  - Pressenhaus: eingeschossig mit Mezzanin, 13 Achsen, 1954 im Osten in gleicher Bauweise verlängert, Fassade aus gelben Klinkern, Nord- und Südfassaden sind durch Pfeilervorlagen analog dem Trockenhaus vertikal gegliedert, eine Dampfpresse der Fa. ZEMAG Zeitz vom Typ PSD 200, Baujahr 1956 (?), mit Maulentstaubung, Innenentstaubung und Pressenrumpfredler erhalten
  - Kühlhaus I: schmaler langgestreckter Baukörper, an den Trockendienst im Norden und an das Pressenhaus im Osten anschließend, ruhige Gliederung durch geschossweise differenzierte Fenster und abgestufte Pfeilervorlagen, Nordteil gegenüber dem übrigen Gebäude leicht erhöht, wirkt durch die abgestufte Form als Bindeglied zum höheren Trockenhaus, Stahlträgerdecken mit Gitterrosten, oberster Teil des Bauwerkes ca. 1940 aufgestockt, an den Fenstern mit Sturzausbildung ohne Segment erkennbar
  - Toilettenhäuschen: auf quadratischem Grundriss, Zeltdach mit Lüftungslaterne, Biberschwanzdeckung, gelbe Klinker
7. ↑  Wassermühle Wyhra:
  - Wohnhaus gegenüber der Hofeinfahrt (ehemalige Gemeindeverwaltung): zwei Geschosse, Krüppelwalmdach, Putzfassade, stark überformt, Inschrift „Johann Heinrich Engelmann, Nr 77, 1846“
  - Mühlengebäude (Flurstück 1454): zwei Geschosse, unregelmäßige Achsen, giebelständig, Erdgeschoss massiv, Obergeschoss offenliegendes Fachwerk, Giebel verputzt, original: Porphyrfenster- und Türgewände im Erdgeschoss (Segmentbogentürsturz mit Wappenfeld im Keilstein), Haustür mit Klinke, Sprossenfenster
    - komplette technische Einrichtung von 1865: Kegelradgetriebe, Transmissionen, Spitzmaschine, Sackklopfmaschine, zwei Schrotgänge, Walzenstuhl von J.C. Ostheim, Hamburg - Marburg/Hessen (1865), Plansichter, Elevatoren, Aufzug
    - Müllerstube: zum Teil mit Einrichtung und festeingebauter Schlafstatt, Bohlendecke mit Fischgrätenmuster und gekehlten Unterzügen
    - weitere Ausstattung: umfangreiche Auftragsbücher

  - zwei Scheunen: teils Fachwerk, teils Mauerwerk, verputzt, Porphyrtür- und Fenstergewände, teils Krüppelwalmdächer, teils Giebelverbretterungen
  - Toranlage: drei Porphyrtorpfeiler mit Radabweisern
  - Hofpflasterung: Feldstein
  - Mühlgraben: 1993 Abbruch des Wehres, Mühlgraben jetzt verlandet (ehemaliges Wehr mit zwei Metern Stauhöhe)
  - Nebengebäude: ein Geschoss, Fachwerk und Putz, Krüppelwalm, giebelständig, Giebelverbretterung, laut alter Liste (1979): In der Scheune stationäre Drechselmaschine, ehemals durch Wellentunnel mit der Mühle verbunden und durch Wasserkraft getrieben (nicht geprüft)